# 高山市
高山市（たかやまし）は、岐阜県の北部（飛騨地方）に位置する市。全国の市区町村で、最も面積が広い。1936年（昭和11年）市制施行。

## 概要

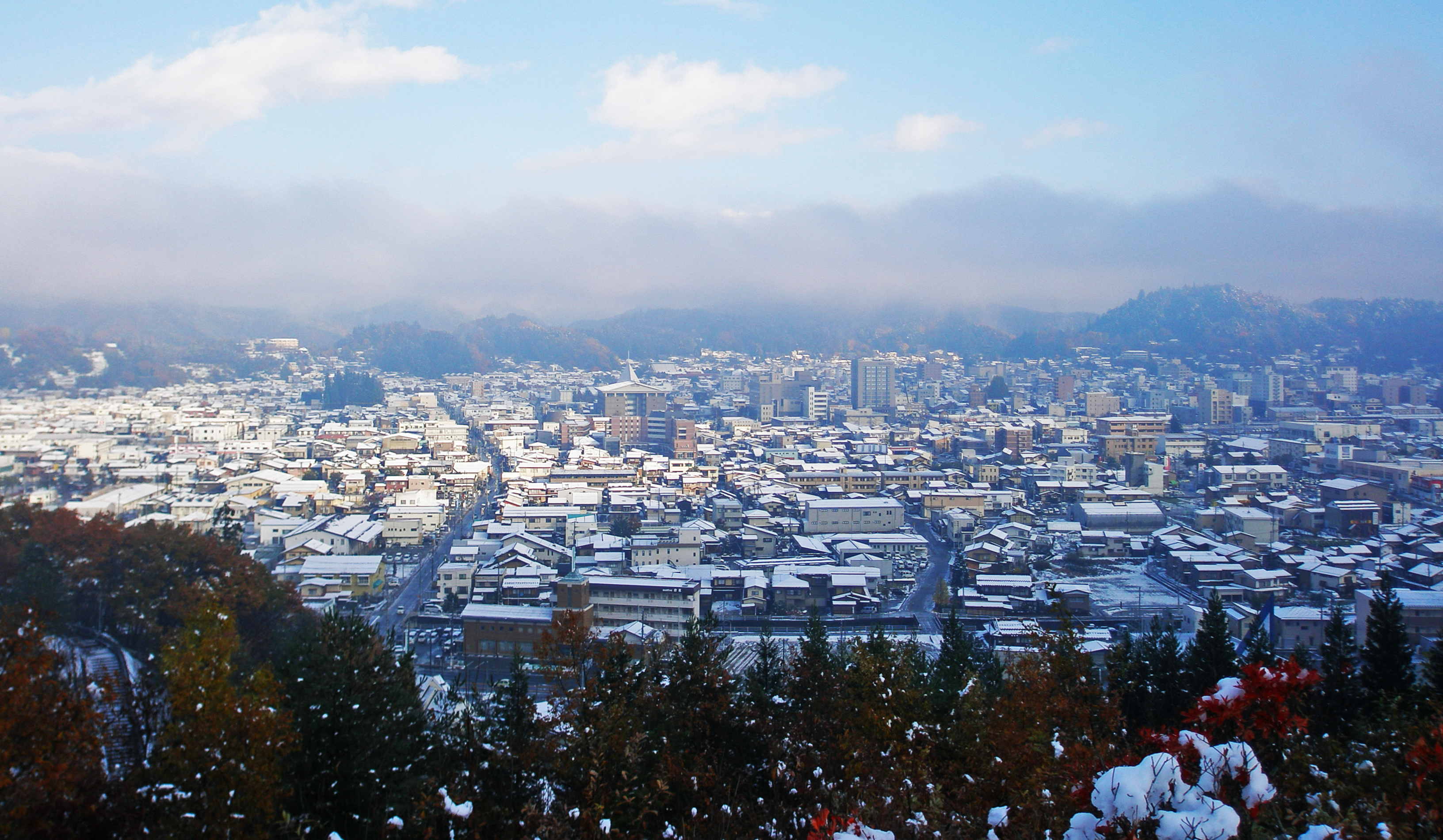
アルプス展望公園「スカイパーク」より雪化粧になった早朝の高山市街を望む

飛騨地方の中心都市。平成の大合併の一環として2005年に近隣9町村と合併した際、面積2177.61平方キロメートルと大阪府や香川県よりも大きく、東京都全体にもほぼ匹敵し、日本で最も広い市町村となった。合併後の高山市は飛騨地方を東西に横断して東で長野県や富山県と、西で石川県や福井県と県境を接し、東西が約81キロメートル、南北が約55キロメートルに達する。旧高山市の市境はすべて編入された他の町村と隣接し、合併後も市境として残存したものは存在しない。市の東側には飛騨山脈、西側には両白山地がそびえ、中心市街地は険しい山に囲まれた高山盆地にある。
国際会議観光都市に指定されており、伝統的な街並みのほか数多くのスキー場や温泉地を有し、中京圏や関西圏、さらに近年では首都圏や外国からの観光客が増えている。地理的に近い富山県との結びつきも強い。

### 小京都
飛騨の小京都
高山市の中心市街地には江戸時代以来の城下町（幕府領となった以後は飛騨郡代が支配）や商家町の姿が保全されている。その景観から「飛騨の小京都」と呼ばれるが、全国京都会議からは脱退している。
観光ガイドでは飛騨高山と記され、国内外から年間約442万人（2024年度）が観光に訪れる。仏ミシュランの実用旅行ガイド『ボワイヤジェ・プラティック・ジャポン』では必見の観光地として3ツ星を獲得している。また、2009年3月発行の『ミシュラン・グリーンガイド・ジャポン2009』、2011年3月発行の同グリーンガイド第2版においても3ツ星を獲得している。
高山市街地では素泊まり型ホテルなど夕食を提供しない宿泊施設が増え、観光客数が多いのに対して飲食店数が少ないという問題があり、高山市や高山商工会議所は市外からの飲食店誘致を図っている。

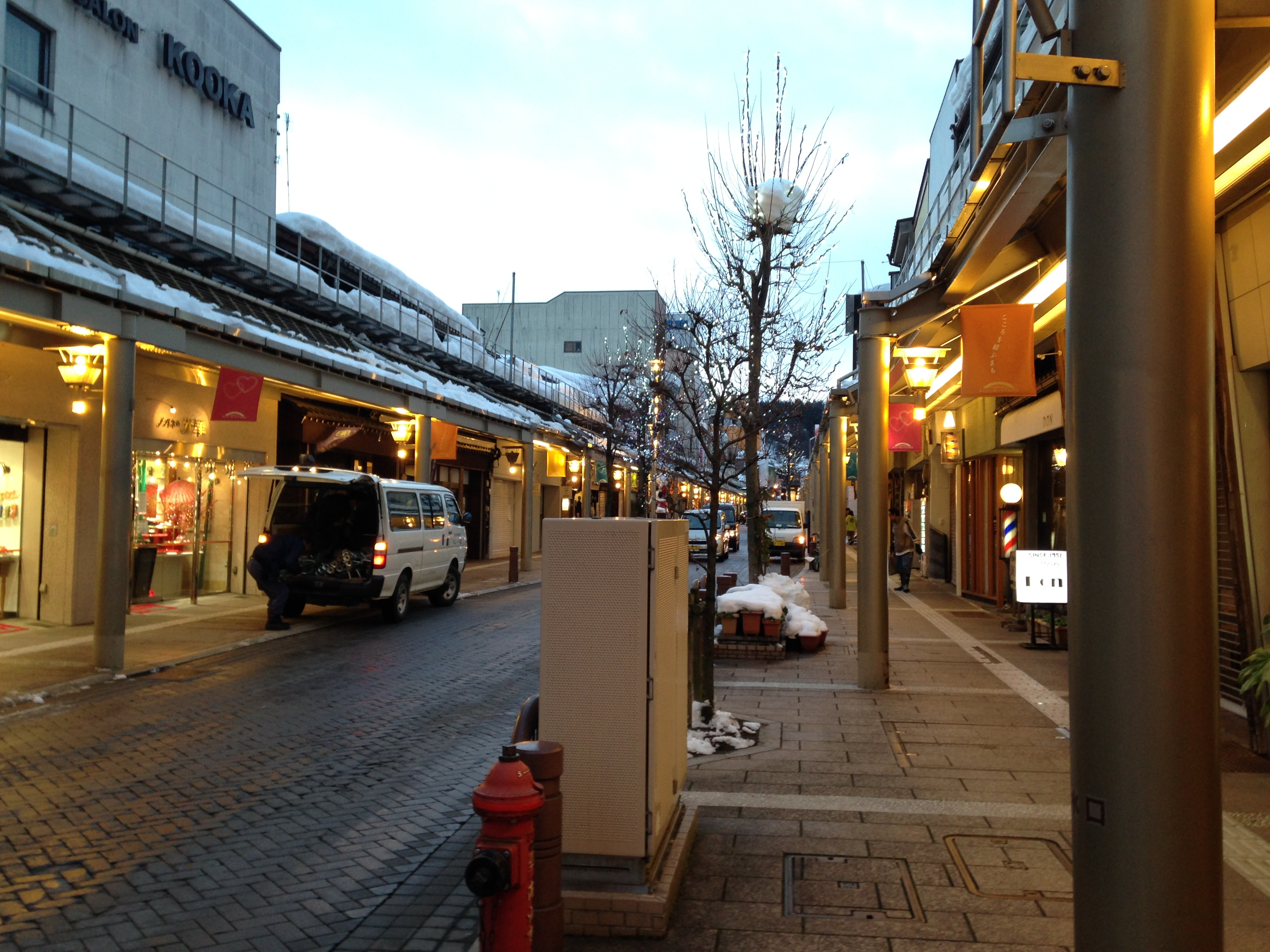
高山市中心部 （本町通商店街）
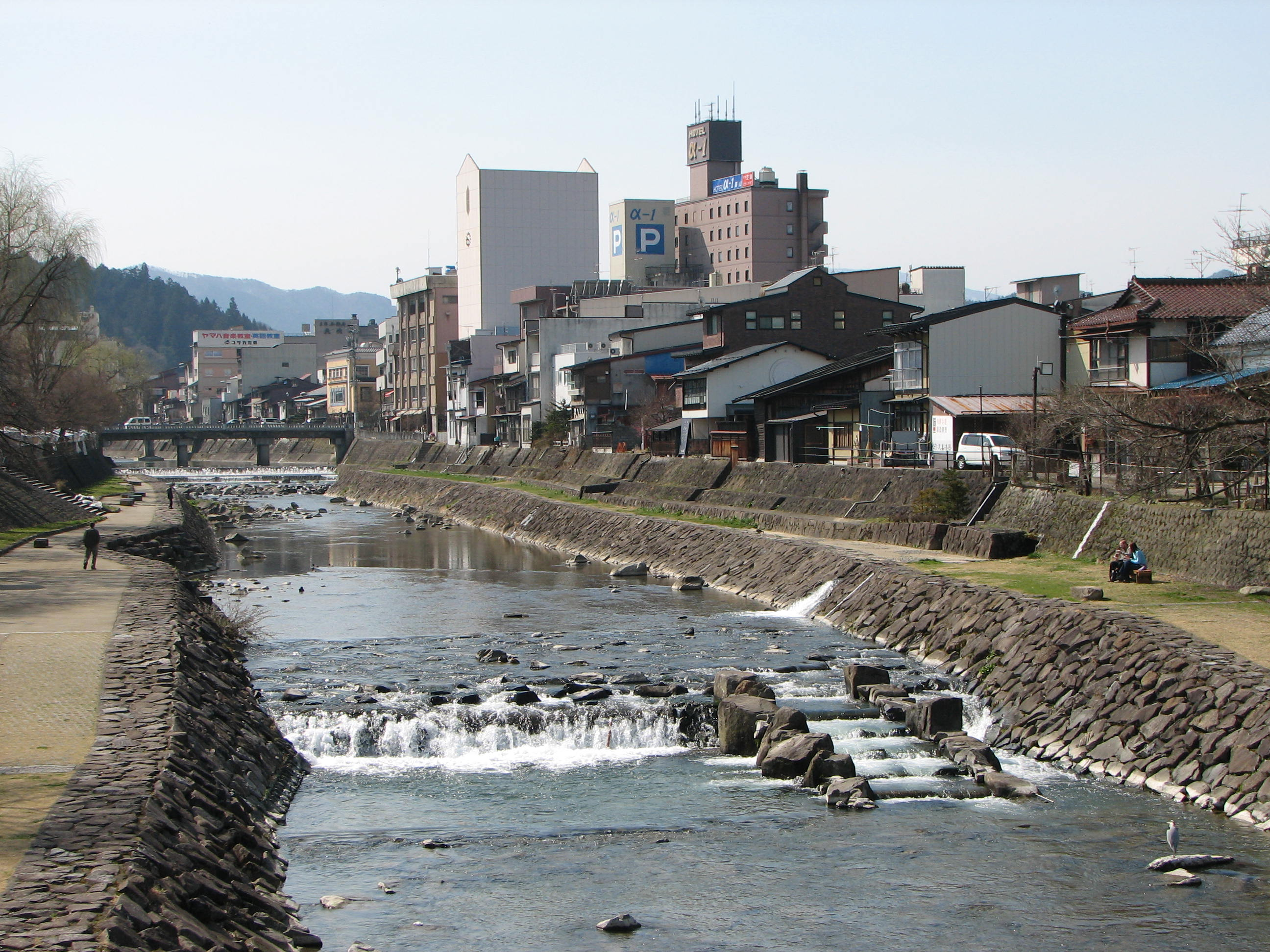
弥生橋より宮川を望む
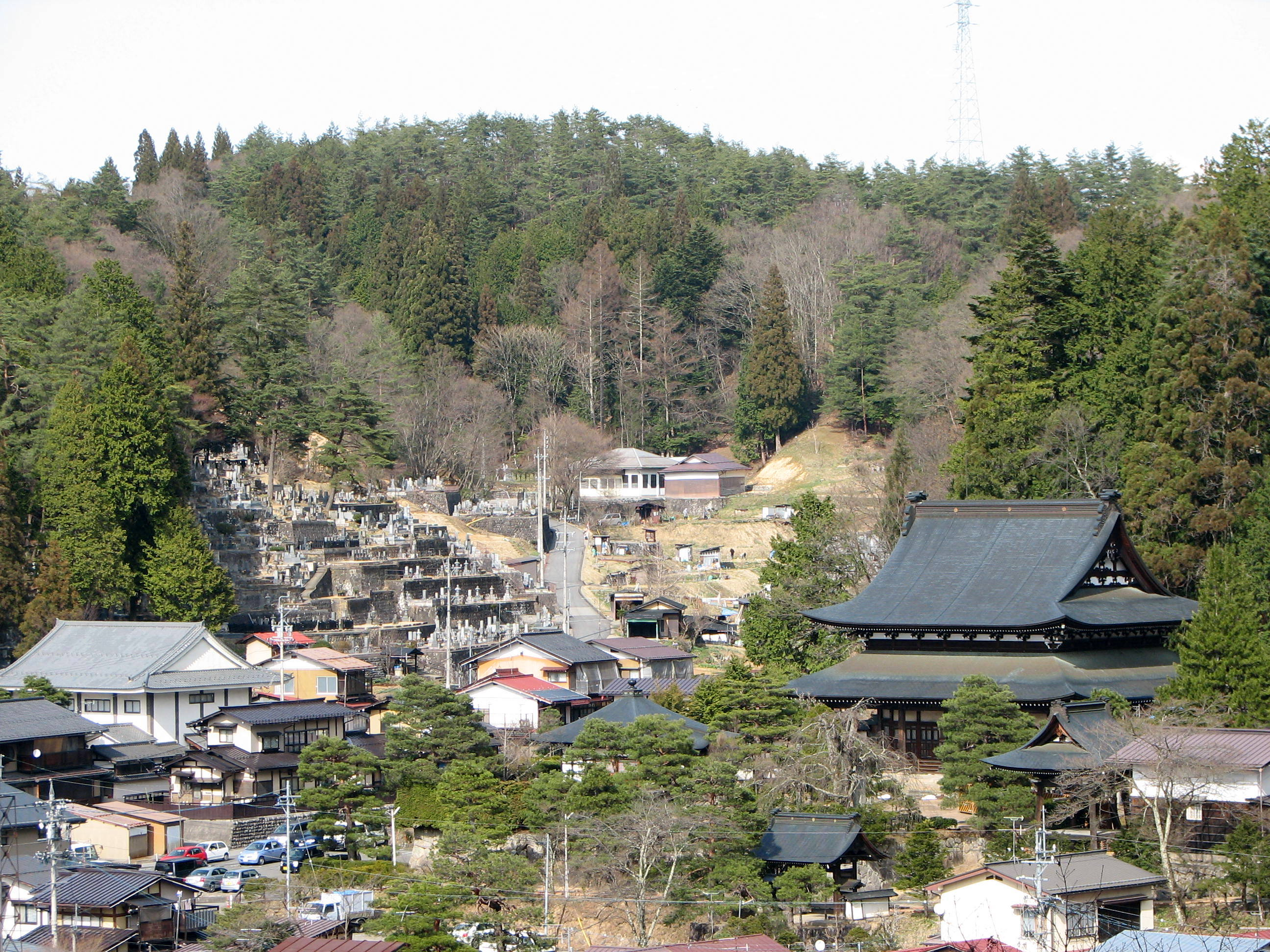
東山遊歩道より東山寺町を望む

## 地理
北東部に飛驒山脈（北アルプス）を擁し、槍ヶ岳や穂高岳などの有名な山々を望む。また、近辺には交通の難所で知られた安房峠や、小説・映画・テレビドラマで有名になった野麦峠がある。

市内に位山、宮峠などの分水嶺があり、高山市を源流とする川は太平洋へも日本海へも流れる。

### 位置
広袤（こうぼう）
市南西部にある烏帽子岳付近を東経137度線が通る。東海軽井沢村（高山市荘川町岩瀬）北西で北緯36度線と東経137度線が交わる（北緯36度0分0秒 東経137度0分0秒 / 北緯36.00000度 東経137.00000度）。
| 国土地理院地理情報 によると高山市の東西南北それぞれの端は以下の位置で、東西の長さは80.92 km、南北の長さは55.31kmである。 |
| 節内の全座標を示した地図 - OSM                                                                                           |
| 節内の全座標を出力 - KML                                                                                                 |
| 表示 |

|                                                                          | 北端 北緯36度23分35秒 東経137度34分36秒 / 北緯36.39306度 東経137.57667度 ↑      |                                                                           |
| 西端 北緯36度5分22秒 東経136度45分14秒 / 北緯36.08944度 東経136.75389度← | 中心点 北緯36度8分42.5秒 東経137度12分12.5秒 / 北緯36.145139度 東経137.203472度 | 東端 →北緯36度18分17秒 東経137度39分11秒 / 北緯36.30472度 東経137.65306度 |
|                                                                          | ↓ 南端 北緯35度53分50秒 東経137度5分5秒 / 北緯35.89722度 東経137.08472度        |                                                                           |

### 地形

#### 山岳
主な山
- 槍ヶ岳
- 穂高岳
- 焼岳
- 乗鞍岳
- 黒部五郎岳
- 双六岳
- 樅沢岳
- 笠ヶ岳
- 御嶽山(継子岳)
- 白山
- 位山
- 川上岳
- 烏帽子岳

#### 河川
主な川
- 宮川
- 川上川
- 大八賀川
- 小八賀川
- 庄川
- 飛騨川

### 人口
| |                                        |  |
| 高山市と全国の年齢別人口分布（2005年） | 高山市の年齢・男女別人口分布（2005年） |  |
| ■紫色 ― 高山市 ■緑色 ― 日本全国 | ■青色 ― 男性 ■赤色 ― 女性              |  |
| 高山市（に相当する地域）の人口の推移 \| 1970年（昭和45年） \| 88,602人 \| \| \| 1975年（昭和50年） \| 91,573人 \| \| \| 1980年（昭和55年） \| 95,037人 \| \| \| 1985年（昭和60年） \| 96,459人 \| \| \| 1990年（平成2年） \| 95,859人 \| \| \| 1995年（平成7年） \| 96,680人 \| \| \| 2000年（平成12年） \| 97,023人 \| \| \| 2005年（平成17年） \| 96,231人 \| \| \| 2010年（平成22年） \| 92,747人 \| \| \| 2015年（平成27年） \| 89,182人 \| \| \| 2020年（令和2年） \| 84,419人 \| \| |                                        |  |
| 総務省統計局 国勢調査より |                                        |  |
| 1970年（昭和45年） | 88,602人                               |  |
| 1975年（昭和50年） | 91,573人                               |  |
| 1980年（昭和55年） | 95,037人                               |  |
| 1985年（昭和60年） | 96,459人                               |  |
| 1990年（平成2年） | 95,859人                               |  |
| 1995年（平成7年） | 96,680人                               |  |
| 2000年（平成12年） | 97,023人                               |  |
| 2005年（平成17年） | 96,231人                               |  |
| 2010年（平成22年） | 92,747人                               |  |
| 2015年（平成27年） | 89,182人                               |  |
| 2020年（令和2年） | 84,419人                               |  |

### 隣接自治体
4県に隣接しており、京都府南丹市、埼玉県秩父市と並び最も多くの都道府県と接している自治体の1つである。
また、以下のうち、長野県大町市、富山市、石川県白山市、福井県大野市とは登山道で結ばれているのみであり、交通機関を利用する場合は他の自治体を経由する必要がある。
岐阜県
- 飛騨市
- 郡上市
- 下呂市
- 大野郡：白川村

長野県
- 大町市
- 松本市
- 木曽郡：木曽町

富山県
- 富山市

石川県
- 白山市

福井県
- 大野市

## 気候
飛騨山脈の北側に位置する高山市は、大部分が日本海側気候で、一部地域は中央高地式気候、全域で大陸性気候を併せ持つ。降水量は多くなく、気温の年較差、日較差が大きい。ケッペンの気候区分では盆地部は温暖湿潤気候（Cfa）、標高800mを超える地域は亜寒帯湿潤気候・湿潤大陸性気候（Dfb）である。
高山中心部においては標高が高いものの盆地であるため夏の最高気温は高く真夏日も多いが、過去に熱帯夜が観測されたことは一度もない。冬は寒さが厳しく、1,2月の月平均気温は氷点下である。日最低気温が-10℃を下回ることは珍しくない。1939年2月11日に観測史上最低の-25.5℃を観測しているが、ヒートアイランド現象により1956年以降は-20℃以下の気温は観測されていない。21世紀に入ってからの最低気温は2006年1月10日に観測した-14.7℃である。豪雪地帯（旧荘川村は特別豪雪地帯）に指定されており、高山市中心部においても年降雪量は305cmと東北地方あるいは新潟県の都市部に匹敵する。標高が高いこともあり、冬型の気圧配置時に加え、南岸低気圧の影響を受けての積雪も珍しくない。このように降雪の頻度は高いものの、最深積雪は例年50cm～70cm程度であり、1mを超えたのは4冬（1934年、1936年、1956年、1981年）を数えるのみである。
旧荘川村の六厩地区は、東海地方随一の寒冷地帯であり、1981年2月28日には-25.4℃を記録した。21世紀に入ってからも毎年のように-20℃を下回る気温を観測しており、2003年1月16日には-23.4℃を記録している。ただし2020年以降は、-20℃を下回る気温を観測したのは2022年のみである。
| 高山特別地域気象観測所（高山市桐生町、標高560m）の気候  | 高山特別地域気象観測所（高山市桐生町、標高560m）の気候 | 高山特別地域気象観測所（高山市桐生町、標高560m）の気候 | 高山特別地域気象観測所（高山市桐生町、標高560m）の気候 | 高山特別地域気象観測所（高山市桐生町、標高560m）の気候 | 高山特別地域気象観測所（高山市桐生町、標高560m）の気候 | 高山特別地域気象観測所（高山市桐生町、標高560m）の気候 | 高山特別地域気象観測所（高山市桐生町、標高560m）の気候 | 高山特別地域気象観測所（高山市桐生町、標高560m）の気候 | 高山特別地域気象観測所（高山市桐生町、標高560m）の気候 | 高山特別地域気象観測所（高山市桐生町、標高560m）の気候 | 高山特別地域気象観測所（高山市桐生町、標高560m）の気候 | 高山特別地域気象観測所（高山市桐生町、標高560m）の気候 | 高山特別地域気象観測所（高山市桐生町、標高560m）の気候 |
| 月                                                      | 1月                                                    | 2月                                                    | 3月                                                    | 4月                                                    | 5月                                                    | 6月                                                    | 7月                                                    | 8月                                                    | 9月                                                    | 10月                                                   | 11月                                                   | 12月                                                   | 年                                                     |
| ------------------------------------------------------- | ------------------------------------------------------ | ------------------------------------------------------ | ------------------------------------------------------ | ------------------------------------------------------ | ------------------------------------------------------ | ------------------------------------------------------ | ------------------------------------------------------ | ------------------------------------------------------ | ------------------------------------------------------ | ------------------------------------------------------ | ------------------------------------------------------ | ------------------------------------------------------ | ------------------------------------------------------ |
| 最高気温記録 °C （°F）                                  | 16.7 (62.1)                                            | 18.5 (65.3)                                            | 24.3 (75.7)                                            | 30.6 (87.1)                                            | 33.2 (91.8)                                            | 35.7 (96.3)                                            | 37.1 (98.8)                                            | 37.7 (99.9)                                            | 35.4 (95.7)                                            | 30.2 (86.4)                                            | 25.2 (77.4)                                            | 21.7 (71.1)                                            | 37.7 (99.9)                                            |
| 平均最高気温 °C （°F）                                  | 3.2 (37.8)                                             | 4.7 (40.5)                                             | 9.8 (49.6)                                             | 17.0 (62.6)                                            | 22.9 (73.2)                                            | 26.1 (79)                                              | 29.5 (85.1)                                            | 31.0 (87.8)                                            | 26.1 (79)                                              | 19.9 (67.8)                                            | 13.1 (55.6)                                            | 6.2 (43.2)                                             | 17.5 (63.5)                                            |
| 日平均気温 °C （°F）                                    | −1.2 (29.8)                                            | −0.6 (30.9)                                            | 3.4 (38.1)                                             | 9.7 (49.5)                                             | 15.6 (60.1)                                            | 19.7 (67.5)                                            | 23.5 (74.3)                                            | 24.4 (75.9)                                            | 20.0 (68)                                              | 13.5 (56.3)                                            | 7.1 (44.8)                                             | 1.6 (34.9)                                             | 11.4 (52.5)                                            |
| 平均最低気温 °C （°F）                                  | −4.8 (23.4)                                            | −4.9 (23.2)                                            | −1.6 (29.1)                                            | 3.4 (38.1)                                             | 9.4 (48.9)                                             | 14.9 (58.8)                                            | 19.4 (66.9)                                            | 20.1 (68.2)                                            | 15.9 (60.6)                                            | 9.2 (48.6)                                             | 2.9 (37.2)                                             | −1.7 (28.9)                                            | 6.9 (44.4)                                             |
| 最低気温記録 °C （°F）                                  | −23.5 (−10.3)                                          | −25.5 (−13.9)                                          | −21.2 (−6.2)                                           | −7.6 (18.3)                                            | −3.1 (26.4)                                            | 1.8 (35.2)                                             | 8.1 (46.6)                                             | 9.4 (48.9)                                             | 3.8 (38.8)                                             | −3.5 (25.7)                                            | −10.7 (12.7)                                           | −19.5 (−3.1)                                           | −25.5 (−13.9)                                          |
| 降水量 mm （inch）                                      | 101.9 (4.012)                                          | 93.5 (3.681)                                           | 122.5 (4.823)                                          | 123.9 (4.878)                                          | 125.2 (4.929)                                          | 170.4 (6.709)                                          | 260.9 (10.272)                                         | 197.9 (7.791)                                          | 225.9 (8.894)                                          | 155.5 (6.122)                                          | 94.4 (3.717)                                           | 104.4 (4.11)                                           | 1,776.5 (69.941)                                       |
| 降雪量 cm （inch）                                      | 117 (46.1)                                             | 90 (35.4)                                              | 29 (11.4)                                              | 3 (1.2)                                                | 0 (0)                                                  | 0 (0)                                                  | 0 (0)                                                  | 0 (0)                                                  | 0 (0)                                                  | 0 (0)                                                  | 2 (0.8)                                                | 66 (26)                                                | 305 (120.1)                                            |
| 平均降水日数 （≥0.5 mm）                                | 17.6                                                   | 14.3                                                   | 14.9                                                   | 12.6                                                   | 11.8                                                   | 13.2                                                   | 15.7                                                   | 12.5                                                   | 13.0                                                   | 11.6                                                   | 12.4                                                   | 17.0                                                   | 166.6                                                  |
| % 湿度                                                  | 82                                                     | 78                                                     | 73                                                     | 68                                                     | 68                                                     | 74                                                     | 78                                                     | 77                                                     | 79                                                     | 81                                                     | 82                                                     | 84                                                     | 77                                                     |
| 平均月間日照時間                                        | 92.9                                                   | 115.6                                                  | 153.8                                                  | 173.5                                                  | 189.2                                                  | 143.6                                                  | 147.0                                                  | 177.3                                                  | 131.6                                                  | 128.9                                                  | 100.8                                                  | 82.4                                                   | 1,638.3                                                |
| 出典：気象庁 (平均値：1991年-2020年、極値：1899年-現在) |                                                        |                                                        |                                                        |                                                        |                                                        |                                                        |                                                        |                                                        |                                                        |                                                        |                                                        |                                                        |                                                        |

| 高山（高山測候所）・1961 - 1990年平均の気候 | 高山（高山測候所）・1961 - 1990年平均の気候 | 高山（高山測候所）・1961 - 1990年平均の気候 | 高山（高山測候所）・1961 - 1990年平均の気候 | 高山（高山測候所）・1961 - 1990年平均の気候 | 高山（高山測候所）・1961 - 1990年平均の気候 | 高山（高山測候所）・1961 - 1990年平均の気候 | 高山（高山測候所）・1961 - 1990年平均の気候 | 高山（高山測候所）・1961 - 1990年平均の気候 | 高山（高山測候所）・1961 - 1990年平均の気候 | 高山（高山測候所）・1961 - 1990年平均の気候 | 高山（高山測候所）・1961 - 1990年平均の気候 | 高山（高山測候所）・1961 - 1990年平均の気候 | 高山（高山測候所）・1961 - 1990年平均の気候 |
| 月                                          | 1月                                         | 2月                                         | 3月                                         | 4月                                         | 5月                                         | 6月                                         | 7月                                         | 8月                                         | 9月                                         | 10月                                        | 11月                                        | 12月                                        | 年                                          |
| ------------------------------------------- | ------------------------------------------- | ------------------------------------------- | ------------------------------------------- | ------------------------------------------- | ------------------------------------------- | ------------------------------------------- | ------------------------------------------- | ------------------------------------------- | ------------------------------------------- | ------------------------------------------- | ------------------------------------------- | ------------------------------------------- | ------------------------------------------- |
| 平均最高気温 °C （°F）                      | 2.7 (36.9)                                  | 3.7 (38.7)                                  | 8.1 (46.6)                                  | 16.5 (61.7)                                 | 22.0 (71.6)                                 | 24.9 (76.8)                                 | 28.6 (83.5)                                 | 29.9 (85.8)                                 | 24.8 (76.6)                                 | 18.4 (65.1)                                 | 12.3 (54.1)                                 | 5.8 (42.4)                                  | 16.5 (61.7)                                 |
| 日平均気温 °C （°F）                        | −2.2 (28)                                   | −1.6 (29.1)                                 | 1.9 (35.4)                                  | 9.3 (48.7)                                  | 14.6 (58.3)                                 | 18.8 (65.8)                                 | 22.6 (72.7)                                 | 23.4 (74.1)                                 | 18.9 (66)                                   | 11.9 (53.4)                                 | 6.0 (42.8)                                  | 0.7 (33.3)                                  | 10.4 (50.7)                                 |
| 平均最低気温 °C （°F）                      | −6.5 (20.3)                                 | −6.2 (20.8)                                 | −3.2 (26.2)                                 | 3.0 (37.4)                                  | 8.3 (46.9)                                  | 14.0 (57.2)                                 | 18.4 (65.1)                                 | 19.0 (66.2)                                 | 14.9 (58.8)                                 | 7.4 (45.3)                                  | 1.5 (34.7)                                  | −3.2 (26.2)                                 | 5.6 (42.1)                                  |
| 出典：理科年表                              |                                             |                                             |                                             |                                             |                                             |                                             |                                             |                                             |                                             |                                             |                                             |                                             |                                             |

| 栃尾（高山市奥飛騨温泉郷今見、標高765m）1991 - 2020年平均の気候 | 栃尾（高山市奥飛騨温泉郷今見、標高765m）1991 - 2020年平均の気候 | 栃尾（高山市奥飛騨温泉郷今見、標高765m）1991 - 2020年平均の気候 | 栃尾（高山市奥飛騨温泉郷今見、標高765m）1991 - 2020年平均の気候 | 栃尾（高山市奥飛騨温泉郷今見、標高765m）1991 - 2020年平均の気候 | 栃尾（高山市奥飛騨温泉郷今見、標高765m）1991 - 2020年平均の気候 | 栃尾（高山市奥飛騨温泉郷今見、標高765m）1991 - 2020年平均の気候 | 栃尾（高山市奥飛騨温泉郷今見、標高765m）1991 - 2020年平均の気候 | 栃尾（高山市奥飛騨温泉郷今見、標高765m）1991 - 2020年平均の気候 | 栃尾（高山市奥飛騨温泉郷今見、標高765m）1991 - 2020年平均の気候 | 栃尾（高山市奥飛騨温泉郷今見、標高765m）1991 - 2020年平均の気候 | 栃尾（高山市奥飛騨温泉郷今見、標高765m）1991 - 2020年平均の気候 | 栃尾（高山市奥飛騨温泉郷今見、標高765m）1991 - 2020年平均の気候 | 栃尾（高山市奥飛騨温泉郷今見、標高765m）1991 - 2020年平均の気候 |
| 月                                                              | 1月                                                             | 2月                                                             | 3月                                                             | 4月                                                             | 5月                                                             | 6月                                                             | 7月                                                             | 8月                                                             | 9月                                                             | 10月                                                            | 11月                                                            | 12月                                                            | 年                                                              |
| --------------------------------------------------------------- | --------------------------------------------------------------- | --------------------------------------------------------------- | --------------------------------------------------------------- | --------------------------------------------------------------- | --------------------------------------------------------------- | --------------------------------------------------------------- | --------------------------------------------------------------- | --------------------------------------------------------------- | --------------------------------------------------------------- | --------------------------------------------------------------- | --------------------------------------------------------------- | --------------------------------------------------------------- | --------------------------------------------------------------- |
| 最高気温記録 °C （°F）                                          | 13.3 (55.9)                                                     | 16.4 (61.5)                                                     | 23.1 (73.6)                                                     | 28.4 (83.1)                                                     | 31.8 (89.2)                                                     | 33.3 (91.9)                                                     | 35.2 (95.4)                                                     | 35.4 (95.7)                                                     | 34.7 (94.5)                                                     | 28.6 (83.5)                                                     | 24.6 (76.3)                                                     | 19.3 (66.7)                                                     | 35.4 (95.7)                                                     |
| 平均最高気温 °C （°F）                                          | 1.7 (35.1)                                                      | 2.9 (37.2)                                                      | 7.7 (45.9)                                                      | 15.1 (59.2)                                                     | 20.9 (69.6)                                                     | 24.2 (75.6)                                                     | 27.5 (81.5)                                                     | 29.0 (84.2)                                                     | 24.2 (75.6)                                                     | 18.0 (64.4)                                                     | 11.5 (52.7)                                                     | 4.6 (40.3)                                                      | 15.6 (60.1)                                                     |
| 日平均気温 °C （°F）                                            | −2.3 (27.9)                                                     | −1.9 (28.6)                                                     | 1.8 (35.2)                                                      | 8.0 (46.4)                                                      | 13.6 (56.5)                                                     | 17.5 (63.5)                                                     | 21.1 (70)                                                       | 22.2 (72)                                                       | 18.0 (64.4)                                                     | 11.8 (53.2)                                                     | 5.8 (42.4)                                                      | 0.4 (32.7)                                                      | 9.7 (49.5)                                                      |
| 平均最低気温 °C （°F）                                          | −5.9 (21.4)                                                     | −6.2 (20.8)                                                     | −2.8 (27)                                                       | 2.2 (36)                                                        | 7.4 (45.3)                                                      | 12.5 (54.5)                                                     | 16.9 (62.4)                                                     | 17.6 (63.7)                                                     | 13.7 (56.7)                                                     | 7.2 (45)                                                        | 1.5 (34.7)                                                      | −3.0 (26.6)                                                     | 5.1 (41.2)                                                      |
| 最低気温記録 °C （°F）                                          | −14.2 (6.4)                                                     | −14.9 (5.2)                                                     | −12.7 (9.1)                                                     | −9.2 (15.4)                                                     | −2.2 (28)                                                       | 3.5 (38.3)                                                      | 9.5 (49.1)                                                      | 8.9 (48)                                                        | 1.9 (35.4)                                                      | −3.1 (26.4)                                                     | −6.9 (19.6)                                                     | −13.8 (7.2)                                                     | −14.9 (5.2)                                                     |
| 降水量 mm （inch）                                              | 95.6 (3.764)                                                    | 97.4 (3.835)                                                    | 137.3 (5.406)                                                   | 145.1 (5.713)                                                   | 166.1 (6.539)                                                   | 203.8 (8.024)                                                   | 338.5 (13.327)                                                  | 203.6 (8.016)                                                   | 222.8 (8.772)                                                   | 168.4 (6.63)                                                    | 129.6 (5.102)                                                   | 108.7 (4.28)                                                    | 2,004.2 (78.906)                                                |
| 平均月間日照時間                                                | 69.4                                                            | 97.0                                                            | 130.7                                                           | 168.9                                                           | 195.3                                                           | 157.8                                                           | 150.3                                                           | 178.0                                                           | 133.5                                                           | 138.3                                                           | 104.1                                                           | 70.7                                                            | 1,595.1                                                         |
| 出典：                                                          |                                                                 |                                                                 |                                                                 |                                                                 |                                                                 |                                                                 |                                                                 |                                                                 |                                                                 |                                                                 |                                                                 |                                                                 |                                                                 |

| 宮之前（高山市朝日町宮之前、標高930m）1991 - 2020年平均の気候 | 宮之前（高山市朝日町宮之前、標高930m）1991 - 2020年平均の気候 | 宮之前（高山市朝日町宮之前、標高930m）1991 - 2020年平均の気候 | 宮之前（高山市朝日町宮之前、標高930m）1991 - 2020年平均の気候 | 宮之前（高山市朝日町宮之前、標高930m）1991 - 2020年平均の気候 | 宮之前（高山市朝日町宮之前、標高930m）1991 - 2020年平均の気候 | 宮之前（高山市朝日町宮之前、標高930m）1991 - 2020年平均の気候 | 宮之前（高山市朝日町宮之前、標高930m）1991 - 2020年平均の気候 | 宮之前（高山市朝日町宮之前、標高930m）1991 - 2020年平均の気候 | 宮之前（高山市朝日町宮之前、標高930m）1991 - 2020年平均の気候 | 宮之前（高山市朝日町宮之前、標高930m）1991 - 2020年平均の気候 | 宮之前（高山市朝日町宮之前、標高930m）1991 - 2020年平均の気候 | 宮之前（高山市朝日町宮之前、標高930m）1991 - 2020年平均の気候 | 宮之前（高山市朝日町宮之前、標高930m）1991 - 2020年平均の気候 |
| 月                                                            | 1月                                                           | 2月                                                           | 3月                                                           | 4月                                                           | 5月                                                           | 6月                                                           | 7月                                                           | 8月                                                           | 9月                                                           | 10月                                                          | 11月                                                          | 12月                                                          | 年                                                            |
| ------------------------------------------------------------- | ------------------------------------------------------------- | ------------------------------------------------------------- | ------------------------------------------------------------- | ------------------------------------------------------------- | ------------------------------------------------------------- | ------------------------------------------------------------- | ------------------------------------------------------------- | ------------------------------------------------------------- | ------------------------------------------------------------- | ------------------------------------------------------------- | ------------------------------------------------------------- | ------------------------------------------------------------- | ------------------------------------------------------------- |
| 最高気温記録 °C （°F）                                        | 12.2 (54)                                                     | 14.5 (58.1)                                                   | 20.9 (69.6)                                                   | 27.3 (81.1)                                                   | 29.7 (85.5)                                                   | 31.6 (88.9)                                                   | 33.1 (91.6)                                                   | 33.5 (92.3)                                                   | 32.2 (90)                                                     | 26.8 (80.2)                                                   | 22.8 (73)                                                     | 19.3 (66.7)                                                   | 33.5 (92.3)                                                   |
| 平均最高気温 °C （°F）                                        | 1.0 (33.8)                                                    | 2.1 (35.8)                                                    | 6.5 (43.7)                                                    | 13.7 (56.7)                                                   | 19.6 (67.3)                                                   | 22.8 (73)                                                     | 26.3 (79.3)                                                   | 27.6 (81.7)                                                   | 23.0 (73.4)                                                   | 17.0 (62.6)                                                   | 10.8 (51.4)                                                   | 4.1 (39.4)                                                    | 14.5 (58.1)                                                   |
| 日平均気温 °C （°F）                                          | −3.9 (25)                                                     | −3.5 (25.7)                                                   | 0.4 (32.7)                                                    | 6.8 (44.2)                                                    | 12.6 (54.7)                                                   | 16.7 (62.1)                                                   | 20.6 (69.1)                                                   | 21.3 (70.3)                                                   | 17.2 (63)                                                     | 10.7 (51.3)                                                   | 4.6 (40.3)                                                    | −0.9 (30.4)                                                   | 8.6 (47.5)                                                    |
| 平均最低気温 °C （°F）                                        | −9.1 (15.6)                                                   | −9.4 (15.1)                                                   | −5.1 (22.8)                                                   | 0.3 (32.5)                                                    | 5.9 (42.6)                                                    | 11.5 (52.7)                                                   | 16.0 (60.8)                                                   | 16.6 (61.9)                                                   | 12.6 (54.7)                                                   | 5.7 (42.3)                                                    | −0.4 (31.3)                                                   | −5.3 (22.5)                                                   | 3.3 (37.9)                                                    |
| 最低気温記録 °C （°F）                                        | −19.9 (−3.8)                                                  | −20.3 (−4.5)                                                  | −17.2 (1)                                                     | −12.8 (9)                                                     | −3.3 (26.1)                                                   | 0.8 (33.4)                                                    | 4.3 (39.7)                                                    | 6.9 (44.4)                                                    | −0.2 (31.6)                                                   | −4.4 (24.1)                                                   | −10.9 (12.4)                                                  | −18.5 (−1.3)                                                  | −20.3 (−4.5)                                                  |
| 降水量 mm （inch）                                            | 95.1 (3.744)                                                  | 102.4 (4.031)                                                 | 145.4 (5.724)                                                 | 141.6 (5.575)                                                 | 157.8 (6.213)                                                 | 210.7 (8.295)                                                 | 306.3 (12.059)                                                | 214.5 (8.445)                                                 | 240.8 (9.48)                                                  | 175.2 (6.898)                                                 | 121.9 (4.799)                                                 | 104.5 (4.114)                                                 | 2,016.1 (79.374)                                              |
| 平均月間日照時間                                              | 87.6                                                          | 108.0                                                         | 146.4                                                         | 177.3                                                         | 200.9                                                         | 152.1                                                         | 153.1                                                         | 179.1                                                         | 139.0                                                         | 142.3                                                         | 118.9                                                         | 88.0                                                          | 1,693.5                                                       |
| 出典：                                                        |                                                               |                                                               |                                                               |                                                               |                                                               |                                                               |                                                               |                                                               |                                                               |                                                               |                                                               |                                                               |                                                               |

| 六厩（高山市荘川町六厩、標高1015m）1991 - 2020年平均の気候 | 六厩（高山市荘川町六厩、標高1015m）1991 - 2020年平均の気候 | 六厩（高山市荘川町六厩、標高1015m）1991 - 2020年平均の気候 | 六厩（高山市荘川町六厩、標高1015m）1991 - 2020年平均の気候 | 六厩（高山市荘川町六厩、標高1015m）1991 - 2020年平均の気候 | 六厩（高山市荘川町六厩、標高1015m）1991 - 2020年平均の気候 | 六厩（高山市荘川町六厩、標高1015m）1991 - 2020年平均の気候 | 六厩（高山市荘川町六厩、標高1015m）1991 - 2020年平均の気候 | 六厩（高山市荘川町六厩、標高1015m）1991 - 2020年平均の気候 | 六厩（高山市荘川町六厩、標高1015m）1991 - 2020年平均の気候 | 六厩（高山市荘川町六厩、標高1015m）1991 - 2020年平均の気候 | 六厩（高山市荘川町六厩、標高1015m）1991 - 2020年平均の気候 | 六厩（高山市荘川町六厩、標高1015m）1991 - 2020年平均の気候 | 六厩（高山市荘川町六厩、標高1015m）1991 - 2020年平均の気候 |
| 月                                                         | 1月                                                        | 2月                                                        | 3月                                                        | 4月                                                        | 5月                                                        | 6月                                                        | 7月                                                        | 8月                                                        | 9月                                                        | 10月                                                       | 11月                                                       | 12月                                                       | 年                                                         |
| ---------------------------------------------------------- | ---------------------------------------------------------- | ---------------------------------------------------------- | ---------------------------------------------------------- | ---------------------------------------------------------- | ---------------------------------------------------------- | ---------------------------------------------------------- | ---------------------------------------------------------- | ---------------------------------------------------------- | ---------------------------------------------------------- | ---------------------------------------------------------- | ---------------------------------------------------------- | ---------------------------------------------------------- | ---------------------------------------------------------- |
| 最高気温記録 °C （°F）                                     | 9.6 (49.3)                                                 | 12.6 (54.7)                                                | 19.1 (66.4)                                                | 26.8 (80.2)                                                | 28.7 (83.7)                                                | 30.4 (86.7)                                                | 32.7 (90.9)                                                | 33.5 (92.3)                                                | 30.8 (87.4)                                                | 25.6 (78.1)                                                | 22.4 (72.3)                                                | 18.0 (64.4)                                                | 33.5 (92.3)                                                |
| 平均最高気温 °C （°F）                                     | −0.1 (31.8)                                                | 1.1 (34)                                                   | 5.1 (41.2)                                                 | 12.2 (54)                                                  | 18.3 (64.9)                                                | 21.6 (70.9)                                                | 25.2 (77.4)                                                | 26.5 (79.7)                                                | 22.0 (71.6)                                                | 16.2 (61.2)                                                | 9.8 (49.6)                                                 | 2.9 (37.2)                                                 | 13.4 (56.1)                                                |
| 日平均気温 °C （°F）                                       | −5.1 (22.8)                                                | −4.6 (23.7)                                                | −0.8 (30.6)                                                | 5.2 (41.4)                                                 | 11.3 (52.3)                                                | 15.8 (60.4)                                                | 19.9 (67.8)                                                | 20.6 (69.1)                                                | 16.4 (61.5)                                                | 9.8 (49.6)                                                 | 3.6 (38.5)                                                 | −2.0 (28.4)                                                | 7.5 (45.5)                                                 |
| 平均最低気温 °C （°F）                                     | −11.3 (11.7)                                               | −11.4 (11.5)                                               | −7.1 (19.2)                                                | −1.6 (29.1)                                                | 3.9 (39)                                                   | 10.1 (50.2)                                                | 15.4 (59.7)                                                | 16.0 (60.8)                                                | 11.6 (52.9)                                                | 4.2 (39.6)                                                 | −2.0 (28.4)                                                | −7.4 (18.7)                                                | 1.7 (35.1)                                                 |
| 最低気温記録 °C （°F）                                     | −25.1 (−13.2)                                              | −25.4 (−13.7)                                              | −22.0 (−7.6)                                               | −17.3 (0.9)                                                | −6.1 (21)                                                  | −1.6 (29.1)                                                | 3.7 (38.7)                                                 | 6.0 (42.8)                                                 | −1.1 (30)                                                  | −8.0 (17.6)                                                | −16.4 (2.5)                                                | −23.8 (−10.8)                                              | −25.4 (−13.7)                                              |
| 降水量 mm （inch）                                         | 143.8 (5.661)                                              | 128.3 (5.051)                                              | 167.6 (6.598)                                              | 189.9 (7.476)                                              | 203.3 (8.004)                                              | 253.1 (9.965)                                              | 353.3 (13.909)                                             | 257.9 (10.154)                                             | 319.5 (12.579)                                             | 195.7 (7.705)                                              | 137.3 (5.406)                                              | 155.4 (6.118)                                              | 2,489.9 (98.028)                                           |
| 平均月間日照時間                                           | 78.6                                                       | 108.6                                                      | 154.4                                                      | 181.6                                                      | 194.4                                                      | 144.7                                                      | 135.0                                                      | 159.5                                                      | 126.4                                                      | 137.7                                                      | 117.8                                                      | 85.7                                                       | 1,625.9                                                    |
| 出典：                                                     |                                                            |                                                            |                                                            |                                                            |                                                            |                                                            |                                                            |                                                            |                                                            |                                                            |                                                            |                                                            |                                                            |

## 歴史

### 明治維新まで

#### 中世
- 中世には市街地南東の城山に天神山城が築かれた。

室町時代
- 1411年（応永18年）- 飛騨の乱。飛騨国司の姉小路家と室町幕府飛騨国守護との争い。

#### 近世
安土桃山時代
- 1585年（天正13年）- 豊臣秀吉の命を受けた領主の金森長近が飛騨高山城を築城した。

江戸時代
元禄期まではここに飛騨高山藩があったが、元禄5年（1692年）に飛騨一国は幕府領となり、同8年(1695年)に高山城は破却された。その後、飛騨には飛騨代官（後に飛騨郡代）が設置され代官支配となった。

### 近代
明治維新後の変動
明治維新の直後には、天領と呼ばれるようになった旧幕領が廃藩置県に先立ってまず府または県という新たな行政単位に改編された。
飛騨国は早くも慶応4年5月（1868年6月）に飛騨県となり、そのわずか1週間後には高山県となった。
- 明治2年（1869年）には県知事梅村速水の急激な改革に反対して梅村騒動が発生する。
- 廃藩置県後の明治4年（1871年）に行われた府県合併により、信濃国（現在の長野県）の中南信地方の諸県と合併して筑摩県の一部となった。
- 明治9年（1876年）に筑摩県が廃止された後は、当初旧美濃国のみで構成されていた岐阜県に編入され、現在に至っている。

明治
- 1875年（明治8年）4月28日 高山大火。1300戸罹災[11]。
- 1889年（明治22年） 町村制施行により大野郡高山町が成立する。

大正
- 1926年（大正15年）10月1日 灘村を高山町に編入する。

昭和
- 1934年（昭和9年）10月25日 高山本線が開通する。
- 1936年（昭和11年）11月1日 高山町と大名田町が合併して市制を施行し、高山市が発足する。2日後には大規模な奉告祭が市内39社の分霊を勧請して行われた[12]。
- 1943年（昭和18年）4月1日 大野郡上枝村を編入する[13]。

### 現代
昭和
- 1947年（昭和22年）11月2日 - 昭和天皇の戦後巡幸。城山公園などを訪問[14]。高山駅前の奉迎には人口約4万人を上回る約18万人が詰めかけた[15]。。
- 1950年（昭和25年） - 市と高山市文化連盟により「高山市の歌」を選定。
- 1955年（昭和30年）4月1日 - 大野郡大八賀村を編入する。

平成
- 2005年（平成17年）2月1日 - 大野郡丹生川村・清見村・荘川村・宮村・久々野町・朝日村・高根村、吉城郡国府町・上宝村を編入する。これに伴い、吉城郡が消滅。
- 2025年（令和7年）6月23日 - 集中豪雨により上水道の水源で濁りが発生。上水道の取水を停止したため最大約12000戸が断水[16]。

### 変遷表
| 明治元年          | 明治8年                  | 明治12年 2月18日 郡区町村 編成法施行 | 明治16年 10月   | 明治22年 7月1日 町村制施行 | 明治25年 5月19日                 | 明治30年 4月1日                 | 大正12年 10月10日                      | 大正15年 10月1日                      | 昭和11年 11月1日        | 昭和18年 4月1日              | 昭和25年 4月1日               | 昭和29年 4月1日                      | 昭和30年 4月1日               | 昭和31年 8月25日 | 昭和39年 11月3日                    | 平成17年 2月1日               | 現在   |
| ----------------- | ------------------------ | ------------------------------------ | --------------- | -------------------------- | -------------------------------- | ------------------------------- | -------------------------------------- | ------------------------------------- | ----------------------- | ---------------------------- | ----------------------------- | ------------------------------------ | ----------------------------- | ---------------- | ----------------------------------- | ----------------------------- | ------ |
| 大野郡 一之町村   | 明治8年 大野郡 高山町    | 大野郡 高山町                        | 大野郡 高山町   | 大野郡 高山町              | 大野郡 高山町                    | 大野郡 高山町                   | 大野郡 高山町                          | 大野郡 高山町                         | 昭和11年 11月1日 高山市 | 高山市                       | 高山市                        | 高山市                               | 高山市                        | 高山市           | 高山市                              | 高山市                        | 高山市 |
| 大野郡 二之町村   | 明治8年 大野郡 高山町    | 大野郡 高山町                        | 大野郡 高山町   | 大野郡 高山町              | 大野郡 高山町                    | 大野郡 高山町                   | 大野郡 高山町                          | 大野郡 高山町                         | 昭和11年 11月1日 高山市 | 高山市                       | 高山市                        | 高山市                               | 高山市                        | 高山市           | 高山市                              | 高山市                        | 高山市 |
| 大野郡 三之町村   | 明治8年 大野郡 高山町    | 大野郡 高山町                        | 大野郡 高山町   | 大野郡 高山町              | 大野郡 高山町                    | 大野郡 高山町                   | 大野郡 高山町                          | 大野郡 高山町                         | 昭和11年 11月1日 高山市 | 高山市                       | 高山市                        | 高山市                               | 高山市                        | 高山市           | 高山市                              | 高山市                        | 高山市 |
| 大野郡 上岡本村   | 明治8年 大野郡 大名田村  | 大野郡 大名田村                      | 大野郡 大名田村 | 大野郡 大名田村            | 明治25年 5月19日 大野郡 灘村     | 大野郡 灘村                     | 大野郡 灘村                            | 大正15年 10月1日 大野郡 高山町 に編入 | 昭和11年 11月1日 高山市 | 高山市                       | 高山市                        | 高山市                               | 高山市                        | 高山市           | 高山市                              | 高山市                        | 高山市 |
| 大野郡 下岡本村   | 明治8年 大野郡 大名田村  | 大野郡 大名田村                      | 大野郡 大名田村 | 大野郡 大名田村            | 明治25年 5月19日 大野郡 灘村     | 大野郡 灘村                     | 大野郡 灘村                            | 大正15年 10月1日 大野郡 高山町 に編入 | 昭和11年 11月1日 高山市 | 高山市                       | 高山市                        | 高山市                               | 高山市                        | 高山市           | 高山市                              | 高山市                        | 高山市 |
| 大野郡 松本村     | 明治8年 大野郡 大名田村  | 大野郡 大名田村                      | 大野郡 大名田村 | 大野郡 大名田村            | 明治25年 5月19日 大野郡 灘村     | 大野郡 灘村                     | 大野郡 灘村                            | 大正15年 10月1日 大野郡 高山町 に編入 | 昭和11年 11月1日 高山市 | 高山市                       | 高山市                        | 高山市                               | 高山市                        | 高山市           | 高山市                              | 高山市                        | 高山市 |
| 大野郡 桐生村     | 明治8年 大野郡 大名田村  | 大野郡 大名田村                      | 大野郡 大名田村 | 大野郡 大名田村            | 明治25年 5月19日 大野郡 灘村     | 大野郡 灘村                     | 大野郡 灘村                            | 大正15年 10月1日 大野郡 高山町 に編入 | 昭和11年 11月1日 高山市 | 高山市                       | 高山市                        | 高山市                               | 高山市                        | 高山市           | 高山市                              | 高山市                        | 高山市 |
| 大野郡 本母村     | 明治8年 大野郡 大名田村  | 大野郡 大名田村                      | 大野郡 大名田村 | 大野郡 大名田村            | 明治25年 5月19日 大野郡 灘村     | 大野郡 灘村                     | 大野郡 灘村                            | 大正15年 10月1日 大野郡 高山町 に編入 | 昭和11年 11月1日 高山市 | 高山市                       | 高山市                        | 高山市                               | 高山市                        | 高山市           | 高山市                              | 高山市                        | 高山市 |
| 大野郡 冬頭村     | 明治8年 大野郡 大名田村  | 大野郡 大名田村                      | 大野郡 大名田村 | 大野郡 大名田村            | 明治25年 5月19日 大野郡 灘村     | 大野郡 灘村                     | 大野郡 灘村                            | 大正15年 10月1日 大野郡 高山町 に編入 | 昭和11年 11月1日 高山市 | 高山市                       | 高山市                        | 高山市                               | 高山市                        | 高山市           | 高山市                              | 高山市                        | 高山市 |
| 大野郡 片野村     | 明治8年 大野郡 大名田村  | 大野郡 大名田村                      | 大野郡 大名田村 | 大野郡 大名田村            | 大野郡 大名田村                  | 大野郡 大名田村                 | 大正12年 10月10日 町制 大野郡 大名田町 | 大野郡 大名田町                       | 昭和11年 11月1日 高山市 | 高山市                       | 高山市                        | 高山市                               | 高山市                        | 高山市           | 高山市                              | 高山市                        | 高山市 |
| 大野郡 石浦村     | 明治8年 大野郡 大名田村  | 大野郡 大名田村                      | 大野郡 大名田村 | 大野郡 大名田村            | 大野郡 大名田村                  | 大野郡 大名田村                 | 大正12年 10月10日 町制 大野郡 大名田町 | 大野郡 大名田町                       | 昭和11年 11月1日 高山市 | 高山市                       | 高山市                        | 高山市                               | 高山市                        | 高山市           | 高山市                              | 高山市                        | 高山市 |
| 大野郡 花里村     | 明治8年 大野郡 大名田村  | 大野郡 大名田村                      | 大野郡 大名田村 | 大野郡 大名田村            | 大野郡 大名田村                  | 大野郡 大名田村                 | 大正12年 10月10日 町制 大野郡 大名田町 | 大野郡 大名田町                       | 昭和11年 11月1日 高山市 | 高山市                       | 高山市                        | 高山市                               | 高山市                        | 高山市           | 高山市                              | 高山市                        | 高山市 |
| 大野郡 西之一色村 | 明治8年 大野郡 大名田村  | 大野郡 大名田村                      | 大野郡 大名田村 | 大野郡 大名田村            | 大野郡 大名田村                  | 大野郡 大名田村                 | 大正12年 10月10日 町制 大野郡 大名田町 | 大野郡 大名田町                       | 昭和11年 11月1日 高山市 | 高山市                       | 高山市                        | 高山市                               | 高山市                        | 高山市           | 高山市                              | 高山市                        | 高山市 |
| 大野郡 千島村     | 明治8年 大野郡 大名田村  | 大野郡 大名田村                      | 大野郡 大名田村 | 大野郡 大名田村            | 大野郡 大名田村                  | 大野郡 大名田村                 | 大正12年 10月10日 町制 大野郡 大名田町 | 大野郡 大名田町                       | 昭和11年 11月1日 高山市 | 高山市                       | 高山市                        | 高山市                               | 高山市                        | 高山市           | 高山市                              | 高山市                        | 高山市 |
| 大野郡 春国村     | 明治8年 大野郡 大名田村  | 大野郡 大名田村                      | 大野郡 大名田村 | 大野郡 大名田村            | 大野郡 大名田村                  | 大野郡 大名田村                 | 大正12年 10月10日 町制 大野郡 大名田町 | 大野郡 大名田町                       | 昭和11年 11月1日 高山市 | 高山市                       | 高山市                        | 高山市                               | 高山市                        | 高山市           | 高山市                              | 高山市                        | 高山市 |
| 大野郡 七日町村   | 明治8年 大野郡 大名田村  | 大野郡 大名田村                      | 大野郡 大名田村 | 大野郡 大名田村            | 大野郡 大名田村                  | 大野郡 大名田村                 | 大正12年 10月10日 町制 大野郡 大名田町 | 大野郡 大名田町                       | 昭和11年 11月1日 高山市 | 高山市                       | 高山市                        | 高山市                               | 高山市                        | 高山市           | 高山市                              | 高山市                        | 高山市 |
| 大野郡 江名子村   | 明治8年 大野郡 大名田村  | 大野郡 大名田村                      | 大野郡 大名田村 | 大野郡 大名田村            | 大野郡 大名田村                  | 大野郡 大名田村                 | 大正12年 10月10日 町制 大野郡 大名田町 | 大野郡 大名田町                       | 昭和11年 11月1日 高山市 | 高山市                       | 高山市                        | 高山市                               | 高山市                        | 高山市           | 高山市                              | 高山市                        | 高山市 |
| 大野郡 三福寺村   | 明治8年 大野郡 大名田村  | 大野郡 大名田村                      | 大野郡 大名田村 | 大野郡 大名田村            | 明治25年 5月19日 大野郡 大八賀村 | 大野郡 大八賀村                 | 大野郡 大八賀村                        | 大野郡 大八賀村                       | 大野郡 大八賀村         | 大野郡 大八賀村              | 大野郡 大八賀村               | 大野郡 大八賀村                      | 昭和30年 4月1日 高山市 に編入 | 高山市           | 高山市                              | 高山市                        | 高山市 |
| 大野郡 松之木村   | 明治8年 大野郡 大名田村  | 大野郡 大名田村                      | 大野郡 大名田村 | 大野郡 大名田村            | 明治25年 5月19日 大野郡 大八賀村 | 大野郡 大八賀村                 | 大野郡 大八賀村                        | 大野郡 大八賀村                       | 大野郡 大八賀村         | 大野郡 大八賀村              | 大野郡 大八賀村               | 大野郡 大八賀村                      | 昭和30年 4月1日 高山市 に編入 | 高山市           | 高山市                              | 高山市                        | 高山市 |
| 大野郡 五名村     | 明治8年 大野郡 大名田村  | 大野郡 大名田村                      | 大野郡 大名田村 | 大野郡 大名田村            | 明治25年 5月19日 大野郡 大八賀村 | 大野郡 大八賀村                 | 大野郡 大八賀村                        | 大野郡 大八賀村                       | 大野郡 大八賀村         | 大野郡 大八賀村              | 大野郡 大八賀村               | 大野郡 大八賀村                      | 昭和30年 4月1日 高山市 に編入 | 高山市           | 高山市                              | 高山市                        | 高山市 |
| 大野郡 漆垣内村   | 明治8年 大野郡 大名田村  | 大野郡 大名田村                      | 大野郡 大名田村 | 大野郡 大名田村            | 明治25年 5月19日 大野郡 大八賀村 | 大野郡 大八賀村                 | 大野郡 大八賀村                        | 大野郡 大八賀村                       | 大野郡 大八賀村         | 大野郡 大八賀村              | 大野郡 大八賀村               | 大野郡 大八賀村                      | 昭和30年 4月1日 高山市 に編入 | 高山市           | 高山市                              | 高山市                        | 高山市 |
| 大野郡 大洞村     | 明治8年 大野郡 大名田村  | 大野郡 大名田村                      | 大野郡 大名田村 | 大野郡 大名田村            | 明治25年 5月19日 大野郡 大八賀村 | 大野郡 大八賀村                 | 大野郡 大八賀村                        | 大野郡 大八賀村                       | 大野郡 大八賀村         | 大野郡 大八賀村              | 大野郡 大八賀村               | 大野郡 大八賀村                      | 昭和30年 4月1日 高山市 に編入 | 高山市           | 高山市                              | 高山市                        | 高山市 |
| 大野郡 塩屋村     | 明治8年 大野郡 大名田村  | 大野郡 大名田村                      | 大野郡 大名田村 | 大野郡 大名田村            | 明治25年 5月19日 大野郡 大八賀村 | 大野郡 大八賀村                 | 大野郡 大八賀村                        | 大野郡 大八賀村                       | 大野郡 大八賀村         | 大野郡 大八賀村              | 大野郡 大八賀村               | 大野郡 大八賀村                      | 昭和30年 4月1日 高山市 に編入 | 高山市           | 高山市                              | 高山市                        | 高山市 |
| 大野郡 山口村     | 明治8年 大野郡 大名田村  | 大野郡 大名田村                      | 大野郡 大名田村 | 大野郡 大名田村            | 明治25年 5月19日 大野郡 大八賀村 | 大野郡 大八賀村                 | 大野郡 大八賀村                        | 大野郡 大八賀村                       | 大野郡 大八賀村         | 大野郡 大八賀村              | 大野郡 大八賀村               | 大野郡 大八賀村                      | 昭和30年 4月1日 高山市 に編入 | 高山市           | 高山市                              | 高山市                        | 高山市 |
| 大野郡 大島村     | 明治8年 大野郡 大名田村  | 大野郡 大名田村                      | 大野郡 大名田村 | 大野郡 大名田村            | 明治25年 5月19日 大野郡 大八賀村 | 大野郡 大八賀村                 | 大野郡 大八賀村                        | 大野郡 大八賀村                       | 大野郡 大八賀村         | 大野郡 大八賀村              | 大野郡 大八賀村               | 大野郡 大八賀村                      | 昭和30年 4月1日 高山市 に編入 | 高山市           | 高山市                              | 高山市                        | 高山市 |
| 大野郡 岩井村     | 明治8年 大野郡 大名田村  | 大野郡 大名田村                      | 大野郡 大名田村 | 大野郡 大名田村            | 明治25年 5月19日 大野郡 大八賀村 | 大野郡 大八賀村                 | 大野郡 大八賀村                        | 大野郡 大八賀村                       | 大野郡 大八賀村         | 大野郡 大八賀村              | 大野郡 大八賀村               | 大野郡 大八賀村                      | 昭和30年 4月1日 高山市 に編入 | 高山市           | 高山市                              | 高山市                        | 高山市 |
| 大野郡 滝村       | 明治8年 大野郡 大名田村  | 大野郡 大名田村                      | 大野郡 大名田村 | 大野郡 大名田村            | 明治25年 5月19日 大野郡 大八賀村 | 大野郡 大八賀村                 | 大野郡 大八賀村                        | 大野郡 大八賀村                       | 大野郡 大八賀村         | 大野郡 大八賀村              | 大野郡 大八賀村               | 大野郡 大八賀村                      | 昭和30年 4月1日 高山市 に編入 | 高山市           | 高山市                              | 高山市                        | 高山市 |
| 大野郡 宮村       | 明治16年 大野郡 宮村     | 大野郡 宮村                          | 大野郡 宮村     | 大野郡 宮村                | 大野郡 宮村                      | 大野郡 宮村                     | 大野郡 宮村                            | 大野郡 宮村                           | 大野郡 宮村             | 大野郡 宮村                  | 大野郡 宮村                   | 大野郡 宮村                          | 大野郡 宮村                   | 大野郡 宮村      | 大野郡 宮村                         | 平成17年 2月1日 高山市 に編入 |        |
| 大野郡 阿多粕村   | 明治16年 大野郡 河内村   | 大野郡 河内村                        | 大野郡 河内村   | 大野郡 河内村              | 大野郡 河内村                    | 明治30年 4月1日 大野郡 久々野村 | 大野郡 久々野村                        | 大野郡 久々野村                       | 大野郡 久々野村         | 大野郡 久々野村              | 大野郡 久々野村               | 昭和29年 4月1日 町制 大野郡 久々野町 | 大野郡 久々野町               | 大野郡 久々野町  | 大野郡 久々野町                     | 平成17年 2月1日 高山市 に編入 |        |
| 大野郡 渚村       | 明治16年 大野郡 河内村   | 大野郡 河内村                        | 大野郡 河内村   | 大野郡 河内村              | 大野郡 河内村                    | 明治30年 4月1日 大野郡 久々野村 | 大野郡 久々野村                        | 大野郡 久々野村                       | 大野郡 久々野村         | 大野郡 久々野村              | 大野郡 久々野村               | 昭和29年 4月1日 町制 大野郡 久々野町 | 大野郡 久々野町               | 大野郡 久々野町  | 大野郡 久々野町                     | 平成17年 2月1日 高山市 に編入 |        |
| 大野郡 長淀村     | 明治16年 大野郡 河内村   | 大野郡 河内村                        | 大野郡 河内村   | 大野郡 河内村              | 大野郡 河内村                    | 明治30年 4月1日 大野郡 久々野村 | 大野郡 久々野村                        | 大野郡 久々野村                       | 大野郡 久々野村         | 大野郡 久々野村              | 大野郡 久々野村               | 昭和29年 4月1日 町制 大野郡 久々野町 | 大野郡 久々野町               | 大野郡 久々野町  | 大野郡 久々野町                     | 平成17年 2月1日 高山市 に編入 |        |
| 大野郡 木賊洞村   | 明治16年 大野郡 河内村   | 大野郡 河内村                        | 大野郡 河内村   | 大野郡 河内村              | 大野郡 河内村                    | 明治30年 4月1日 大野郡 久々野村 | 大野郡 久々野村                        | 大野郡 久々野村                       | 大野郡 久々野村         | 大野郡 久々野村              | 大野郡 久々野村               | 昭和29年 4月1日 町制 大野郡 久々野町 | 大野郡 久々野町               | 大野郡 久々野町  | 大野郡 久々野町                     | 平成17年 2月1日 高山市 に編入 |        |
| 大野郡 引下村     | 明治16年 大野郡 河内村   | 大野郡 河内村                        | 大野郡 河内村   | 大野郡 河内村              | 大野郡 河内村                    | 明治30年 4月1日 大野郡 久々野村 | 大野郡 久々野村                        | 大野郡 久々野村                       | 大野郡 久々野村         | 大野郡 久々野村              | 大野郡 久々野村               | 昭和29年 4月1日 町制 大野郡 久々野町 | 大野郡 久々野町               | 大野郡 久々野町  | 大野郡 久々野町                     | 平成17年 2月1日 高山市 に編入 |        |
| 大野郡 小坊村     | 明治16年 大野郡 河内村   | 大野郡 河内村                        | 大野郡 河内村   | 大野郡 河内村              | 大野郡 河内村                    | 明治30年 4月1日 大野郡 久々野村 | 大野郡 久々野村                        | 大野郡 久々野村                       | 大野郡 久々野村         | 大野郡 久々野村              | 大野郡 久々野村               | 昭和29年 4月1日 町制 大野郡 久々野町 | 大野郡 久々野町               | 大野郡 久々野町  | 大野郡 久々野町                     | 平成17年 2月1日 高山市 に編入 |        |
| 大野郡 有道村     | 明治16年 大野郡 河内村   | 大野郡 河内村                        | 大野郡 河内村   | 大野郡 河内村              | 大野郡 河内村                    | 明治30年 4月1日 大野郡 久々野村 | 大野郡 久々野村                        | 大野郡 久々野村                       | 大野郡 久々野村         | 大野郡 久々野村              | 大野郡 久々野村               | 昭和29年 4月1日 町制 大野郡 久々野町 | 大野郡 久々野町               | 大野郡 久々野町  | 大野郡 久々野町                     | 平成17年 2月1日 高山市 に編入 |        |
| 大野郡 久々野村   | 明治16年 大野郡 久々野村 | 大野郡 久々野村                      | 大野郡 久々野村 | 大野郡 久々野村            | 大野郡 久々野村                  | 明治30年 4月1日 大野郡 久々野村 | 大野郡 久々野村                        | 大野郡 久々野村                       | 大野郡 久々野村         | 大野郡 久々野村              | 大野郡 久々野村               | 昭和29年 4月1日 町制 大野郡 久々野町 | 大野郡 久々野町               | 大野郡 久々野町  | 大野郡 久々野町                     | 平成17年 2月1日 高山市 に編入 |        |
| 大野郡 山梨村     | 明治16年 大野郡 久々野村 | 大野郡 久々野村                      | 大野郡 久々野村 | 大野郡 久々野村            | 大野郡 久々野村                  | 明治30年 4月1日 大野郡 久々野村 | 大野郡 久々野村                        | 大野郡 久々野村                       | 大野郡 久々野村         | 大野郡 久々野村              | 大野郡 久々野村               | 昭和29年 4月1日 町制 大野郡 久々野町 | 大野郡 久々野町               | 大野郡 久々野町  | 大野郡 久々野町                     | 平成17年 2月1日 高山市 に編入 |        |
| 大野郡 無数河村   | 明治16年 大野郡 久々野村 | 大野郡 久々野村                      | 大野郡 久々野村 | 大野郡 久々野村            | 大野郡 久々野村                  | 明治30年 4月1日 大野郡 久々野村 | 大野郡 久々野村                        | 大野郡 久々野村                       | 大野郡 久々野村         | 大野郡 久々野村              | 大野郡 久々野村               | 昭和29年 4月1日 町制 大野郡 久々野町 | 大野郡 久々野町               | 大野郡 久々野町  | 大野郡 久々野町                     | 平成17年 2月1日 高山市 に編入 |        |
| 益田郡 久須母村   | 明治8年 益田郡 朝日村    | 大野郡 久々野村                      | 大野郡 久々野村 | 大野郡 久々野村            | 大野郡 久々野村                  | 明治30年 4月1日 大野郡 久々野村 | 大野郡 久々野村                        | 大野郡 久々野村                       | 大野郡 久々野村         | 大野郡 久々野村              | 大野郡 久々野村               | 昭和29年 4月1日 町制 大野郡 久々野町 | 大野郡 久々野町               | 大野郡 久々野町  | 大野郡 久々野町                     | 平成17年 2月1日 高山市 に編入 |        |
| 益田郡 大西村     | 明治8年 益田郡 朝日村    | 大野郡 久々野村                      | 大野郡 久々野村 | 大野郡 久々野村            | 大野郡 久々野村                  | 明治30年 4月1日 大野郡 久々野村 | 大野郡 久々野村                        | 大野郡 久々野村                       | 大野郡 久々野村         | 大野郡 久々野村              | 大野郡 久々野村               | 昭和29年 4月1日 町制 大野郡 久々野町 | 大野郡 久々野町               | 大野郡 久々野町  | 大野郡 久々野町                     | 平成17年 2月1日 高山市 に編入 |        |
| 益田郡 柳島村     | 明治8年 益田郡 朝日村    | 大野郡 久々野村                      | 大野郡 久々野村 | 大野郡 久々野村            | 大野郡 久々野村                  | 明治30年 4月1日 大野郡 久々野村 | 大野郡 久々野村                        | 大野郡 久々野村                       | 大野郡 久々野村         | 大野郡 久々野村              | 大野郡 久々野村               | 昭和29年 4月1日 町制 大野郡 久々野町 | 大野郡 久々野町               | 大野郡 久々野町  | 大野郡 久々野町                     | 平成17年 2月1日 高山市 に編入 |        |
| 益田郡 小屋名村   | 明治8年 益田郡 朝日村    | 大野郡 久々野村                      | 大野郡 久々野村 | 大野郡 久々野村            | 大野郡 久々野村                  | 明治30年 4月1日 大野郡 久々野村 | 大野郡 久々野村                        | 大野郡 久々野村                       | 大野郡 久々野村         | 大野郡 久々野村              | 大野郡 久々野村               | 昭和29年 4月1日 町制 大野郡 久々野町 | 大野郡 久々野町               | 大野郡 久々野町  | 大野郡 久々野町                     | 平成17年 2月1日 高山市 に編入 |        |
| 益田郡 辻村       | 明治8年 益田郡 朝日村    | 大野郡 久々野村                      | 大野郡 久々野村 | 大野郡 久々野村            | 大野郡 久々野村                  | 明治30年 4月1日 大野郡 久々野村 | 大野郡 久々野村                        | 大野郡 久々野村                       | 大野郡 久々野村         | 大野郡 久々野村              | 大野郡 久々野村               | 昭和29年 4月1日 町制 大野郡 久々野町 | 大野郡 久々野町               | 大野郡 久々野町  | 大野郡 久々野町                     | 平成17年 2月1日 高山市 に編入 |        |
| 益田郡 小谷村     | 明治8年 益田郡 朝日村    | 益田郡 朝日村                        | 益田郡 朝日村   | 益田郡 朝日村              | 益田郡 朝日村                    | 益田郡 朝日村                   | 益田郡 朝日村                          | 益田郡 朝日村                         | 益田郡 朝日村           | 益田郡 朝日村                | 昭和25年 4月1日 益田郡 朝日村 | 益田郡 朝日村                        | 益田郡 朝日村                 | 益田郡 朝日村    | 益田郡 朝日村                       | 平成17年 2月1日 高山市 に編入 |        |
| 益田郡 甲村       | 明治8年 益田郡 朝日村    | 益田郡 朝日村                        | 益田郡 朝日村   | 益田郡 朝日村              | 益田郡 朝日村                    | 益田郡 朝日村                   | 益田郡 朝日村                          | 益田郡 朝日村                         | 益田郡 朝日村           | 益田郡 朝日村                | 昭和25年 4月1日 益田郡 朝日村 | 益田郡 朝日村                        | 益田郡 朝日村                 | 益田郡 朝日村    | 益田郡 朝日村                       | 平成17年 2月1日 高山市 に編入 |        |
| 益田郡 見座村     | 明治8年 益田郡 朝日村    | 益田郡 朝日村                        | 益田郡 朝日村   | 益田郡 朝日村              | 益田郡 朝日村                    | 益田郡 朝日村                   | 益田郡 朝日村                          | 益田郡 朝日村                         | 益田郡 朝日村           | 益田郡 朝日村                | 昭和25年 4月1日 益田郡 朝日村 | 益田郡 朝日村                        | 益田郡 朝日村                 | 益田郡 朝日村    | 益田郡 朝日村                       | 平成17年 2月1日 高山市 に編入 |        |
| 益田郡 立岩村     | 明治8年 益田郡 朝日村    | 益田郡 朝日村                        | 益田郡 朝日村   | 益田郡 朝日村              | 益田郡 朝日村                    | 益田郡 朝日村                   | 益田郡 朝日村                          | 益田郡 朝日村                         | 益田郡 朝日村           | 益田郡 朝日村                | 昭和25年 4月1日 益田郡 朝日村 | 益田郡 朝日村                        | 益田郡 朝日村                 | 益田郡 朝日村    | 益田郡 朝日村                       | 平成17年 2月1日 高山市 に編入 |        |
| 益田郡 小瀬村     | 明治8年 益田郡 朝日村    | 益田郡 朝日村                        | 益田郡 朝日村   | 益田郡 朝日村              | 益田郡 朝日村                    | 益田郡 朝日村                   | 益田郡 朝日村                          | 益田郡 朝日村                         | 益田郡 朝日村           | 益田郡 朝日村                | 昭和25年 4月1日 益田郡 朝日村 | 益田郡 朝日村                        | 益田郡 朝日村                 | 益田郡 朝日村    | 益田郡 朝日村                       | 平成17年 2月1日 高山市 に編入 |        |
| 益田郡 万石村     | 明治8年 益田郡 朝日村    | 益田郡 朝日村                        | 益田郡 朝日村   | 益田郡 朝日村              | 益田郡 朝日村                    | 益田郡 朝日村                   | 益田郡 朝日村                          | 益田郡 朝日村                         | 益田郡 朝日村           | 益田郡 朝日村                | 昭和25年 4月1日 益田郡 朝日村 | 益田郡 朝日村                        | 益田郡 朝日村                 | 益田郡 朝日村    | 益田郡 朝日村                       | 平成17年 2月1日 高山市 に編入 |        |
| 益田郡 上ヶ見村   | 明治8年 益田郡 朝日村    | 益田郡 朝日村                        | 益田郡 朝日村   | 益田郡 朝日村              | 益田郡 朝日村                    | 益田郡 朝日村                   | 益田郡 朝日村                          | 益田郡 朝日村                         | 益田郡 朝日村           | 益田郡 朝日村                | 昭和25年 4月1日 益田郡 朝日村 | 益田郡 朝日村                        | 益田郡 朝日村                 | 益田郡 朝日村    | 益田郡 朝日村                       | 平成17年 2月1日 高山市 に編入 |        |
| 益田郡 寺沢村     | 明治8年 益田郡 朝日村    | 益田郡 朝日村                        | 益田郡 朝日村   | 益田郡 朝日村              | 益田郡 朝日村                    | 益田郡 朝日村                   | 益田郡 朝日村                          | 益田郡 朝日村                         | 益田郡 朝日村           | 益田郡 朝日村                | 昭和25年 4月1日 益田郡 朝日村 | 益田郡 朝日村                        | 益田郡 朝日村                 | 益田郡 朝日村    | 益田郡 朝日村                       | 平成17年 2月1日 高山市 に編入 |        |
| 益田郡 大広村     | 明治8年 益田郡 朝日村    | 益田郡 朝日村                        | 益田郡 朝日村   | 益田郡 朝日村              | 益田郡 朝日村                    | 益田郡 朝日村                   | 益田郡 朝日村                          | 益田郡 朝日村                         | 益田郡 朝日村           | 益田郡 朝日村                | 昭和25年 4月1日 益田郡 朝日村 | 益田郡 朝日村                        | 益田郡 朝日村                 | 益田郡 朝日村    | 益田郡 朝日村                       | 平成17年 2月1日 高山市 に編入 |        |
| 益田郡 黒川村     | 明治8年 益田郡 朝日村    | 益田郡 朝日村                        | 益田郡 朝日村   | 益田郡 朝日村              | 益田郡 朝日村                    | 益田郡 朝日村                   | 益田郡 朝日村                          | 益田郡 朝日村                         | 益田郡 朝日村           | 益田郡 朝日村                | 昭和25年 4月1日 益田郡 朝日村 | 益田郡 朝日村                        | 益田郡 朝日村                 | 益田郡 朝日村    | 益田郡 朝日村                       | 平成17年 2月1日 高山市 に編入 |        |
| 益田郡 浅井村     | 明治8年 益田郡 朝日村    | 益田郡 朝日村                        | 益田郡 朝日村   | 益田郡 朝日村              | 益田郡 朝日村                    | 益田郡 朝日村                   | 益田郡 朝日村                          | 益田郡 朝日村                         | 益田郡 朝日村           | 益田郡 朝日村                | 昭和25年 4月1日 益田郡 朝日村 | 益田郡 朝日村                        | 益田郡 朝日村                 | 益田郡 朝日村    | 益田郡 朝日村                       | 平成17年 2月1日 高山市 に編入 |        |
| 益田郡 青屋村     | 明治8年 益田郡 朝日村    | 益田郡 朝日村                        | 益田郡 朝日村   | 益田郡 朝日村              | 益田郡 朝日村                    | 益田郡 朝日村                   | 益田郡 朝日村                          | 益田郡 朝日村                         | 益田郡 朝日村           | 益田郡 朝日村                | 昭和25年 4月1日 益田郡 朝日村 | 益田郡 朝日村                        | 益田郡 朝日村                 | 益田郡 朝日村    | 益田郡 朝日村                       | 平成17年 2月1日 高山市 に編入 |        |
| 益田郡 寺附村     | 明治8年 益田郡 朝日村    | 益田郡 朝日村                        | 益田郡 朝日村   | 益田郡 朝日村              | 益田郡 朝日村                    | 益田郡 朝日村                   | 益田郡 朝日村                          | 益田郡 朝日村                         | 益田郡 朝日村           | 益田郡 朝日村                | 昭和25年 4月1日 益田郡 朝日村 | 益田郡 朝日村                        | 益田郡 朝日村                 | 益田郡 朝日村    | 益田郡 朝日村                       | 平成17年 2月1日 高山市 に編入 |        |
| 益田郡 小瀬ヶ洞村 | 明治8年 益田郡 朝日村    | 益田郡 朝日村                        | 益田郡 朝日村   | 益田郡 朝日村              | 益田郡 朝日村                    | 益田郡 朝日村                   | 益田郡 朝日村                          | 益田郡 朝日村                         | 益田郡 朝日村           | 益田郡 朝日村                | 昭和25年 4月1日 益田郡 朝日村 | 益田郡 朝日村                        | 益田郡 朝日村                 | 益田郡 朝日村    | 益田郡 朝日村                       | 平成17年 2月1日 高山市 に編入 |        |
| 益田郡 黍生谷村   | 明治8年 益田郡 朝日村    | 益田郡 朝日村                        | 益田郡 朝日村   | 益田郡 朝日村              | 益田郡 朝日村                    | 益田郡 朝日村                   | 益田郡 朝日村                          | 益田郡 朝日村                         | 益田郡 朝日村           | 益田郡 朝日村                | 昭和25年 4月1日 益田郡 朝日村 | 益田郡 朝日村                        | 益田郡 朝日村                 | 益田郡 朝日村    | 益田郡 朝日村                       | 平成17年 2月1日 高山市 に編入 |        |
| 益田郡 一之宿村   | 明治8年 益田郡 朝日村    | 益田郡 朝日村                        | 益田郡 朝日村   | 益田郡 朝日村              | 益田郡 朝日村                    | 益田郡 朝日村                   | 益田郡 朝日村                          | 益田郡 朝日村                         | 益田郡 朝日村           | 益田郡 朝日村                | 昭和25年 4月1日 益田郡 朝日村 | 益田郡 朝日村                        | 益田郡 朝日村                 | 益田郡 朝日村    | 益田郡 朝日村                       | 平成17年 2月1日 高山市 に編入 |        |
| 益田郡 桑之島村   | 明治8年 益田郡 朝日村    | 益田郡 朝日村                        | 益田郡 朝日村   | 益田郡 朝日村              | 益田郡 朝日村                    | 益田郡 朝日村                   | 益田郡 朝日村                          | 益田郡 朝日村                         | 益田郡 朝日村           | 益田郡 朝日村                | 昭和25年 4月1日 益田郡 朝日村 | 益田郡 朝日村                        | 益田郡 朝日村                 | 益田郡 朝日村    | 益田郡 朝日村                       | 平成17年 2月1日 高山市 に編入 |        |
| 益田郡 宮之前村   | 明治8年 益田郡 朝日村    | 益田郡 朝日村                        | 益田郡 朝日村   | 益田郡 朝日村              | 益田郡 朝日村                    | 益田郡 朝日村                   | 益田郡 朝日村                          | 益田郡 朝日村                         | 益田郡 朝日村           | 益田郡 朝日村                | 昭和25年 4月1日 益田郡 朝日村 | 益田郡 朝日村                        | 益田郡 朝日村                 | 益田郡 朝日村    | 益田郡 朝日村                       | 平成17年 2月1日 高山市 に編入 |        |
| 益田郡 西洞村     | 明治8年 益田郡 朝日村    | 益田郡 朝日村                        | 益田郡 朝日村   | 益田郡 朝日村              | 益田郡 朝日村                    | 益田郡 朝日村                   | 益田郡 朝日村                          | 益田郡 朝日村                         | 益田郡 朝日村           | 益田郡 朝日村                | 昭和25年 4月1日 益田郡 朝日村 | 益田郡 朝日村                        | 益田郡 朝日村                 | 益田郡 朝日村    | 益田郡 朝日村                       | 平成17年 2月1日 高山市 に編入 |        |
| 益田郡 胡桃島村   | 明治8年 益田郡 朝日村    | 益田郡 朝日村                        | 益田郡 朝日村   | 益田郡 朝日村              | 益田郡 朝日村                    | 益田郡 朝日村                   | 益田郡 朝日村                          | 益田郡 朝日村                         | 益田郡 朝日村           | 益田郡 朝日村                | 昭和25年 4月1日 益田郡 朝日村 | 益田郡 朝日村                        | 益田郡 朝日村                 | 益田郡 朝日村    | 益田郡 朝日村                       | 平成17年 2月1日 高山市 に編入 |        |
| 益田郡 猪之鼻村   | 明治8年 益田郡 高根村    | 益田郡 高根村                        | 益田郡 高根村   | 益田郡 高根村              | 益田郡 高根村                    | 益田郡 高根村                   | 益田郡 高根村                          | 益田郡 高根村                         | 益田郡 高根村           | 益田郡 高根村                | 昭和25年 4月1日 益田郡 高根村 | 益田郡 高根村                        | 益田郡 高根村                 | 益田郡 高根村    | 益田郡 高根村                       | 平成17年 2月1日 高山市 に編入 |        |
| 益田郡 中之宿村   | 明治8年 益田郡 高根村    | 益田郡 高根村                        | 益田郡 高根村   | 益田郡 高根村              | 益田郡 高根村                    | 益田郡 高根村                   | 益田郡 高根村                          | 益田郡 高根村                         | 益田郡 高根村           | 益田郡 高根村                | 昭和25年 4月1日 益田郡 高根村 | 益田郡 高根村                        | 益田郡 高根村                 | 益田郡 高根村    | 益田郡 高根村                       | 平成17年 2月1日 高山市 に編入 |        |
| 益田郡 中洞村     | 明治8年 益田郡 高根村    | 益田郡 高根村                        | 益田郡 高根村   | 益田郡 高根村              | 益田郡 高根村                    | 益田郡 高根村                   | 益田郡 高根村                          | 益田郡 高根村                         | 益田郡 高根村           | 益田郡 高根村                | 昭和25年 4月1日 益田郡 高根村 | 益田郡 高根村                        | 益田郡 高根村                 | 益田郡 高根村    | 益田郡 高根村                       | 平成17年 2月1日 高山市 に編入 |        |
| 益田郡 池ヶ洞村   | 明治8年 益田郡 高根村    | 益田郡 高根村                        | 益田郡 高根村   | 益田郡 高根村              | 益田郡 高根村                    | 益田郡 高根村                   | 益田郡 高根村                          | 益田郡 高根村                         | 益田郡 高根村           | 益田郡 高根村                | 昭和25年 4月1日 益田郡 高根村 | 益田郡 高根村                        | 益田郡 高根村                 | 益田郡 高根村    | 益田郡 高根村                       | 平成17年 2月1日 高山市 に編入 |        |
| 益田郡 下之向村   | 明治8年 益田郡 高根村    | 益田郡 高根村                        | 益田郡 高根村   | 益田郡 高根村              | 益田郡 高根村                    | 益田郡 高根村                   | 益田郡 高根村                          | 益田郡 高根村                         | 益田郡 高根村           | 益田郡 高根村                | 昭和25年 4月1日 益田郡 高根村 | 益田郡 高根村                        | 益田郡 高根村                 | 益田郡 高根村    | 益田郡 高根村                       | 平成17年 2月1日 高山市 に編入 |        |
| 益田郡 日影村     | 明治8年 益田郡 高根村    | 益田郡 高根村                        | 益田郡 高根村   | 益田郡 高根村              | 益田郡 高根村                    | 益田郡 高根村                   | 益田郡 高根村                          | 益田郡 高根村                         | 益田郡 高根村           | 益田郡 高根村                | 昭和25年 4月1日 益田郡 高根村 | 益田郡 高根村                        | 益田郡 高根村                 | 益田郡 高根村    | 益田郡 高根村                       | 平成17年 2月1日 高山市 に編入 |        |
| 益田郡 上ヶ洞村   | 明治8年 益田郡 高根村    | 益田郡 高根村                        | 益田郡 高根村   | 益田郡 高根村              | 益田郡 高根村                    | 益田郡 高根村                   | 益田郡 高根村                          | 益田郡 高根村                         | 益田郡 高根村           | 益田郡 高根村                | 昭和25年 4月1日 益田郡 高根村 | 益田郡 高根村                        | 益田郡 高根村                 | 益田郡 高根村    | 益田郡 高根村                       | 平成17年 2月1日 高山市 に編入 |        |
| 益田郡 阿多野郷村 | 明治8年 益田郡 高根村    | 益田郡 高根村                        | 益田郡 高根村   | 益田郡 高根村              | 益田郡 高根村                    | 益田郡 高根村                   | 益田郡 高根村                          | 益田郡 高根村                         | 益田郡 高根村           | 益田郡 高根村                | 昭和25年 4月1日 益田郡 高根村 | 益田郡 高根村                        | 益田郡 高根村                 | 益田郡 高根村    | 益田郡 高根村                       | 平成17年 2月1日 高山市 に編入 |        |
| 益田郡 日和田村   | 明治8年 益田郡 高根村    | 益田郡 高根村                        | 益田郡 高根村   | 益田郡 高根村              | 益田郡 高根村                    | 益田郡 高根村                   | 益田郡 高根村                          | 益田郡 高根村                         | 益田郡 高根村           | 益田郡 高根村                | 昭和25年 4月1日 益田郡 高根村 | 益田郡 高根村                        | 益田郡 高根村                 | 益田郡 高根村    | 益田郡 高根村                       | 平成17年 2月1日 高山市 に編入 |        |
| 益田郡 小日和田村 | 明治8年 益田郡 高根村    | 益田郡 高根村                        | 益田郡 高根村   | 益田郡 高根村              | 益田郡 高根村                    | 益田郡 高根村                   | 益田郡 高根村                          | 益田郡 高根村                         | 益田郡 高根村           | 益田郡 高根村                | 昭和25年 4月1日 益田郡 高根村 | 益田郡 高根村                        | 益田郡 高根村                 | 益田郡 高根村    | 益田郡 高根村                       | 平成17年 2月1日 高山市 に編入 |        |
| 益田郡 野麦村     | 明治8年 益田郡 高根村    | 益田郡 高根村                        | 益田郡 高根村   | 益田郡 高根村              | 益田郡 高根村                    | 益田郡 高根村                   | 益田郡 高根村                          | 益田郡 高根村                         | 益田郡 高根村           | 益田郡 高根村                | 昭和25年 4月1日 益田郡 高根村 | 益田郡 高根村                        | 益田郡 高根村                 | 益田郡 高根村    | 益田郡 高根村                       | 平成17年 2月1日 高山市 に編入 |        |
| 益田郡 大古井村   | 明治8年 益田郡 高根村    | 益田郡 高根村                        | 益田郡 高根村   | 益田郡 高根村              | 益田郡 高根村                    | 益田郡 高根村                   | 益田郡 高根村                          | 益田郡 高根村                         | 益田郡 高根村           | 益田郡 高根村                | 昭和25年 4月1日 益田郡 高根村 | 益田郡 高根村                        | 益田郡 高根村                 | 益田郡 高根村    | 益田郡 高根村                       | 平成17年 2月1日 高山市 に編入 |        |
| 大野郡 小野村     | 明治8年 大野郡 丹生川村  | 大野郡 丹生川村                      | 大野郡 丹生川村 | 大野郡 丹生川村            | 大野郡 丹生川村                  | 大野郡 丹生川村                 | 大野郡 丹生川村                        | 大野郡 丹生川村                       | 大野郡 丹生川村         | 大野郡 丹生川村              | 大野郡 丹生川村               | 大野郡 丹生川村                      | 大野郡 丹生川村               | 大野郡 丹生川村  | 大野郡 丹生川村                     | 平成17年 2月1日 高山市 に編入 |        |
| 大野郡 根方村     | 明治8年 大野郡 丹生川村  | 大野郡 丹生川村                      | 大野郡 丹生川村 | 大野郡 丹生川村            | 大野郡 丹生川村                  | 大野郡 丹生川村                 | 大野郡 丹生川村                        | 大野郡 丹生川村                       | 大野郡 丹生川村         | 大野郡 丹生川村              | 大野郡 丹生川村               | 大野郡 丹生川村                      | 大野郡 丹生川村               | 大野郡 丹生川村  | 大野郡 丹生川村                     | 平成17年 2月1日 高山市 に編入 |        |
| 大野郡 白井村     | 明治8年 大野郡 丹生川村  | 大野郡 丹生川村                      | 大野郡 丹生川村 | 大野郡 丹生川村            | 大野郡 丹生川村                  | 大野郡 丹生川村                 | 大野郡 丹生川村                        | 大野郡 丹生川村                       | 大野郡 丹生川村         | 大野郡 丹生川村              | 大野郡 丹生川村               | 大野郡 丹生川村                      | 大野郡 丹生川村               | 大野郡 丹生川村  | 大野郡 丹生川村                     | 平成17年 2月1日 高山市 に編入 |        |
| 大野郡 芦谷村     | 明治8年 大野郡 丹生川村  | 大野郡 丹生川村                      | 大野郡 丹生川村 | 大野郡 丹生川村            | 大野郡 丹生川村                  | 大野郡 丹生川村                 | 大野郡 丹生川村                        | 大野郡 丹生川村                       | 大野郡 丹生川村         | 大野郡 丹生川村              | 大野郡 丹生川村               | 大野郡 丹生川村                      | 大野郡 丹生川村               | 大野郡 丹生川村  | 大野郡 丹生川村                     | 平成17年 2月1日 高山市 に編入 |        |
| 大野郡 板殿村     | 明治8年 大野郡 丹生川村  | 大野郡 丹生川村                      | 大野郡 丹生川村 | 大野郡 丹生川村            | 大野郡 丹生川村                  | 大野郡 丹生川村                 | 大野郡 丹生川村                        | 大野郡 丹生川村                       | 大野郡 丹生川村         | 大野郡 丹生川村              | 大野郡 丹生川村               | 大野郡 丹生川村                      | 大野郡 丹生川村               | 大野郡 丹生川村  | 大野郡 丹生川村                     | 平成17年 2月1日 高山市 に編入 |        |
| 大野郡 日面村     | 明治8年 大野郡 丹生川村  | 大野郡 丹生川村                      | 大野郡 丹生川村 | 大野郡 丹生川村            | 大野郡 丹生川村                  | 大野郡 丹生川村                 | 大野郡 丹生川村                        | 大野郡 丹生川村                       | 大野郡 丹生川村         | 大野郡 丹生川村              | 大野郡 丹生川村               | 大野郡 丹生川村                      | 大野郡 丹生川村               | 大野郡 丹生川村  | 大野郡 丹生川村                     | 平成17年 2月1日 高山市 に編入 |        |
| 大野郡 日影村     | 明治8年 大野郡 丹生川村  | 大野郡 丹生川村                      | 大野郡 丹生川村 | 大野郡 丹生川村            | 大野郡 丹生川村                  | 大野郡 丹生川村                 | 大野郡 丹生川村                        | 大野郡 丹生川村                       | 大野郡 丹生川村         | 大野郡 丹生川村              | 大野郡 丹生川村               | 大野郡 丹生川村                      | 大野郡 丹生川村               | 大野郡 丹生川村  | 大野郡 丹生川村                     | 平成17年 2月1日 高山市 に編入 |        |
| 大野郡 駄吉村     | 明治8年 大野郡 丹生川村  | 大野郡 丹生川村                      | 大野郡 丹生川村 | 大野郡 丹生川村            | 大野郡 丹生川村                  | 大野郡 丹生川村                 | 大野郡 丹生川村                        | 大野郡 丹生川村                       | 大野郡 丹生川村         | 大野郡 丹生川村              | 大野郡 丹生川村               | 大野郡 丹生川村                      | 大野郡 丹生川村               | 大野郡 丹生川村  | 大野郡 丹生川村                     | 平成17年 2月1日 高山市 に編入 |        |
| 大野郡 旗鉾村     | 明治8年 大野郡 丹生川村  | 大野郡 丹生川村                      | 大野郡 丹生川村 | 大野郡 丹生川村            | 大野郡 丹生川村                  | 大野郡 丹生川村                 | 大野郡 丹生川村                        | 大野郡 丹生川村                       | 大野郡 丹生川村         | 大野郡 丹生川村              | 大野郡 丹生川村               | 大野郡 丹生川村                      | 大野郡 丹生川村               | 大野郡 丹生川村  | 大野郡 丹生川村                     | 平成17年 2月1日 高山市 に編入 |        |
| 大野郡 久手村     | 明治8年 大野郡 丹生川村  | 大野郡 丹生川村                      | 大野郡 丹生川村 | 大野郡 丹生川村            | 大野郡 丹生川村                  | 大野郡 丹生川村                 | 大野郡 丹生川村                        | 大野郡 丹生川村                       | 大野郡 丹生川村         | 大野郡 丹生川村              | 大野郡 丹生川村               | 大野郡 丹生川村                      | 大野郡 丹生川村               | 大野郡 丹生川村  | 大野郡 丹生川村                     | 平成17年 2月1日 高山市 に編入 |        |
| 大野郡 岩井谷村   | 明治8年 大野郡 丹生川村  | 大野郡 丹生川村                      | 大野郡 丹生川村 | 大野郡 丹生川村            | 大野郡 丹生川村                  | 大野郡 丹生川村                 | 大野郡 丹生川村                        | 大野郡 丹生川村                       | 大野郡 丹生川村         | 大野郡 丹生川村              | 大野郡 丹生川村               | 大野郡 丹生川村                      | 大野郡 丹生川村               | 大野郡 丹生川村  | 大野郡 丹生川村                     | 平成17年 2月1日 高山市 に編入 |        |
| 大野郡 池之俣村   | 明治8年 大野郡 丹生川村  | 大野郡 丹生川村                      | 大野郡 丹生川村 | 大野郡 丹生川村            | 大野郡 丹生川村                  | 大野郡 丹生川村                 | 大野郡 丹生川村                        | 大野郡 丹生川村                       | 大野郡 丹生川村         | 大野郡 丹生川村              | 大野郡 丹生川村               | 大野郡 丹生川村                      | 大野郡 丹生川村               | 大野郡 丹生川村  | 大野郡 丹生川村                     | 平成17年 2月1日 高山市 に編入 |        |
| 大野郡 瓜田村     | 明治8年 大野郡 丹生川村  | 大野郡 丹生川村                      | 大野郡 丹生川村 | 大野郡 丹生川村            | 大野郡 丹生川村                  | 大野郡 丹生川村                 | 大野郡 丹生川村                        | 大野郡 丹生川村                       | 大野郡 丹生川村         | 大野郡 丹生川村              | 大野郡 丹生川村               | 大野郡 丹生川村                      | 大野郡 丹生川村               | 大野郡 丹生川村  | 大野郡 丹生川村                     | 平成17年 2月1日 高山市 に編入 |        |
| 大野郡 法力村     | 明治8年 大野郡 丹生川村  | 大野郡 丹生川村                      | 大野郡 丹生川村 | 大野郡 丹生川村            | 大野郡 丹生川村                  | 大野郡 丹生川村                 | 大野郡 丹生川村                        | 大野郡 丹生川村                       | 大野郡 丹生川村         | 大野郡 丹生川村              | 大野郡 丹生川村               | 大野郡 丹生川村                      | 大野郡 丹生川村               | 大野郡 丹生川村  | 大野郡 丹生川村                     | 平成17年 2月1日 高山市 に編入 |        |
| 大野郡 大萱村     | 明治8年 大野郡 丹生川村  | 大野郡 丹生川村                      | 大野郡 丹生川村 | 大野郡 丹生川村            | 大野郡 丹生川村                  | 大野郡 丹生川村                 | 大野郡 丹生川村                        | 大野郡 丹生川村                       | 大野郡 丹生川村         | 大野郡 丹生川村              | 大野郡 丹生川村               | 大野郡 丹生川村                      | 大野郡 丹生川村               | 大野郡 丹生川村  | 大野郡 丹生川村                     | 平成17年 2月1日 高山市 に編入 |        |
| 大野郡 坊方村     | 明治8年 大野郡 丹生川村  | 大野郡 丹生川村                      | 大野郡 丹生川村 | 大野郡 丹生川村            | 大野郡 丹生川村                  | 大野郡 丹生川村                 | 大野郡 丹生川村                        | 大野郡 丹生川村                       | 大野郡 丹生川村         | 大野郡 丹生川村              | 大野郡 丹生川村               | 大野郡 丹生川村                      | 大野郡 丹生川村               | 大野郡 丹生川村  | 大野郡 丹生川村                     | 平成17年 2月1日 高山市 に編入 |        |
| 大野郡 山口村     | 明治8年 大野郡 丹生川村  | 大野郡 丹生川村                      | 大野郡 丹生川村 | 大野郡 丹生川村            | 大野郡 丹生川村                  | 大野郡 丹生川村                 | 大野郡 丹生川村                        | 大野郡 丹生川村                       | 大野郡 丹生川村         | 大野郡 丹生川村              | 大野郡 丹生川村               | 大野郡 丹生川村                      | 大野郡 丹生川村               | 大野郡 丹生川村  | 大野郡 丹生川村                     | 平成17年 2月1日 高山市 に編入 |        |
| 大野郡 大谷村     | 明治8年 大野郡 丹生川村  | 大野郡 丹生川村                      | 大野郡 丹生川村 | 大野郡 丹生川村            | 大野郡 丹生川村                  | 大野郡 丹生川村                 | 大野郡 丹生川村                        | 大野郡 丹生川村                       | 大野郡 丹生川村         | 大野郡 丹生川村              | 大野郡 丹生川村               | 大野郡 丹生川村                      | 大野郡 丹生川村               | 大野郡 丹生川村  | 大野郡 丹生川村                     | 平成17年 2月1日 高山市 に編入 |        |
| 大野郡 塩屋村     | 明治8年 大野郡 丹生川村  | 大野郡 丹生川村                      | 大野郡 丹生川村 | 大野郡 丹生川村            | 大野郡 丹生川村                  | 大野郡 丹生川村                 | 大野郡 丹生川村                        | 大野郡 丹生川村                       | 大野郡 丹生川村         | 大野郡 丹生川村              | 大野郡 丹生川村               | 大野郡 丹生川村                      | 大野郡 丹生川村               | 大野郡 丹生川村  | 大野郡 丹生川村                     | 平成17年 2月1日 高山市 に編入 |        |
| 大野郡 町方村     | 明治8年 大野郡 丹生川村  | 大野郡 丹生川村                      | 大野郡 丹生川村 | 大野郡 丹生川村            | 大野郡 丹生川村                  | 大野郡 丹生川村                 | 大野郡 丹生川村                        | 大野郡 丹生川村                       | 大野郡 丹生川村         | 大野郡 丹生川村              | 大野郡 丹生川村               | 大野郡 丹生川村                      | 大野郡 丹生川村               | 大野郡 丹生川村  | 大野郡 丹生川村                     | 平成17年 2月1日 高山市 に編入 |        |
| 大野郡 桐山村     | 明治8年 大野郡 丹生川村  | 大野郡 丹生川村                      | 大野郡 丹生川村 | 大野郡 丹生川村            | 大野郡 丹生川村                  | 大野郡 丹生川村                 | 大野郡 丹生川村                        | 大野郡 丹生川村                       | 大野郡 丹生川村         | 大野郡 丹生川村              | 大野郡 丹生川村               | 大野郡 丹生川村                      | 大野郡 丹生川村               | 大野郡 丹生川村  | 大野郡 丹生川村                     | 平成17年 2月1日 高山市 に編入 |        |
| 大野郡 新張村     | 明治8年 大野郡 丹生川村  | 大野郡 丹生川村                      | 大野郡 丹生川村 | 大野郡 丹生川村            | 大野郡 丹生川村                  | 大野郡 丹生川村                 | 大野郡 丹生川村                        | 大野郡 丹生川村                       | 大野郡 丹生川村         | 大野郡 丹生川村              | 大野郡 丹生川村               | 大野郡 丹生川村                      | 大野郡 丹生川村               | 大野郡 丹生川村  | 大野郡 丹生川村                     | 平成17年 2月1日 高山市 に編入 |        |
| 大野郡 細越村     | 明治8年 大野郡 丹生川村  | 大野郡 丹生川村                      | 大野郡 丹生川村 | 大野郡 丹生川村            | 大野郡 丹生川村                  | 大野郡 丹生川村                 | 大野郡 丹生川村                        | 大野郡 丹生川村                       | 大野郡 丹生川村         | 大野郡 丹生川村              | 大野郡 丹生川村               | 大野郡 丹生川村                      | 大野郡 丹生川村               | 大野郡 丹生川村  | 大野郡 丹生川村                     | 平成17年 2月1日 高山市 に編入 |        |
| 大野郡 下保村     | 明治8年 大野郡 丹生川村  | 大野郡 丹生川村                      | 大野郡 丹生川村 | 大野郡 丹生川村            | 大野郡 丹生川村                  | 大野郡 丹生川村                 | 大野郡 丹生川村                        | 大野郡 丹生川村                       | 大野郡 丹生川村         | 大野郡 丹生川村              | 大野郡 丹生川村               | 大野郡 丹生川村                      | 大野郡 丹生川村               | 大野郡 丹生川村  | 大野郡 丹生川村                     | 平成17年 2月1日 高山市 に編入 |        |
| 大野郡 殿垣内村   | 明治8年 大野郡 丹生川村  | 大野郡 丹生川村                      | 大野郡 丹生川村 | 大野郡 丹生川村            | 大野郡 丹生川村                  | 大野郡 丹生川村                 | 大野郡 丹生川村                        | 大野郡 丹生川村                       | 大野郡 丹生川村         | 大野郡 丹生川村              | 大野郡 丹生川村               | 大野郡 丹生川村                      | 大野郡 丹生川村               | 大野郡 丹生川村  | 大野郡 丹生川村                     | 平成17年 2月1日 高山市 に編入 |        |
| 大野郡 小木曾村   | 明治8年 大野郡 丹生川村  | 大野郡 丹生川村                      | 大野郡 丹生川村 | 大野郡 丹生川村            | 大野郡 丹生川村                  | 大野郡 丹生川村                 | 大野郡 丹生川村                        | 大野郡 丹生川村                       | 大野郡 丹生川村         | 大野郡 丹生川村              | 大野郡 丹生川村               | 大野郡 丹生川村                      | 大野郡 丹生川村               | 大野郡 丹生川村  | 大野郡 丹生川村                     | 平成17年 2月1日 高山市 に編入 |        |
| 大野郡 下坪村     | 明治8年 大野郡 丹生川村  | 大野郡 丹生川村                      | 大野郡 丹生川村 | 大野郡 丹生川村            | 大野郡 丹生川村                  | 大野郡 丹生川村                 | 大野郡 丹生川村                        | 大野郡 丹生川村                       | 大野郡 丹生川村         | 大野郡 丹生川村              | 大野郡 丹生川村               | 大野郡 丹生川村                      | 大野郡 丹生川村               | 大野郡 丹生川村  | 大野郡 丹生川村                     | 平成17年 2月1日 高山市 に編入 |        |
| 吉城郡 折敷地村   | 明治8年 大野郡 丹生川村  | 大野郡 丹生川村                      | 大野郡 丹生川村 | 大野郡 丹生川村            | 大野郡 丹生川村                  | 大野郡 丹生川村                 | 大野郡 丹生川村                        | 大野郡 丹生川村                       | 大野郡 丹生川村         | 大野郡 丹生川村              | 大野郡 丹生川村               | 大野郡 丹生川村                      | 大野郡 丹生川村               | 大野郡 丹生川村  | 大野郡 丹生川村                     | 平成17年 2月1日 高山市 に編入 |        |
| 吉城郡 大沼村     | 明治8年 大野郡 丹生川村  | 大野郡 丹生川村                      | 大野郡 丹生川村 | 大野郡 丹生川村            | 大野郡 丹生川村                  | 大野郡 丹生川村                 | 大野郡 丹生川村                        | 大野郡 丹生川村                       | 大野郡 丹生川村         | 大野郡 丹生川村              | 大野郡 丹生川村               | 大野郡 丹生川村                      | 大野郡 丹生川村               | 大野郡 丹生川村  | 大野郡 丹生川村                     | 平成17年 2月1日 高山市 に編入 |        |
| 吉城郡 森部村     | 明治8年 大野郡 丹生川村  | 大野郡 丹生川村                      | 大野郡 丹生川村 | 大野郡 丹生川村            | 大野郡 丹生川村                  | 大野郡 丹生川村                 | 大野郡 丹生川村                        | 大野郡 丹生川村                       | 大野郡 丹生川村         | 大野郡 丹生川村              | 大野郡 丹生川村               | 大野郡 丹生川村                      | 大野郡 丹生川村               | 大野郡 丹生川村  | 大野郡 丹生川村                     | 平成17年 2月1日 高山市 に編入 |        |
| 吉城郡 三之瀬村   | 明治8年 大野郡 丹生川村  | 大野郡 丹生川村                      | 大野郡 丹生川村 | 大野郡 丹生川村            | 大野郡 丹生川村                  | 大野郡 丹生川村                 | 大野郡 丹生川村                        | 大野郡 丹生川村                       | 大野郡 丹生川村         | 大野郡 丹生川村              | 大野郡 丹生川村               | 大野郡 丹生川村                      | 大野郡 丹生川村               | 大野郡 丹生川村  | 大野郡 丹生川村                     | 平成17年 2月1日 高山市 に編入 |        |
| 吉城郡 柏原村     | 明治8年 大野郡 丹生川村  | 大野郡 丹生川村                      | 大野郡 丹生川村 | 大野郡 丹生川村            | 大野郡 丹生川村                  | 大野郡 丹生川村                 | 大野郡 丹生川村                        | 大野郡 丹生川村                       | 大野郡 丹生川村         | 大野郡 丹生川村              | 大野郡 丹生川村               | 大野郡 丹生川村                      | 大野郡 丹生川村               | 大野郡 丹生川村  | 大野郡 丹生川村                     | 平成17年 2月1日 高山市 に編入 |        |
| 吉城郡 三川村     | 吉城郡 国府村            | 吉城郡 国府村                        | 吉城郡 国府村   | 吉城郡 国府村              | 吉城郡 国府村                    | 吉城郡 国府村                   | 吉城郡 国府村                          | 吉城郡 国府村                         | 吉城郡 国府村           | 吉城郡 国府村                | 吉城郡 国府村                 | 吉城郡 国府村                        | 吉城郡 国府村                 | 吉城郡 国府村    | 昭和39年 11月3日 町制 吉城郡 国府町 | 平成17年 2月1日 高山市 に編入 |        |
| 吉城郡 上広瀬村   | 吉城郡 国府村            | 吉城郡 国府村                        | 吉城郡 国府村   | 吉城郡 国府村              | 吉城郡 国府村                    | 吉城郡 国府村                   | 吉城郡 国府村                          | 吉城郡 国府村                         | 吉城郡 国府村           | 吉城郡 国府村                | 吉城郡 国府村                 | 吉城郡 国府村                        | 吉城郡 国府村                 | 吉城郡 国府村    | 昭和39年 11月3日 町制 吉城郡 国府町 | 平成17年 2月1日 高山市 に編入 |        |
| 吉城郡 広瀬町村   | 吉城郡 国府村            | 吉城郡 国府村                        | 吉城郡 国府村   | 吉城郡 国府村              | 吉城郡 国府村                    | 吉城郡 国府村                   | 吉城郡 国府村                          | 吉城郡 国府村                         | 吉城郡 国府村           | 吉城郡 国府村                | 吉城郡 国府村                 | 吉城郡 国府村                        | 吉城郡 国府村                 | 吉城郡 国府村    | 昭和39年 11月3日 町制 吉城郡 国府町 | 平成17年 2月1日 高山市 に編入 |        |
| 吉城郡 村山村     | 吉城郡 国府村            | 吉城郡 国府村                        | 吉城郡 国府村   | 吉城郡 国府村              | 吉城郡 国府村                    | 吉城郡 国府村                   | 吉城郡 国府村                          | 吉城郡 国府村                         | 吉城郡 国府村           | 吉城郡 国府村                | 吉城郡 国府村                 | 吉城郡 国府村                        | 吉城郡 国府村                 | 吉城郡 国府村    | 昭和39年 11月3日 町制 吉城郡 国府町 | 平成17年 2月1日 高山市 に編入 |        |
| 吉城郡 糠塚村     | 吉城郡 国府村            | 吉城郡 国府村                        | 吉城郡 国府村   | 吉城郡 国府村              | 吉城郡 国府村                    | 吉城郡 国府村                   | 吉城郡 国府村                          | 吉城郡 国府村                         | 吉城郡 国府村           | 吉城郡 国府村                | 吉城郡 国府村                 | 吉城郡 国府村                        | 吉城郡 国府村                 | 吉城郡 国府村    | 昭和39年 11月3日 町制 吉城郡 国府町 | 平成17年 2月1日 高山市 に編入 |        |
| 吉城郡 金桶村     | 吉城郡 国府村            | 吉城郡 国府村                        | 吉城郡 国府村   | 吉城郡 国府村              | 吉城郡 国府村                    | 吉城郡 国府村                   | 吉城郡 国府村                          | 吉城郡 国府村                         | 吉城郡 国府村           | 吉城郡 国府村                | 吉城郡 国府村                 | 吉城郡 国府村                        | 吉城郡 国府村                 | 吉城郡 国府村    | 昭和39年 11月3日 町制 吉城郡 国府町 | 平成17年 2月1日 高山市 に編入 |        |
| 吉城郡 名張村     | 吉城郡 国府村            | 吉城郡 国府村                        | 吉城郡 国府村   | 吉城郡 国府村              | 吉城郡 国府村                    | 吉城郡 国府村                   | 吉城郡 国府村                          | 吉城郡 国府村                         | 吉城郡 国府村           | 吉城郡 国府村                | 吉城郡 国府村                 | 吉城郡 国府村                        | 吉城郡 国府村                 | 吉城郡 国府村    | 昭和39年 11月3日 町制 吉城郡 国府町 | 平成17年 2月1日 高山市 に編入 |        |
| 吉城郡 瓜巣村     | 吉城郡 国府村            | 吉城郡 国府村                        | 吉城郡 国府村   | 吉城郡 国府村              | 吉城郡 国府村                    | 吉城郡 国府村                   | 吉城郡 国府村                          | 吉城郡 国府村                         | 吉城郡 国府村           | 吉城郡 国府村                | 吉城郡 国府村                 | 吉城郡 国府村                        | 吉城郡 国府村                 | 吉城郡 国府村    | 昭和39年 11月3日 町制 吉城郡 国府町 | 平成17年 2月1日 高山市 に編入 |        |
| 吉城郡 三日町村   | 吉城郡 国府村            | 吉城郡 国府村                        | 吉城郡 国府村   | 吉城郡 国府村              | 吉城郡 国府村                    | 吉城郡 国府村                   | 吉城郡 国府村                          | 吉城郡 国府村                         | 吉城郡 国府村           | 吉城郡 国府村                | 吉城郡 国府村                 | 吉城郡 国府村                        | 吉城郡 国府村                 | 吉城郡 国府村    | 昭和39年 11月3日 町制 吉城郡 国府町 | 平成17年 2月1日 高山市 に編入 |        |
| 吉城郡 半田村     | 吉城郡 国府村            | 吉城郡 国府村                        | 吉城郡 国府村   | 吉城郡 国府村              | 吉城郡 国府村                    | 吉城郡 国府村                   | 吉城郡 国府村                          | 吉城郡 国府村                         | 吉城郡 国府村           | 吉城郡 国府村                | 吉城郡 国府村                 | 吉城郡 国府村                        | 吉城郡 国府村                 | 吉城郡 国府村    | 昭和39年 11月3日 町制 吉城郡 国府町 | 平成17年 2月1日 高山市 に編入 |        |
| 吉城郡 木曾垣内村 | 吉城郡 国府村            | 吉城郡 国府村                        | 吉城郡 国府村   | 吉城郡 国府村              | 吉城郡 国府村                    | 吉城郡 国府村                   | 吉城郡 国府村                          | 吉城郡 国府村                         | 吉城郡 国府村           | 吉城郡 国府村                | 吉城郡 国府村                 | 吉城郡 国府村                        | 吉城郡 国府村                 | 吉城郡 国府村    | 昭和39年 11月3日 町制 吉城郡 国府町 | 平成17年 2月1日 高山市 に編入 |        |
| 吉城郡 山本村     | 吉城郡 国府村            | 吉城郡 国府村                        | 吉城郡 国府村   | 吉城郡 国府村              | 吉城郡 国府村                    | 吉城郡 国府村                   | 吉城郡 国府村                          | 吉城郡 国府村                         | 吉城郡 国府村           | 吉城郡 国府村                | 吉城郡 国府村                 | 吉城郡 国府村                        | 吉城郡 国府村                 | 吉城郡 国府村    | 昭和39年 11月3日 町制 吉城郡 国府町 | 平成17年 2月1日 高山市 に編入 |        |
| 吉城郡 鶴巣村     | 吉城郡 国府村            | 吉城郡 国府村                        | 吉城郡 国府村   | 吉城郡 国府村              | 吉城郡 国府村                    | 吉城郡 国府村                   | 吉城郡 国府村                          | 吉城郡 国府村                         | 吉城郡 国府村           | 吉城郡 国府村                | 吉城郡 国府村                 | 吉城郡 国府村                        | 吉城郡 国府村                 | 吉城郡 国府村    | 昭和39年 11月3日 町制 吉城郡 国府町 | 平成17年 2月1日 高山市 に編入 |        |
| 吉城郡 桐谷村     | 吉城郡 国府村            | 吉城郡 国府村                        | 吉城郡 国府村   | 吉城郡 国府村              | 吉城郡 国府村                    | 吉城郡 国府村                   | 吉城郡 国府村                          | 吉城郡 国府村                         | 吉城郡 国府村           | 吉城郡 国府村                | 吉城郡 国府村                 | 吉城郡 国府村                        | 吉城郡 国府村                 | 吉城郡 国府村    | 昭和39年 11月3日 町制 吉城郡 国府町 | 平成17年 2月1日 高山市 に編入 |        |
| 吉城郡 八日町村   | 吉城郡 国府村            | 吉城郡 国府村                        | 吉城郡 国府村   | 吉城郡 国府村              | 吉城郡 国府村                    | 吉城郡 国府村                   | 吉城郡 国府村                          | 吉城郡 国府村                         | 吉城郡 国府村           | 吉城郡 国府村                | 吉城郡 国府村                 | 吉城郡 国府村                        | 吉城郡 国府村                 | 吉城郡 国府村    | 昭和39年 11月3日 町制 吉城郡 国府町 | 平成17年 2月1日 高山市 に編入 |        |
| 吉城郡 蓑輪村     | 吉城郡 国府村            | 吉城郡 国府村                        | 吉城郡 国府村   | 吉城郡 国府村              | 吉城郡 国府村                    | 吉城郡 国府村                   | 吉城郡 国府村                          | 吉城郡 国府村                         | 吉城郡 国府村           | 吉城郡 国府村                | 吉城郡 国府村                 | 吉城郡 国府村                        | 吉城郡 国府村                 | 吉城郡 国府村    | 昭和39年 11月3日 町制 吉城郡 国府町 | 平成17年 2月1日 高山市 に編入 |        |
| 吉城郡 今村       | 吉城郡 国府村            | 吉城郡 国府村                        | 吉城郡 国府村   | 吉城郡 国府村              | 吉城郡 国府村                    | 吉城郡 国府村                   | 吉城郡 国府村                          | 吉城郡 国府村                         | 吉城郡 国府村           | 吉城郡 国府村                | 吉城郡 国府村                 | 吉城郡 国府村                        | 吉城郡 国府村                 | 吉城郡 国府村    | 昭和39年 11月3日 町制 吉城郡 国府町 | 平成17年 2月1日 高山市 に編入 |        |
| 吉城郡 西門前村   | 吉城郡 国府村            | 吉城郡 国府村                        | 吉城郡 国府村   | 吉城郡 国府村              | 吉城郡 国府村                    | 吉城郡 国府村                   | 吉城郡 国府村                          | 吉城郡 国府村                         | 吉城郡 国府村           | 吉城郡 国府村                | 吉城郡 国府村                 | 吉城郡 国府村                        | 吉城郡 国府村                 | 吉城郡 国府村    | 昭和39年 11月3日 町制 吉城郡 国府町 | 平成17年 2月1日 高山市 に編入 |        |
| 吉城郡 東門前村   | 吉城郡 国府村            | 吉城郡 国府村                        | 吉城郡 国府村   | 吉城郡 国府村              | 吉城郡 国府村                    | 吉城郡 国府村                   | 吉城郡 国府村                          | 吉城郡 国府村                         | 吉城郡 国府村           | 吉城郡 国府村                | 吉城郡 国府村                 | 吉城郡 国府村                        | 吉城郡 国府村                 | 吉城郡 国府村    | 昭和39年 11月3日 町制 吉城郡 国府町 | 平成17年 2月1日 高山市 に編入 |        |
| 吉城郡 宮地村     | 吉城郡 国府村            | 吉城郡 国府村                        | 吉城郡 国府村   | 吉城郡 国府村              | 吉城郡 国府村                    | 吉城郡 国府村                   | 吉城郡 国府村                          | 吉城郡 国府村                         | 吉城郡 国府村           | 吉城郡 国府村                | 吉城郡 国府村                 | 吉城郡 国府村                        | 吉城郡 国府村                 | 吉城郡 国府村    | 昭和39年 11月3日 町制 吉城郡 国府町 | 平成17年 2月1日 高山市 に編入 |        |
| 吉城郡 漆垣内村   | 吉城郡 国府村            | 吉城郡 国府村                        | 吉城郡 国府村   | 吉城郡 国府村              | 吉城郡 国府村                    | 吉城郡 国府村                   | 吉城郡 国府村                          | 吉城郡 国府村                         | 吉城郡 国府村           | 吉城郡 国府村                | 吉城郡 国府村                 | 吉城郡 国府村                        | 吉城郡 国府村                 | 吉城郡 国府村    | 昭和39年 11月3日 町制 吉城郡 国府町 | 平成17年 2月1日 高山市 に編入 |        |
| 吉城郡 宇津江村   | 吉城郡 国府村            | 吉城郡 国府村                        | 吉城郡 国府村   | 吉城郡 国府村              | 吉城郡 国府村                    | 吉城郡 国府村                   | 吉城郡 国府村                          | 吉城郡 国府村                         | 吉城郡 国府村           | 吉城郡 国府村                | 吉城郡 国府村                 | 吉城郡 国府村                        | 吉城郡 国府村                 | 吉城郡 国府村    | 昭和39年 11月3日 町制 吉城郡 国府町 | 平成17年 2月1日 高山市 に編入 |        |
| 吉城郡 平湯村     | 吉城郡 上宝村            | 吉城郡 上宝村                        | 吉城郡 上宝村   | 吉城郡 上宝村              | 吉城郡 上宝村                    | 吉城郡 上宝村                   | 吉城郡 上宝村                          | 吉城郡 上宝村                         | 吉城郡 上宝村           | 吉城郡 上宝村                | 吉城郡 上宝村                 | 吉城郡 上宝村                        | 吉城郡 上宝村                 | 吉城郡 上宝村    | 吉城郡 上宝村                       | 平成17年 2月1日 高山市 に編入 |        |
| 吉城郡 一重ヶ根村 | 吉城郡 上宝村            | 吉城郡 上宝村                        | 吉城郡 上宝村   | 吉城郡 上宝村              | 吉城郡 上宝村                    | 吉城郡 上宝村                   | 吉城郡 上宝村                          | 吉城郡 上宝村                         | 吉城郡 上宝村           | 吉城郡 上宝村                | 吉城郡 上宝村                 | 吉城郡 上宝村                        | 吉城郡 上宝村                 | 吉城郡 上宝村    | 吉城郡 上宝村                       | 平成17年 2月1日 高山市 に編入 |        |
| 吉城郡 神坂村     | 吉城郡 上宝村            | 吉城郡 上宝村                        | 吉城郡 上宝村   | 吉城郡 上宝村              | 吉城郡 上宝村                    | 吉城郡 上宝村                   | 吉城郡 上宝村                          | 吉城郡 上宝村                         | 吉城郡 上宝村           | 吉城郡 上宝村                | 吉城郡 上宝村                 | 吉城郡 上宝村                        | 吉城郡 上宝村                 | 吉城郡 上宝村    | 吉城郡 上宝村                       | 平成17年 2月1日 高山市 に編入 |        |
| 吉城郡 栃尾村     | 吉城郡 上宝村            | 吉城郡 上宝村                        | 吉城郡 上宝村   | 吉城郡 上宝村              | 吉城郡 上宝村                    | 吉城郡 上宝村                   | 吉城郡 上宝村                          | 吉城郡 上宝村                         | 吉城郡 上宝村           | 吉城郡 上宝村                | 吉城郡 上宝村                 | 吉城郡 上宝村                        | 吉城郡 上宝村                 | 吉城郡 上宝村    | 吉城郡 上宝村                       | 平成17年 2月1日 高山市 に編入 |        |
| 吉城郡 今見村     | 吉城郡 上宝村            | 吉城郡 上宝村                        | 吉城郡 上宝村   | 吉城郡 上宝村              | 吉城郡 上宝村                    | 吉城郡 上宝村                   | 吉城郡 上宝村                          | 吉城郡 上宝村                         | 吉城郡 上宝村           | 吉城郡 上宝村                | 吉城郡 上宝村                 | 吉城郡 上宝村                        | 吉城郡 上宝村                 | 吉城郡 上宝村    | 吉城郡 上宝村                       | 平成17年 2月1日 高山市 に編入 |        |
| 吉城郡 田頃家村   | 吉城郡 上宝村            | 吉城郡 上宝村                        | 吉城郡 上宝村   | 吉城郡 上宝村              | 吉城郡 上宝村                    | 吉城郡 上宝村                   | 吉城郡 上宝村                          | 吉城郡 上宝村                         | 吉城郡 上宝村           | 吉城郡 上宝村                | 吉城郡 上宝村                 | 吉城郡 上宝村                        | 吉城郡 上宝村                 | 吉城郡 上宝村    | 吉城郡 上宝村                       | 平成17年 2月1日 高山市 に編入 |        |
| 吉城郡 柏当村     | 吉城郡 上宝村            | 吉城郡 上宝村                        | 吉城郡 上宝村   | 吉城郡 上宝村              | 吉城郡 上宝村                    | 吉城郡 上宝村                   | 吉城郡 上宝村                          | 吉城郡 上宝村                         | 吉城郡 上宝村           | 吉城郡 上宝村                | 吉城郡 上宝村                 | 吉城郡 上宝村                        | 吉城郡 上宝村                 | 吉城郡 上宝村    | 吉城郡 上宝村                       | 平成17年 2月1日 高山市 に編入 |        |
| 吉城郡 蓼之俣村   | 吉城郡 上宝村            | 吉城郡 上宝村                        | 吉城郡 上宝村   | 吉城郡 上宝村              | 吉城郡 上宝村                    | 吉城郡 上宝村                   | 吉城郡 上宝村                          | 吉城郡 上宝村                         | 吉城郡 上宝村           | 吉城郡 上宝村                | 吉城郡 上宝村                 | 吉城郡 上宝村                        | 吉城郡 上宝村                 | 吉城郡 上宝村    | 吉城郡 上宝村                       | 平成17年 2月1日 高山市 に編入 |        |
| 吉城郡 笹島村     | 吉城郡 上宝村            | 吉城郡 上宝村                        | 吉城郡 上宝村   | 吉城郡 上宝村              | 吉城郡 上宝村                    | 吉城郡 上宝村                   | 吉城郡 上宝村                          | 吉城郡 上宝村                         | 吉城郡 上宝村           | 吉城郡 上宝村                | 吉城郡 上宝村                 | 吉城郡 上宝村                        | 吉城郡 上宝村                 | 吉城郡 上宝村    | 吉城郡 上宝村                       | 平成17年 2月1日 高山市 に編入 |        |
| 吉城郡 赤桶村     | 吉城郡 上宝村            | 吉城郡 上宝村                        | 吉城郡 上宝村   | 吉城郡 上宝村              | 吉城郡 上宝村                    | 吉城郡 上宝村                   | 吉城郡 上宝村                          | 吉城郡 上宝村                         | 吉城郡 上宝村           | 吉城郡 上宝村                | 吉城郡 上宝村                 | 吉城郡 上宝村                        | 吉城郡 上宝村                 | 吉城郡 上宝村    | 吉城郡 上宝村                       | 平成17年 2月1日 高山市 に編入 |        |
| 吉城郡 福地村     | 吉城郡 上宝村            | 吉城郡 上宝村                        | 吉城郡 上宝村   | 吉城郡 上宝村              | 吉城郡 上宝村                    | 吉城郡 上宝村                   | 吉城郡 上宝村                          | 吉城郡 上宝村                         | 吉城郡 上宝村           | 吉城郡 上宝村                | 吉城郡 上宝村                 | 吉城郡 上宝村                        | 吉城郡 上宝村                 | 吉城郡 上宝村    | 吉城郡 上宝村                       | 平成17年 2月1日 高山市 に編入 |        |
| 吉城郡 中尾村     | 吉城郡 上宝村            | 吉城郡 上宝村                        | 吉城郡 上宝村   | 吉城郡 上宝村              | 吉城郡 上宝村                    | 吉城郡 上宝村                   | 吉城郡 上宝村                          | 吉城郡 上宝村                         | 吉城郡 上宝村           | 吉城郡 上宝村                | 吉城郡 上宝村                 | 吉城郡 上宝村                        | 吉城郡 上宝村                 | 吉城郡 上宝村    | 吉城郡 上宝村                       | 平成17年 2月1日 高山市 に編入 |        |
| 吉城郡 下佐谷村   | 吉城郡 上宝村            | 吉城郡 上宝村                        | 吉城郡 上宝村   | 吉城郡 上宝村              | 吉城郡 上宝村                    | 吉城郡 上宝村                   | 吉城郡 上宝村                          | 吉城郡 上宝村                         | 吉城郡 上宝村           | 吉城郡 上宝村                | 吉城郡 上宝村                 | 吉城郡 上宝村                        | 吉城郡 上宝村                 | 吉城郡 上宝村    | 吉城郡 上宝村                       | 平成17年 2月1日 高山市 に編入 |        |
| 吉城郡 苧生茂村   | 吉城郡 上宝村            | 吉城郡 上宝村                        | 吉城郡 上宝村   | 吉城郡 上宝村              | 吉城郡 上宝村                    | 吉城郡 上宝村                   | 吉城郡 上宝村                          | 吉城郡 上宝村                         | 吉城郡 上宝村           | 吉城郡 上宝村                | 吉城郡 上宝村                 | 吉城郡 上宝村                        | 吉城郡 上宝村                 | 吉城郡 上宝村    | 吉城郡 上宝村                       | 平成17年 2月1日 高山市 に編入 |        |
| 吉城郡 葛山村     | 吉城郡 上宝村            | 吉城郡 上宝村                        | 吉城郡 上宝村   | 吉城郡 上宝村              | 吉城郡 上宝村                    | 吉城郡 上宝村                   | 吉城郡 上宝村                          | 吉城郡 上宝村                         | 吉城郡 上宝村           | 吉城郡 上宝村                | 吉城郡 上宝村                 | 吉城郡 上宝村                        | 吉城郡 上宝村                 | 吉城郡 上宝村    | 吉城郡 上宝村                       | 平成17年 2月1日 高山市 に編入 |        |
| 吉城郡 鼠餅村     | 吉城郡 上宝村            | 吉城郡 上宝村                        | 吉城郡 上宝村   | 吉城郡 上宝村              | 吉城郡 上宝村                    | 吉城郡 上宝村                   | 吉城郡 上宝村                          | 吉城郡 上宝村                         | 吉城郡 上宝村           | 吉城郡 上宝村                | 吉城郡 上宝村                 | 吉城郡 上宝村                        | 吉城郡 上宝村                 | 吉城郡 上宝村    | 吉城郡 上宝村                       | 平成17年 2月1日 高山市 に編入 |        |
| 吉城郡 新田村     | 吉城郡 上宝村            | 吉城郡 上宝村                        | 吉城郡 上宝村   | 吉城郡 上宝村              | 吉城郡 上宝村                    | 吉城郡 上宝村                   | 吉城郡 上宝村                          | 吉城郡 上宝村                         | 吉城郡 上宝村           | 吉城郡 上宝村                | 吉城郡 上宝村                 | 吉城郡 上宝村                        | 吉城郡 上宝村                 | 吉城郡 上宝村    | 吉城郡 上宝村                       | 平成17年 2月1日 高山市 に編入 |        |
| 吉城郡 長倉村     | 吉城郡 上宝村            | 吉城郡 上宝村                        | 吉城郡 上宝村   | 吉城郡 上宝村              | 吉城郡 上宝村                    | 吉城郡 上宝村                   | 吉城郡 上宝村                          | 吉城郡 上宝村                         | 吉城郡 上宝村           | 吉城郡 上宝村                | 吉城郡 上宝村                 | 吉城郡 上宝村                        | 吉城郡 上宝村                 | 吉城郡 上宝村    | 吉城郡 上宝村                       | 平成17年 2月1日 高山市 に編入 |        |
| 吉城郡 岩井戸村   | 吉城郡 上宝村            | 吉城郡 上宝村                        | 吉城郡 上宝村   | 吉城郡 上宝村              | 吉城郡 上宝村                    | 吉城郡 上宝村                   | 吉城郡 上宝村                          | 吉城郡 上宝村                         | 吉城郡 上宝村           | 吉城郡 上宝村                | 吉城郡 上宝村                 | 吉城郡 上宝村                        | 吉城郡 上宝村                 | 吉城郡 上宝村    | 吉城郡 上宝村                       | 平成17年 2月1日 高山市 に編入 |        |
| 吉城郡 在家村     | 吉城郡 上宝村            | 吉城郡 上宝村                        | 吉城郡 上宝村   | 吉城郡 上宝村              | 吉城郡 上宝村                    | 吉城郡 上宝村                   | 吉城郡 上宝村                          | 吉城郡 上宝村                         | 吉城郡 上宝村           | 吉城郡 上宝村                | 吉城郡 上宝村                 | 吉城郡 上宝村                        | 吉城郡 上宝村                 | 吉城郡 上宝村    | 吉城郡 上宝村                       | 平成17年 2月1日 高山市 に編入 |        |
| 吉城郡 本郷村     | 吉城郡 上宝村            | 吉城郡 上宝村                        | 吉城郡 上宝村   | 吉城郡 上宝村              | 吉城郡 上宝村                    | 吉城郡 上宝村                   | 吉城郡 上宝村                          | 吉城郡 上宝村                         | 吉城郡 上宝村           | 吉城郡 上宝村                | 吉城郡 上宝村                 | 吉城郡 上宝村                        | 吉城郡 上宝村                 | 吉城郡 上宝村    | 吉城郡 上宝村                       | 平成17年 2月1日 高山市 に編入 |        |
| 吉城郡 吉野村     | 吉城郡 上宝村            | 吉城郡 上宝村                        | 吉城郡 上宝村   | 吉城郡 上宝村              | 吉城郡 上宝村                    | 吉城郡 上宝村                   | 吉城郡 上宝村                          | 吉城郡 上宝村                         | 吉城郡 上宝村           | 吉城郡 上宝村                | 吉城郡 上宝村                 | 吉城郡 上宝村                        | 吉城郡 上宝村                 | 吉城郡 上宝村    | 吉城郡 上宝村                       | 平成17年 2月1日 高山市 に編入 |        |
| 吉城郡 上灘村     | 吉城郡 上宝村            | 吉城郡 上宝村                        | 吉城郡 上宝村   | 吉城郡 上宝村              | 吉城郡 上宝村                    | 吉城郡 上宝村                   | 吉城郡 上宝村                          | 吉城郡 上宝村                         | 吉城郡 上宝村           | 吉城郡 上宝村                | 吉城郡 上宝村                 | 吉城郡 上宝村                        | 吉城郡 上宝村                 | 吉城郡 上宝村    | 吉城郡 上宝村                       | 平成17年 2月1日 高山市 に編入 |        |
| 吉城郡 見座村     | 吉城郡 上宝村            | 吉城郡 上宝村                        | 吉城郡 上宝村   | 吉城郡 上宝村              | 吉城郡 上宝村                    | 吉城郡 上宝村                   | 吉城郡 上宝村                          | 吉城郡 上宝村                         | 吉城郡 上宝村           | 吉城郡 上宝村                | 吉城郡 上宝村                 | 吉城郡 上宝村                        | 吉城郡 上宝村                 | 吉城郡 上宝村    | 吉城郡 上宝村                       | 平成17年 2月1日 高山市 に編入 |        |
| 吉城郡 宮原村     | 吉城郡 上宝村            | 吉城郡 上宝村                        | 吉城郡 上宝村   | 吉城郡 上宝村              | 吉城郡 上宝村                    | 吉城郡 上宝村                   | 吉城郡 上宝村                          | 吉城郡 上宝村                         | 吉城郡 上宝村           | 吉城郡 上宝村                | 吉城郡 上宝村                 | 吉城郡 上宝村                        | 吉城郡 上宝村                 | 吉城郡 上宝村    | 吉城郡 上宝村                       | 平成17年 2月1日 高山市 に編入 |        |
| 吉城郡 双六村     | 吉城郡 上宝村            | 吉城郡 上宝村                        | 吉城郡 上宝村   | 吉城郡 上宝村              | 吉城郡 上宝村                    | 吉城郡 上宝村                   | 吉城郡 上宝村                          | 吉城郡 上宝村                         | 吉城郡 上宝村           | 吉城郡 上宝村                | 吉城郡 上宝村                 | 吉城郡 上宝村                        | 吉城郡 上宝村                 | 吉城郡 上宝村    | 吉城郡 上宝村                       | 平成17年 2月1日 高山市 に編入 |        |
| 吉城郡 中山村     | 吉城郡 上宝村            | 吉城郡 上宝村                        | 吉城郡 上宝村   | 吉城郡 上宝村              | 吉城郡 上宝村                    | 吉城郡 上宝村                   | 吉城郡 上宝村                          | 吉城郡 上宝村                         | 吉城郡 上宝村           | 吉城郡 上宝村                | 吉城郡 上宝村                 | 吉城郡 上宝村                        | 吉城郡 上宝村                 | 吉城郡 上宝村    | 吉城郡 上宝村                       | 平成17年 2月1日 高山市 に編入 |        |
| 吉城郡 桃原村     | 吉城郡 上宝村            | 吉城郡 上宝村                        | 吉城郡 上宝村   | 吉城郡 上宝村              | 吉城郡 上宝村                    | 吉城郡 上宝村                   | 吉城郡 上宝村                          | 吉城郡 上宝村                         | 吉城郡 上宝村           | 吉城郡 上宝村                | 吉城郡 上宝村                 | 吉城郡 上宝村                        | 吉城郡 上宝村                 | 吉城郡 上宝村    | 吉城郡 上宝村                       | 平成17年 2月1日 高山市 に編入 |        |
| 吉城郡 荒原村     | 吉城郡 上宝村            | 吉城郡 上宝村                        | 吉城郡 上宝村   | 吉城郡 上宝村              | 吉城郡 上宝村                    | 吉城郡 上宝村                   | 吉城郡 上宝村                          | 吉城郡 上宝村                         | 吉城郡 上宝村           | 吉城郡 上宝村                | 吉城郡 上宝村                 | 吉城郡 上宝村                        | 吉城郡 上宝村                 | 吉城郡 上宝村    | 吉城郡 上宝村                       | 平成17年 2月1日 高山市 に編入 |        |
| 吉城郡 蔵柱村     | 吉城郡 上宝村            | 吉城郡 上宝村                        | 吉城郡 上宝村   | 吉城郡 上宝村              | 吉城郡 上宝村                    | 吉城郡 上宝村                   | 吉城郡 上宝村                          | 吉城郡 上宝村                         | 吉城郡 上宝村           | 吉城郡 上宝村                | 吉城郡 上宝村                 | 吉城郡 上宝村                        | 吉城郡 上宝村                 | 吉城郡 上宝村    | 吉城郡 上宝村                       | 平成17年 2月1日 高山市 に編入 |        |
| 吉城郡 金木戸村   | 吉城郡 上宝村            | 吉城郡 上宝村                        | 吉城郡 上宝村   | 吉城郡 上宝村              | 吉城郡 上宝村                    | 吉城郡 上宝村                   | 吉城郡 上宝村                          | 吉城郡 上宝村                         | 吉城郡 上宝村           | 吉城郡 上宝村                | 吉城郡 上宝村                 | 吉城郡 上宝村                        | 吉城郡 上宝村                 | 吉城郡 上宝村    | 吉城郡 上宝村                       | 平成17年 2月1日 高山市 に編入 |        |
| 大野郡 六厩村     | 明治8年 大野郡 荘川村    | 大野郡 荘川村                        | 大野郡 荘川村   | 大野郡 荘川村              | 大野郡 荘川村                    | 大野郡 荘川村                   | 大野郡 荘川村                          | 大野郡 荘川村                         | 大野郡 荘川村           | 大野郡 荘川村                | 大野郡 荘川村                 | 大野郡 荘川村                        | 大野郡 荘川村                 | 大野郡 荘川村    | 大野郡 荘川村                       | 平成17年 2月1日 高山市 に編入 |        |
| 大野郡 三尾河村   | 明治8年 大野郡 荘川村    | 大野郡 荘川村                        | 大野郡 荘川村   | 大野郡 荘川村              | 大野郡 荘川村                    | 大野郡 荘川村                   | 大野郡 荘川村                          | 大野郡 荘川村                         | 大野郡 荘川村           | 大野郡 荘川村                | 大野郡 荘川村                 | 大野郡 荘川村                        | 大野郡 荘川村                 | 大野郡 荘川村    | 大野郡 荘川村                       | 平成17年 2月1日 高山市 に編入 |        |
| 大野郡 寺河戸村   | 明治8年 大野郡 荘川村    | 大野郡 荘川村                        | 大野郡 荘川村   | 大野郡 荘川村              | 大野郡 荘川村                    | 大野郡 荘川村                   | 大野郡 荘川村                          | 大野郡 荘川村                         | 大野郡 荘川村           | 大野郡 荘川村                | 大野郡 荘川村                 | 大野郡 荘川村                        | 大野郡 荘川村                 | 大野郡 荘川村    | 大野郡 荘川村                       | 平成17年 2月1日 高山市 に編入 |        |
| 大野郡 黒谷村     | 明治8年 大野郡 荘川村    | 大野郡 荘川村                        | 大野郡 荘川村   | 大野郡 荘川村              | 大野郡 荘川村                    | 大野郡 荘川村                   | 大野郡 荘川村                          | 大野郡 荘川村                         | 大野郡 荘川村           | 大野郡 荘川村                | 大野郡 荘川村                 | 大野郡 荘川村                        | 大野郡 荘川村                 | 大野郡 荘川村    | 大野郡 荘川村                       | 平成17年 2月1日 高山市 に編入 |        |
| 大野郡 惣則村     | 明治8年 大野郡 荘川村    | 大野郡 荘川村                        | 大野郡 荘川村   | 大野郡 荘川村              | 大野郡 荘川村                    | 大野郡 荘川村                   | 大野郡 荘川村                          | 大野郡 荘川村                         | 大野郡 荘川村           | 大野郡 荘川村                | 大野郡 荘川村                 | 大野郡 荘川村                        | 大野郡 荘川村                 | 大野郡 荘川村    | 大野郡 荘川村                       | 平成17年 2月1日 高山市 に編入 |        |
| 大野郡 一色村     | 明治8年 大野郡 荘川村    | 大野郡 荘川村                        | 大野郡 荘川村   | 大野郡 荘川村              | 大野郡 荘川村                    | 大野郡 荘川村                   | 大野郡 荘川村                          | 大野郡 荘川村                         | 大野郡 荘川村           | 大野郡 荘川村                | 大野郡 荘川村                 | 大野郡 荘川村                        | 大野郡 荘川村                 | 大野郡 荘川村    | 大野郡 荘川村                       | 平成17年 2月1日 高山市 に編入 |        |
| 大野郡 猿丸村     | 明治8年 大野郡 荘川村    | 大野郡 荘川村                        | 大野郡 荘川村   | 大野郡 荘川村              | 大野郡 荘川村                    | 大野郡 荘川村                   | 大野郡 荘川村                          | 大野郡 荘川村                         | 大野郡 荘川村           | 大野郡 荘川村                | 大野郡 荘川村                 | 大野郡 荘川村                        | 大野郡 荘川村                 | 大野郡 荘川村    | 大野郡 荘川村                       | 平成17年 2月1日 高山市 に編入 |        |
| 大野郡 町屋村     | 明治8年 大野郡 荘川村    | 大野郡 荘川村                        | 大野郡 荘川村   | 大野郡 荘川村              | 大野郡 荘川村                    | 大野郡 荘川村                   | 大野郡 荘川村                          | 大野郡 荘川村                         | 大野郡 荘川村           | 大野郡 荘川村                | 大野郡 荘川村                 | 大野郡 荘川村                        | 大野郡 荘川村                 | 大野郡 荘川村    | 大野郡 荘川村                       | 平成17年 2月1日 高山市 に編入 |        |
| 大野郡 新淵村     | 明治8年 大野郡 荘川村    | 大野郡 荘川村                        | 大野郡 荘川村   | 大野郡 荘川村              | 大野郡 荘川村                    | 大野郡 荘川村                   | 大野郡 荘川村                          | 大野郡 荘川村                         | 大野郡 荘川村           | 大野郡 荘川村                | 大野郡 荘川村                 | 大野郡 荘川村                        | 大野郡 荘川村                 | 大野郡 荘川村    | 大野郡 荘川村                       | 平成17年 2月1日 高山市 に編入 |        |
| 大野郡 野々俣村   | 明治8年 大野郡 荘川村    | 大野郡 荘川村                        | 大野郡 荘川村   | 大野郡 荘川村              | 大野郡 荘川村                    | 大野郡 荘川村                   | 大野郡 荘川村                          | 大野郡 荘川村                         | 大野郡 荘川村           | 大野郡 荘川村                | 大野郡 荘川村                 | 大野郡 荘川村                        | 大野郡 荘川村                 | 大野郡 荘川村    | 大野郡 荘川村                       | 平成17年 2月1日 高山市 に編入 |        |
| 大野郡 中畑村     | 明治8年 大野郡 荘川村    | 大野郡 荘川村                        | 大野郡 荘川村   | 大野郡 荘川村              | 大野郡 荘川村                    | 大野郡 荘川村                   | 大野郡 荘川村                          | 大野郡 荘川村                         | 大野郡 荘川村           | 大野郡 荘川村                | 大野郡 荘川村                 | 大野郡 荘川村                        | 大野郡 荘川村                 | 大野郡 荘川村    | 大野郡 荘川村                       | 平成17年 2月1日 高山市 に編入 |        |
| 大野郡 牧戸村     | 明治8年 大野郡 荘川村    | 大野郡 荘川村                        | 大野郡 荘川村   | 大野郡 荘川村              | 大野郡 荘川村                    | 大野郡 荘川村                   | 大野郡 荘川村                          | 大野郡 荘川村                         | 大野郡 荘川村           | 大野郡 荘川村                | 大野郡 荘川村                 | 大野郡 荘川村                        | 大野郡 荘川村                 | 大野郡 荘川村    | 大野郡 荘川村                       | 平成17年 2月1日 高山市 に編入 |        |
| 大野郡 牛丸村     | 明治8年 大野郡 荘川村    | 大野郡 荘川村                        | 大野郡 荘川村   | 大野郡 荘川村              | 大野郡 荘川村                    | 大野郡 荘川村                   | 大野郡 荘川村                          | 大野郡 荘川村                         | 大野郡 荘川村           | 大野郡 荘川村                | 大野郡 荘川村                 | 大野郡 荘川村                        | 大野郡 荘川村                 | 大野郡 荘川村    | 大野郡 荘川村                       | 平成17年 2月1日 高山市 に編入 |        |
| 大野郡 岩瀬村     | 明治8年 大野郡 荘川村    | 大野郡 荘川村                        | 大野郡 荘川村   | 大野郡 荘川村              | 大野郡 荘川村                    | 大野郡 荘川村                   | 大野郡 荘川村                          | 大野郡 荘川村                         | 大野郡 荘川村           | 大野郡 荘川村                | 大野郡 荘川村                 | 大野郡 荘川村                        | 大野郡 荘川村                 | 大野郡 荘川村    | 大野郡 荘川村                       | 平成17年 2月1日 高山市 に編入 |        |
| 大野郡 赤谷村     | 明治8年 大野郡 荘川村    | 大野郡 荘川村                        | 大野郡 荘川村   | 大野郡 荘川村              | 大野郡 荘川村                    | 大野郡 荘川村                   | 大野郡 荘川村                          | 大野郡 荘川村                         | 大野郡 荘川村           | 大野郡 荘川村                | 大野郡 荘川村                 | 大野郡 荘川村                        | 大野郡 荘川村                 | 大野郡 荘川村    | 大野郡 荘川村                       | 平成17年 2月1日 高山市 に編入 |        |
| 大野郡 中野村     | 明治8年 大野郡 荘川村    | 大野郡 荘川村                        | 大野郡 荘川村   | 大野郡 荘川村              | 大野郡 荘川村                    | 大野郡 荘川村                   | 大野郡 荘川村                          | 大野郡 荘川村                         | 大野郡 荘川村           | 大野郡 荘川村                | 大野郡 荘川村                 | 大野郡 荘川村                        | 大野郡 荘川村                 | 大野郡 荘川村    | 大野郡 荘川村                       | 平成17年 2月1日 高山市 に編入 |        |
| 大野郡 海上村     | 明治8年 大野郡 荘川村    | 大野郡 荘川村                        | 大野郡 荘川村   | 大野郡 荘川村              | 大野郡 荘川村                    | 大野郡 荘川村                   | 大野郡 荘川村                          | 大野郡 荘川村                         | 大野郡 荘川村           | 大野郡 荘川村                | 大野郡 荘川村                 | 大野郡 荘川村                        | 大野郡 荘川村                 | 大野郡 荘川村    | 大野郡 荘川村                       | 平成17年 2月1日 高山市 に編入 |        |
| 大野郡 尾上郷村   | 明治8年 大野郡 荘川村    | 大野郡 荘川村                        | 大野郡 荘川村   | 大野郡 荘川村              | 大野郡 荘川村                    | 大野郡 荘川村                   | 大野郡 荘川村                          | 大野郡 荘川村                         | 大野郡 荘川村           | 大野郡 荘川村                | 大野郡 荘川村                 | 大野郡 荘川村                        | 大野郡 荘川村                 | 大野郡 荘川村    | 大野郡 荘川村                       | 平成17年 2月1日 高山市 に編入 |        |
| 大野郡 森茂村     | 明治8年 大野郡 上枝村    | 大野郡 清見村                        | 大野郡 清見村   | 大野郡 清見村              | 大野郡 清見村                    | 大野郡 清見村                   | 大野郡 清見村                          | 大野郡 清見村                         | 大野郡 清見村           | 大野郡 清見村                | 大野郡 清見村                 | 大野郡 清見村                        | 大野郡 清見村                 | 大野郡 清見村    | 大野郡 清見村                       | 平成17年 2月1日 高山市 に編入 |        |
| 大野郡 三日町村   | 明治8年 大野郡 上枝村    | 大野郡 清見村                        | 大野郡 清見村   | 大野郡 清見村              | 大野郡 清見村                    | 大野郡 清見村                   | 大野郡 清見村                          | 大野郡 清見村                         | 大野郡 清見村           | 大野郡 清見村                | 大野郡 清見村                 | 大野郡 清見村                        | 大野郡 清見村                 | 大野郡 清見村    | 大野郡 清見村                       | 平成17年 2月1日 高山市 に編入 |        |
| 大野郡 牧ヶ洞村   | 明治8年 大野郡 上枝村    | 大野郡 清見村                        | 大野郡 清見村   | 大野郡 清見村              | 大野郡 清見村                    | 大野郡 清見村                   | 大野郡 清見村                          | 大野郡 清見村                         | 大野郡 清見村           | 大野郡 清見村                | 大野郡 清見村                 | 大野郡 清見村                        | 大野郡 清見村                 | 大野郡 清見村    | 大野郡 清見村                       | 平成17年 2月1日 高山市 に編入 |        |
| 大野郡 藤瀬村     | 明治8年 大野郡 上枝村    | 大野郡 清見村                        | 大野郡 清見村   | 大野郡 清見村              | 大野郡 清見村                    | 大野郡 清見村                   | 大野郡 清見村                          | 大野郡 清見村                         | 大野郡 清見村           | 大野郡 清見村                | 大野郡 清見村                 | 大野郡 清見村                        | 大野郡 清見村                 | 大野郡 清見村    | 大野郡 清見村                       | 平成17年 2月1日 高山市 に編入 |        |
| 大野郡 福寄村     | 明治8年 大野郡 上枝村    | 大野郡 清見村                        | 大野郡 清見村   | 大野郡 清見村              | 大野郡 清見村                    | 大野郡 清見村                   | 大野郡 清見村                          | 大野郡 清見村                         | 大野郡 清見村           | 大野郡 清見村                | 大野郡 清見村                 | 大野郡 清見村                        | 大野郡 清見村                 | 大野郡 清見村    | 大野郡 清見村                       | 平成17年 2月1日 高山市 に編入 |        |
| 大野郡 三ツ谷村   | 明治8年 大野郡 上枝村    | 大野郡 清見村                        | 大野郡 清見村   | 大野郡 清見村              | 大野郡 清見村                    | 大野郡 清見村                   | 大野郡 清見村                          | 大野郡 清見村                         | 大野郡 清見村           | 大野郡 清見村                | 大野郡 清見村                 | 大野郡 清見村                        | 大野郡 清見村                 | 大野郡 清見村    | 大野郡 清見村                       | 平成17年 2月1日 高山市 に編入 |        |
| 大野郡 下本村     | 明治8年 大野郡 上枝村    | 大野郡 清見村                        | 大野郡 清見村   | 大野郡 清見村              | 大野郡 清見村                    | 大野郡 清見村                   | 大野郡 清見村                          | 大野郡 清見村                         | 大野郡 清見村           | 大野郡 清見村                | 大野郡 清見村                 | 大野郡 清見村                        | 大野郡 清見村                 | 大野郡 清見村    | 大野郡 清見村                       | 平成17年 2月1日 高山市 に編入 |        |
| 大野郡 坂村       | 明治8年 大野郡 上枝村    | 大野郡 清見村                        | 大野郡 清見村   | 大野郡 清見村              | 大野郡 清見村                    | 大野郡 清見村                   | 大野郡 清見村                          | 大野郡 清見村                         | 大野郡 清見村           | 大野郡 清見村                | 大野郡 清見村                 | 大野郡 清見村                        | 大野郡 清見村                 | 大野郡 清見村    | 大野郡 清見村                       | 平成17年 2月1日 高山市 に編入 |        |
| 大野郡 有巣村     | 明治8年 大野郡 上枝村    | 大野郡 清見村                        | 大野郡 清見村   | 大野郡 清見村              | 大野郡 清見村                    | 大野郡 清見村                   | 大野郡 清見村                          | 大野郡 清見村                         | 大野郡 清見村           | 大野郡 清見村                | 大野郡 清見村                 | 大野郡 清見村                        | 大野郡 清見村                 | 大野郡 清見村    | 大野郡 清見村                       | 平成17年 2月1日 高山市 に編入 |        |
| 大野郡 二俣村     | 明治8年 大野郡 上枝村    | 大野郡 清見村                        | 大野郡 清見村   | 大野郡 清見村              | 大野郡 清見村                    | 大野郡 清見村                   | 大野郡 清見村                          | 大野郡 清見村                         | 大野郡 清見村           | 大野郡 清見村                | 大野郡 清見村                 | 大野郡 清見村                        | 大野郡 清見村                 | 大野郡 清見村    | 大野郡 清見村                       | 平成17年 2月1日 高山市 に編入 |        |
| 大野郡 中野村     | 明治8年 大野郡 上枝村    | 大野郡 清見村                        | 大野郡 清見村   | 大野郡 清見村              | 大野郡 清見村                    | 大野郡 清見村                   | 大野郡 清見村                          | 大野郡 清見村                         | 大野郡 清見村           | 大野郡 清見村                | 大野郡 清見村                 | 大野郡 清見村                        | 大野郡 清見村                 | 大野郡 清見村    | 大野郡 清見村                       | 平成17年 2月1日 高山市 に編入 |        |
| 大野郡 楢谷村     | 明治8年 大野郡 上枝村    | 大野郡 清見村                        | 大野郡 清見村   | 大野郡 清見村              | 大野郡 清見村                    | 大野郡 清見村                   | 大野郡 清見村                          | 大野郡 清見村                         | 大野郡 清見村           | 大野郡 清見村                | 大野郡 清見村                 | 大野郡 清見村                        | 大野郡 清見村                 | 大野郡 清見村    | 大野郡 清見村                       | 平成17年 2月1日 高山市 に編入 |        |
| 大野郡 大原村     | 明治8年 大野郡 上枝村    | 大野郡 清見村                        | 大野郡 清見村   | 大野郡 清見村              | 大野郡 清見村                    | 大野郡 清見村                   | 大野郡 清見村                          | 大野郡 清見村                         | 大野郡 清見村           | 大野郡 清見村                | 大野郡 清見村                 | 大野郡 清見村                        | 大野郡 清見村                 | 大野郡 清見村    | 大野郡 清見村                       | 平成17年 2月1日 高山市 に編入 |        |
| 大野郡 江黒村     | 明治8年 大野郡 上枝村    | 大野郡 清見村                        | 大野郡 清見村   | 大野郡 清見村              | 大野郡 清見村                    | 大野郡 清見村                   | 大野郡 清見村                          | 大野郡 清見村                         | 大野郡 清見村           | 大野郡 清見村                | 大野郡 清見村                 | 大野郡 清見村                        | 大野郡 清見村                 | 大野郡 清見村    | 大野郡 清見村                       | 平成17年 2月1日 高山市 に編入 |        |
| 大野郡 大谷村     | 明治8年 大野郡 上枝村    | 大野郡 清見村                        | 大野郡 清見村   | 大野郡 清見村              | 大野郡 清見村                    | 大野郡 清見村                   | 大野郡 清見村                          | 大野郡 清見村                         | 大野郡 清見村           | 大野郡 清見村                | 大野郡 清見村                 | 大野郡 清見村                        | 大野郡 清見村                 | 大野郡 清見村    | 大野郡 清見村                       | 平成17年 2月1日 高山市 に編入 |        |
| 大野郡 池本村     | 明治8年 大野郡 上枝村    | 大野郡 清見村                        | 大野郡 清見村   | 大野郡 清見村              | 大野郡 清見村                    | 大野郡 清見村                   | 大野郡 清見村                          | 大野郡 清見村                         | 大野郡 清見村           | 大野郡 清見村                | 大野郡 清見村                 | 大野郡 清見村                        | 大野郡 清見村                 | 大野郡 清見村    | 大野郡 清見村                       | 平成17年 2月1日 高山市 に編入 |        |
| 大野郡 二本木村   | 明治8年 大野郡 上枝村    | 大野郡 清見村                        | 大野郡 清見村   | 大野郡 清見村              | 大野郡 清見村                    | 大野郡 清見村                   | 大野郡 清見村                          | 大野郡 清見村                         | 大野郡 清見村           | 大野郡 清見村                | 大野郡 清見村                 | 大野郡 清見村                        | 大野郡 清見村                 | 大野郡 清見村    | 大野郡 清見村                       | 平成17年 2月1日 高山市 に編入 |        |
| 大野郡 夏厩村     | 明治8年 大野郡 上枝村    | 大野郡 清見村                        | 大野郡 清見村   | 大野郡 清見村              | 大野郡 清見村                    | 大野郡 清見村                   | 大野郡 清見村                          | 大野郡 清見村                         | 大野郡 清見村           | 大野郡 清見村                | 大野郡 清見村                 | 大野郡 清見村                        | 大野郡 清見村                 | 大野郡 清見村    | 大野郡 清見村                       | 平成17年 2月1日 高山市 に編入 |        |
| 大野郡 上小鳥村   | 明治8年 大野郡 上枝村    | 大野郡 清見村                        | 大野郡 清見村   | 大野郡 清見村              | 大野郡 清見村                    | 大野郡 清見村                   | 大野郡 清見村                          | 大野郡 清見村                         | 大野郡 清見村           | 大野郡 清見村                | 大野郡 清見村                 | 大野郡 清見村                        | 大野郡 清見村                 | 大野郡 清見村    | 大野郡 清見村                       | 平成17年 2月1日 高山市 に編入 |        |
| 大野郡 下林村     | 明治8年 大野郡 上枝村    | 大野郡 上枝村                        | 大野郡 上枝村   | 大野郡 上枝村              | 大野郡 上枝村                    | 大野郡 上枝村                   | 大野郡 上枝村                          | 大野郡 上枝村                         | 大野郡 上枝村           | 昭和18年 4月1日 高山市に編入 | 高山市                        | 高山市                               | 高山市                        | 高山市           | 高山市                              | 高山市                        |        |
| 大野郡 山田村     | 明治8年 大野郡 上枝村    | 大野郡 上枝村                        | 大野郡 上枝村   | 大野郡 上枝村              | 大野郡 上枝村                    | 大野郡 上枝村                   | 大野郡 上枝村                          | 大野郡 上枝村                         | 大野郡 上枝村           | 昭和18年 4月1日 高山市に編入 | 高山市                        | 高山市                               | 高山市                        | 高山市           | 高山市                              | 高山市                        |        |
| 大野郡 新宮村     | 明治8年 大野郡 上枝村    | 大野郡 上枝村                        | 大野郡 上枝村   | 大野郡 上枝村              | 大野郡 上枝村                    | 大野郡 上枝村                   | 大野郡 上枝村                          | 大野郡 上枝村                         | 大野郡 上枝村           | 昭和18年 4月1日 高山市に編入 | 高山市                        | 高山市                               | 高山市                        | 高山市           | 高山市                              | 高山市                        |        |
| 大野郡 下之切村   | 明治8年 大野郡 上枝村    | 大野郡 上枝村                        | 大野郡 上枝村   | 大野郡 上枝村              | 大野郡 上枝村                    | 大野郡 上枝村                   | 大野郡 上枝村                          | 大野郡 上枝村                         | 大野郡 上枝村           | 昭和18年 4月1日 高山市に編入 | 高山市                        | 高山市                               | 高山市                        | 高山市           | 高山市                              | 高山市                        |        |
| 大野郡 八日町村   | 明治8年 大野郡 上枝村    | 大野郡 上枝村                        | 大野郡 上枝村   | 大野郡 上枝村              | 大野郡 上枝村                    | 大野郡 上枝村                   | 大野郡 上枝村                          | 大野郡 上枝村                         | 大野郡 上枝村           | 昭和18年 4月1日 高山市に編入 | 高山市                        | 高山市                               | 高山市                        | 高山市           | 高山市                              | 高山市                        |        |
| 大野郡 前原村     | 明治8年 大野郡 上枝村    | 大野郡 上枝村                        | 大野郡 上枝村   | 大野郡 上枝村              | 大野郡 上枝村                    | 大野郡 上枝村                   | 大野郡 上枝村                          | 大野郡 上枝村                         | 大野郡 上枝村           | 昭和18年 4月1日 高山市に編入 | 高山市                        | 高山市                               | 高山市                        | 高山市           | 高山市                              | 高山市                        |        |
| 大野郡 赤保木村   | 明治8年 大野郡 上枝村    | 大野郡 上枝村                        | 大野郡 上枝村   | 大野郡 上枝村              | 大野郡 上枝村                    | 大野郡 上枝村                   | 大野郡 上枝村                          | 大野郡 上枝村                         | 大野郡 上枝村           | 昭和18年 4月1日 高山市に編入 | 高山市                        | 高山市                               | 高山市                        | 高山市           | 高山市                              | 高山市                        |        |
| 大野郡 下切村     | 明治8年 大野郡 上枝村    | 大野郡 上枝村                        | 大野郡 上枝村   | 大野郡 上枝村              | 大野郡 上枝村                    | 大野郡 上枝村                   | 大野郡 上枝村                          | 大野郡 上枝村                         | 大野郡 上枝村           | 昭和18年 4月1日 高山市に編入 | 高山市                        | 高山市                               | 高山市                        | 高山市           | 高山市                              | 高山市                        |        |
| 大野郡 中切村     | 明治8年 大野郡 上枝村    | 大野郡 上枝村                        | 大野郡 上枝村   | 大野郡 上枝村              | 大野郡 上枝村                    | 大野郡 上枝村                   | 大野郡 上枝村                          | 大野郡 上枝村                         | 大野郡 上枝村           | 昭和18年 4月1日 高山市に編入 | 高山市                        | 高山市                               | 高山市                        | 高山市           | 高山市                              | 高山市                        |        |
| 大野郡 上切村     | 明治8年 大野郡 上枝村    | 大野郡 上枝村                        | 大野郡 上枝村   | 大野郡 上枝村              | 大野郡 上枝村                    | 大野郡 上枝村                   | 大野郡 上枝村                          | 大野郡 上枝村                         | 大野郡 上枝村           | 昭和18年 4月1日 高山市に編入 | 高山市                        | 高山市                               | 高山市                        | 高山市           | 高山市                              | 高山市                        |        |

## 行政

### 市長
- 市長：田中明（2022年9月4日就任、1期目）

歴代市長
- 初代：直井佐兵衛（1936年2月 - 1938年6月、官選）
- 2代：森彦兵衛 (1938年8月29日 - 1945年3月、官選）
- 3代：土川修三 (1945年4月 - 1946年12月、官選）
- 4代：日下部禮一 (1947年4月5日 - 1959年4月)
- 5代：岩本晋一郎 (1959年5月 - 1967年4月)
- 6代：元仲辰郎 (1967年5月1日 - 1975年4月)
- 7代：平田吉郎 (1975年4月27日 - 1991年4月26日)
- 8代：日下部尚 (1991年4月27日 - 1994年8月)
- 9代：土野守 (1994年9月4日 - 2010年9月3日)
- 10代：國島芳明 (2010年9月4日 - 2022年9月3日)
- 11代：田中明 (2022年9月4日 - 現職)

### 指定管理者制度
全国で初めて上水道事業に指定管理者制度を適用した。また、市営住宅に対しても指定管理者制度を適用した。

### 役所
市役所
- 高山市役所本庁舎

支所
- 丹生川支所
- 清見支所
- 荘川支所
- 一之宮支所
- 久々野支所
- 朝日支所
- 高根支所
- 国府支所
- 上宝支所

## 議会

### 市議会
- 定数：24人
- 任期：2023年（令和5年）5月1日 - 2027年（令和9年）4月30日[17]
- 議長：伊東寿充
- 副議長：沼津光夫

| 会派名                 | 議席数 |
| ---------------------- | ------ |
| 新政たかやま           | 11     |
| 創政クラブ             | 2      |
| 未来                   | 2      |
| 高山市議会公明党       | 2      |
| 日本共産党高山市議団   | 2      |
| みんなで未来をつくる会 | 2      |
| 無会派                 | 2      |

### 県議会
- 選挙区：高山市選挙区
- 定数：2人
- 任期：2023（令和5年）4月30日 - 2027年（令和9年）4月29日

| 氏名     | 会派名         |
| -------- | -------------- |
| 高殿尚   | 県政自民クラブ |
| 川上哲也 | 無所属         |

### 衆議院
- 選挙区：岐阜4区（高山市、美濃加茂市、可児市、飛騨市、郡上市、下呂市、加茂郡、可児郡、大野郡）
- 任期：2024年10月28日 - 2028年10月26日
- 投票日：2024年10月27日
- 当日有権者数：320,078人
- 投票率：63.91％

| 当落 | 候補者名 | 年齢 | 所属党派   | 新旧別 | 得票数    | 得票率 | 重複 |
| ---- | -------- | ---- | ---------- | ------ | --------- | ------ | ---- |
| 当   | 今井雅人 | 62   | 立憲民主党 | 元     | 114,032票 | 57.26% | ○    |
|      | 金子俊平 | 46   | 自由民主党 | 前     | 85,129票  | 42.74% | ○    |

## 出先機関・施設

### 国家機関

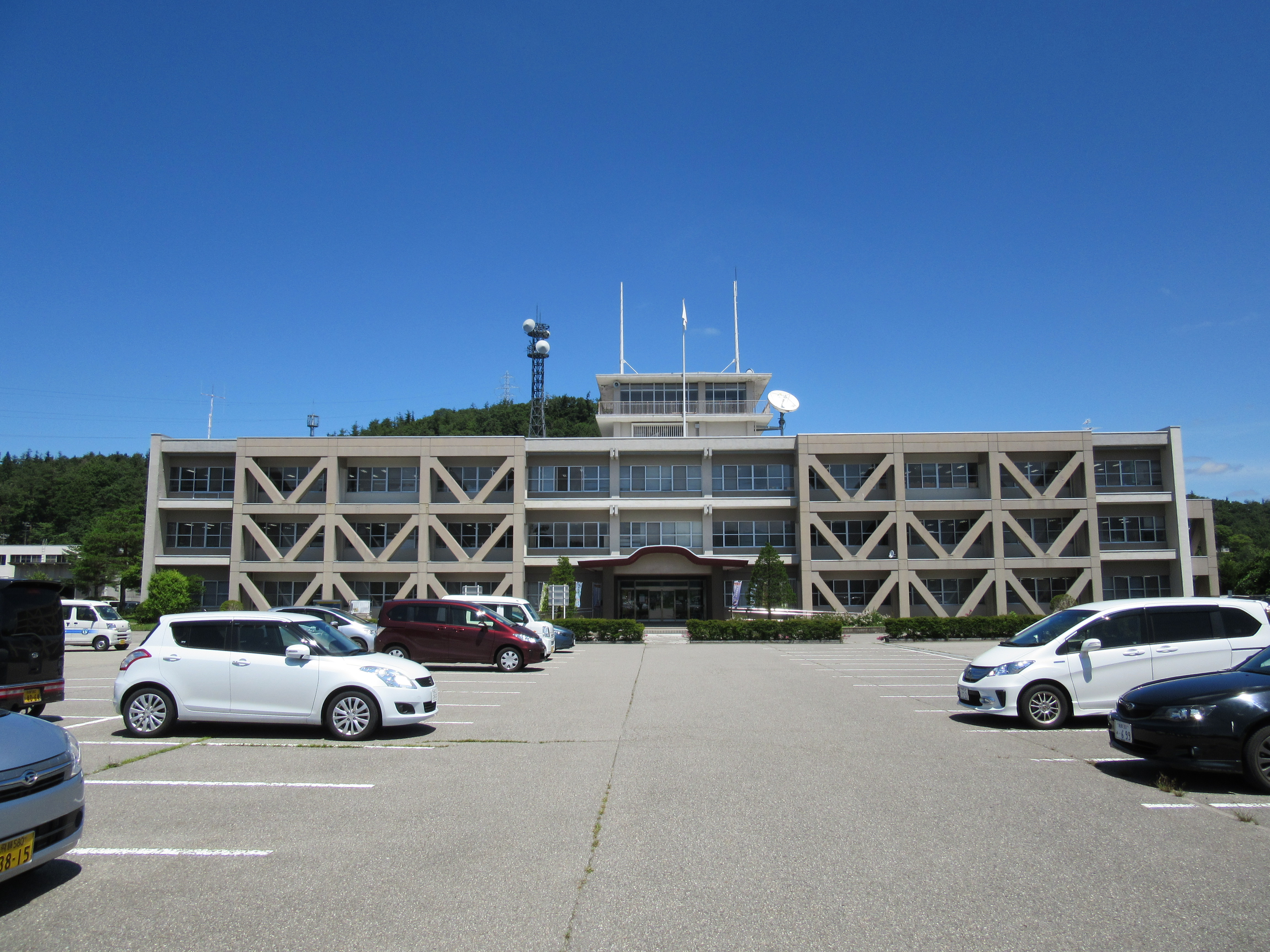
岐阜県飛騨総合庁舎

一部の機関は高山合同庁舎内にある。

#### 法務省
- 岐阜地方法務局高山支局
- 岐阜刑務所高山拘置支所

検察庁
- 岐阜地方検察庁高山支部
  - 高山区検察庁

#### 防衛省
自衛隊
- 自衛隊岐阜地方協力本部高山出張所

#### 財務省
国税庁
- 名古屋国税局高山税務署

#### 国土交通省
- 中部地方整備局高山国道事務所
  - 宮峠除雪センター
- 中部運輸局岐阜運輸支局飛騨自動車検査登録事務所

気象庁
- 岐阜地方気象台高山特別地域気象観測所

#### 厚生労働省
- 岐阜労働局高山労働基準監督署
- 岐阜労働局高山公共職業安定所（ハローワーク高山）
- 日本年金機構高山年金事務所

#### 農林水産省
林野庁
- 中部森林管理局飛騨森林管理署
  - 宮森林事務所
  - 三日町森林事務所
  - 甲森林事務所
  - 上ヶ洞森林事務所
  - 荘川森林事務所
  - 町方森林事務所
  - 本郷森林事務所

#### 環境省
- 中部地方環境事務所信越自然環境事務所
  - 平湯管理官事務所

#### 裁判所
- 岐阜地方裁判所高山支部
- 岐阜家庭裁判所高山支部
- 高山簡易裁判所

### 県政機関
- 岐阜県飛騨総合庁舎
- 飛騨・世界生活文化センター
- 岐阜県立木工芸術スクール
- 岐阜県畜産研究所
- 岐阜県生活技術研究所
- 岐阜県飛騨食肉衛生検査所
- 中部山岳国立公園奥飛騨ビジターセンター

### 施設

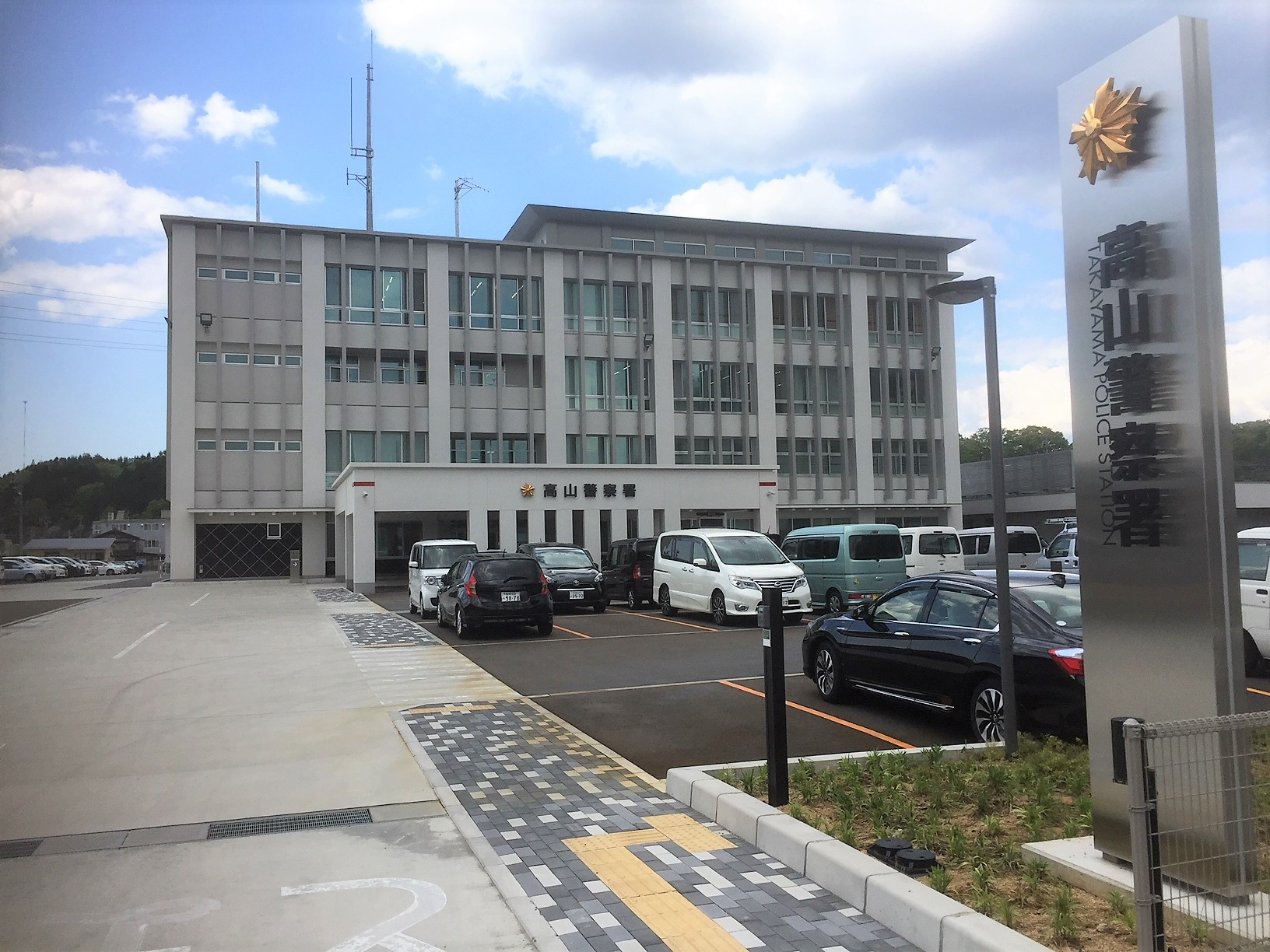
高山警察署

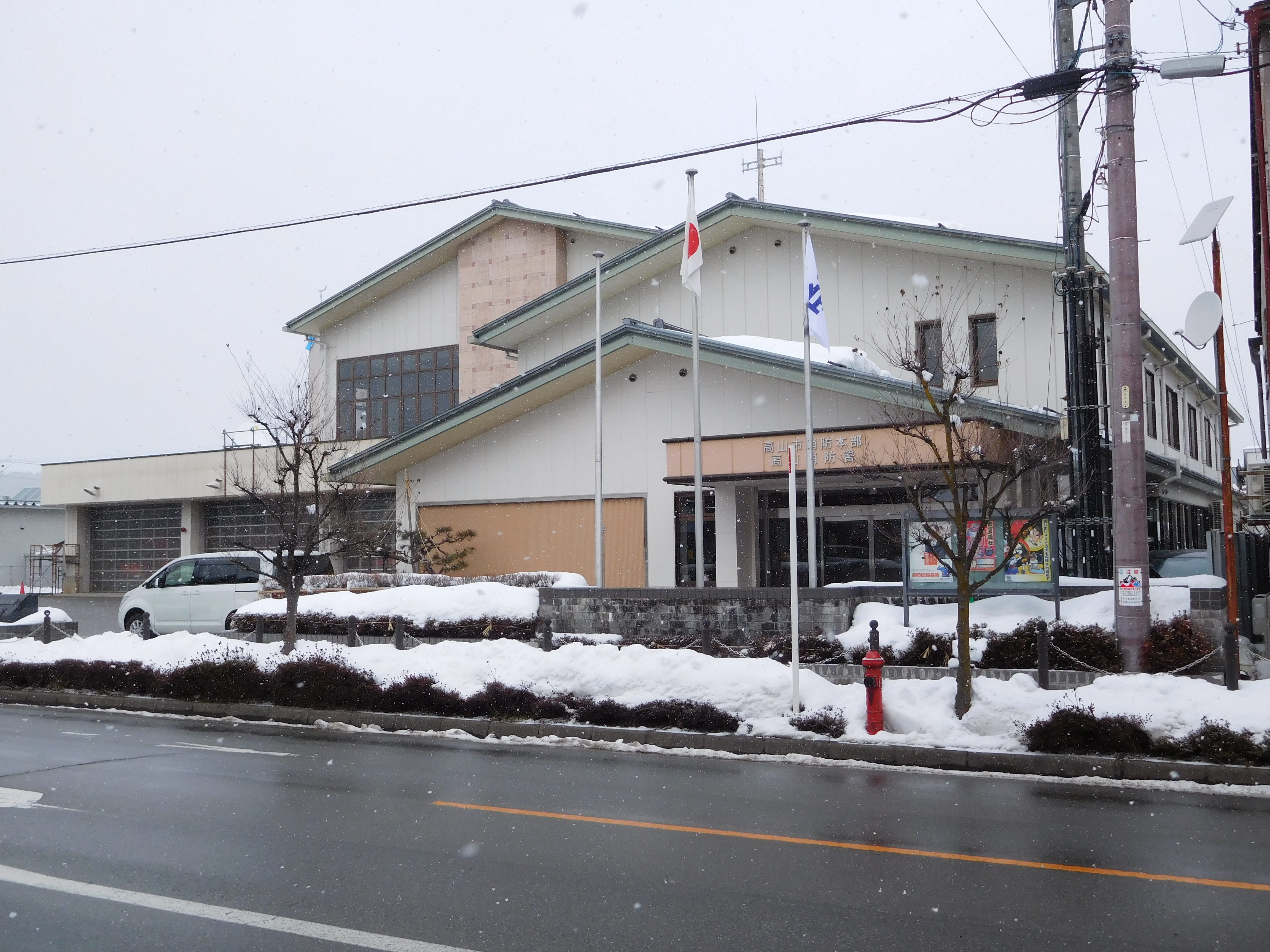
高山市消防本部

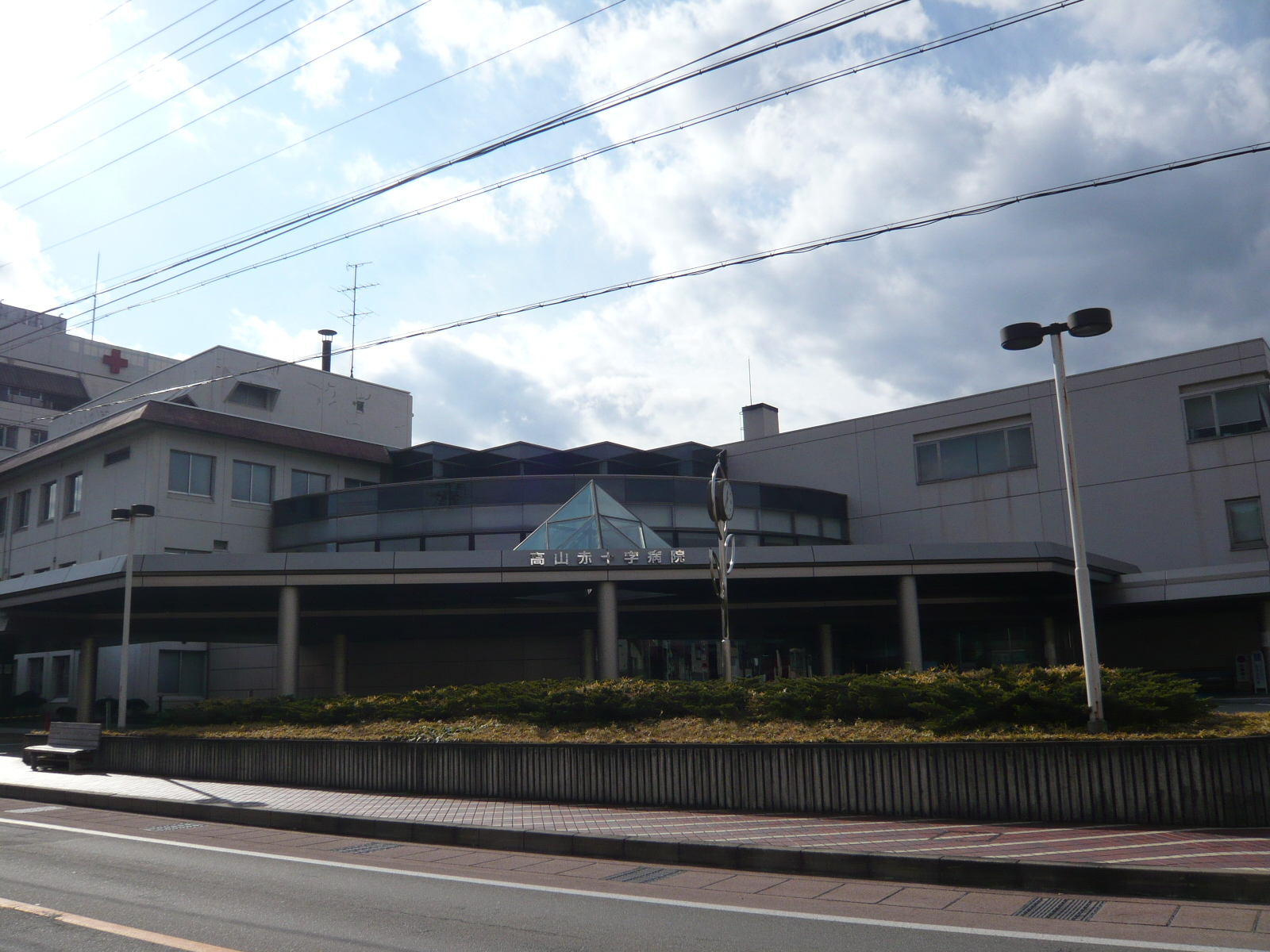
高山赤十字病院

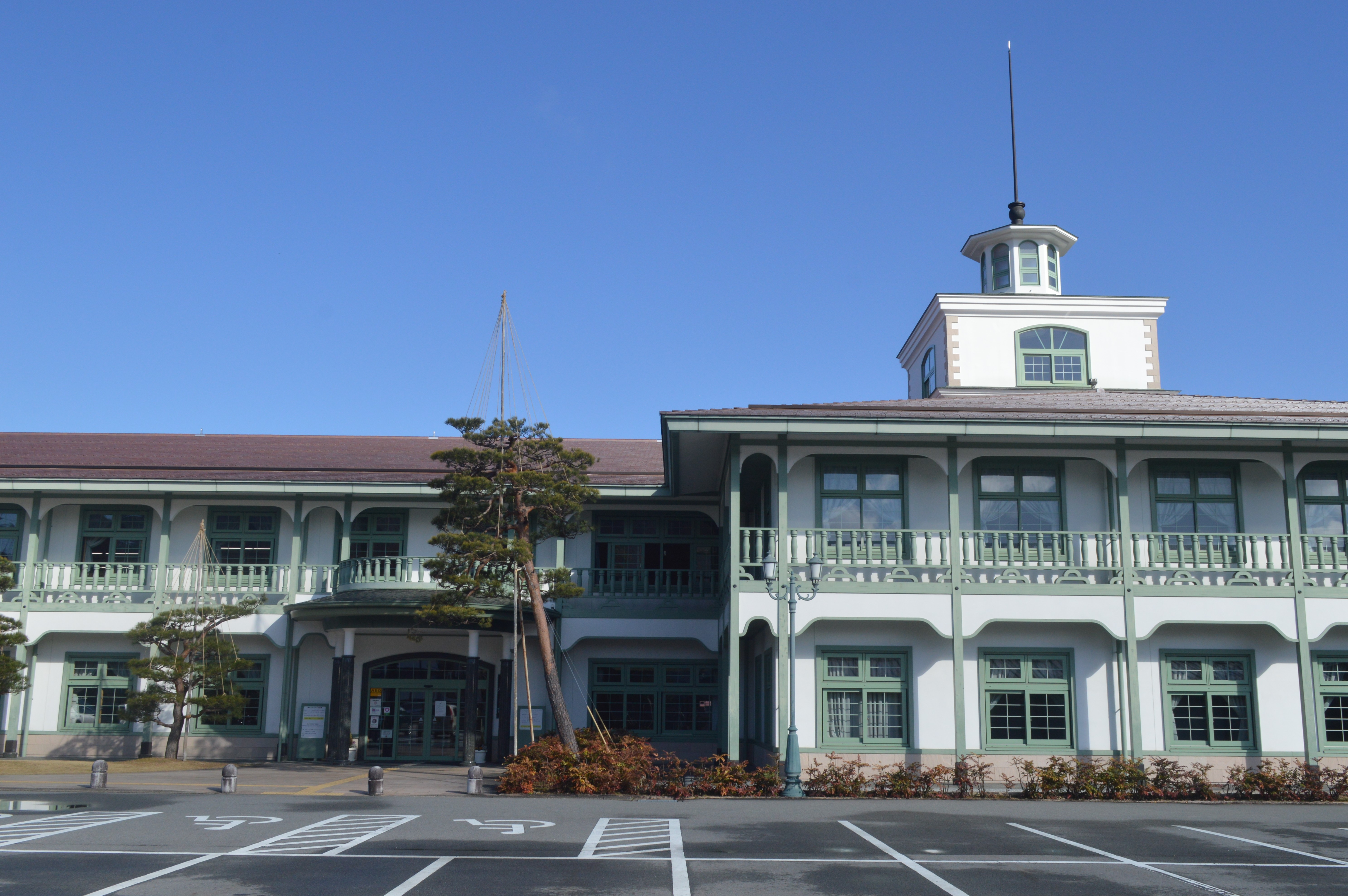
高山市図書館「煥章館」

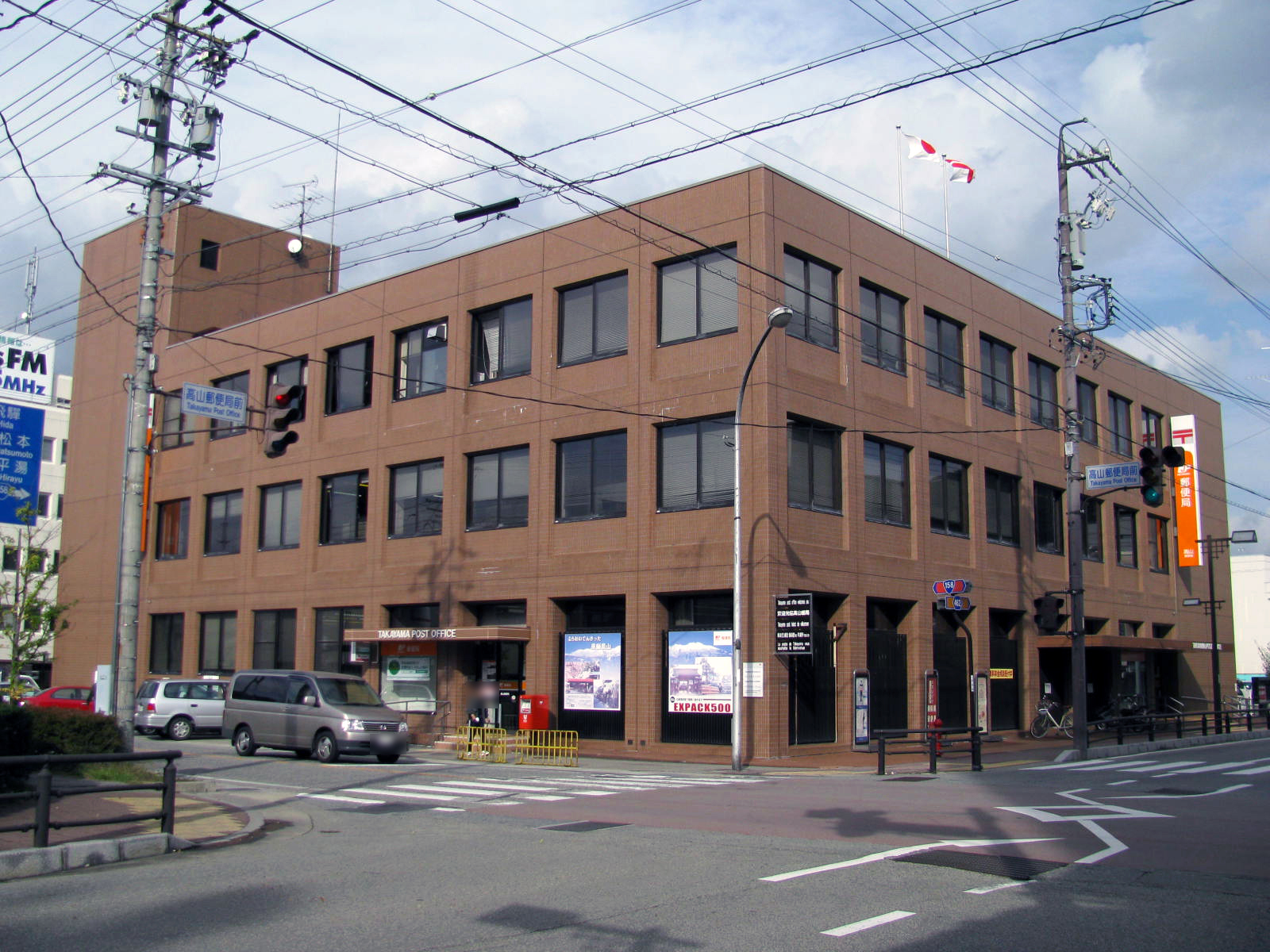
高山郵便局

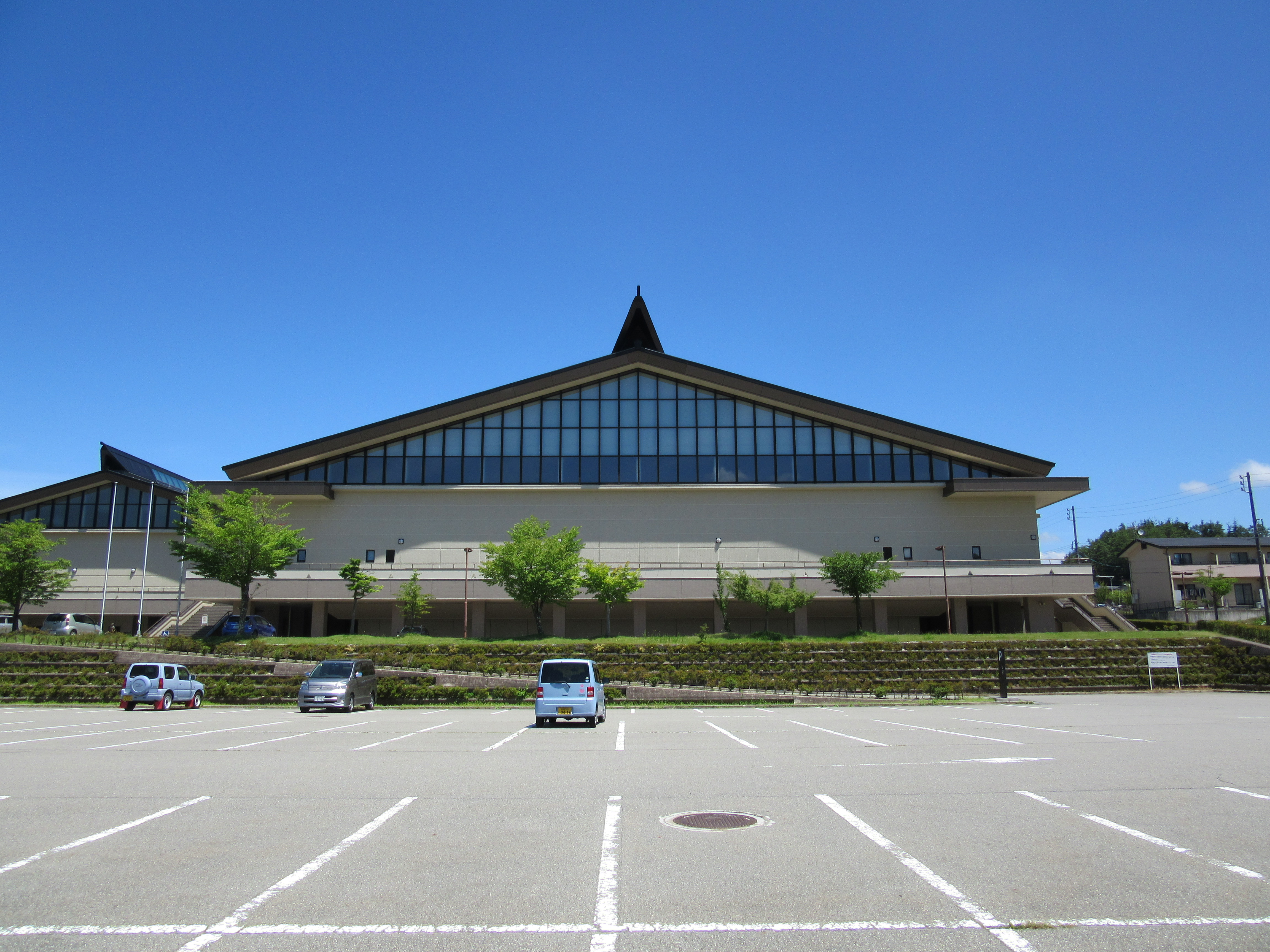
飛騨高山ビッグアリーナ

#### 警察
警察署
- 岐阜県高山警察署

交番
- 駅前交番（高山市昭和町）
- 石浦交番（高山市石浦町）
- 安川交番（高山市片原町）
- 久々野交番（高山市久々野町無数河）
- 奥飛騨交番（高山市奥飛騨温泉郷田頃家）

警察官駐在所
- 上枝警察官駐在所（高山市下切町）
- 緑ケ丘警察官駐在所（高山市山田町）
- 大八賀警察官駐在所（高山市松之木町）
- 丹生川警察官駐在所（高山市丹生川町坊方）
- 朝日警察官駐在所（高山市朝日町万石）
- 清見警察官駐在所（高山市清見町三日町）
- 荘川警察官駐在所（高山市荘川町新渕）
- 高根警察官駐在所（高山市高根町上ケ洞）
- 上宝警察官駐在所（高山市上宝町本郷）
- 宮警察官駐在所（高山市一之宮町）
- 国府警察官駐在所（高山市国府町広瀬町）

#### 消防
本部
- 高山市消防本部

消防署
- 高山消防署

分署
- 大野分署（高山市久々野町久々野）
- 国府分署（高山市国府町木曽垣内）
- 上宝分署（高山市奥飛騨温泉郷田頃家）

出張所
- 丹生川出張所（高山市丹生川町坊方）
- 清見出張所（高山市清見町牧ヶ洞）
- 荘川出張所（高山市荘川町新渕）

消防団
- 高山市消防団

#### 医療・福祉
主な病院
- 久美愛厚生病院
- 高山赤十字病院
- 高山厚生病院
- 須田病院

#### 郵便局
主な郵便局
- 高山郵便局

#### 図書館
- 高山市図書館 煥章館（高山）

#### 公文書館
- 高山市公文書館（清見）

#### 文化施設
集会施設
- 高山市民文化会館（高山）
- こくふ交流センター（国府）
- 高山市久々野多目的センター（久々野）
- 高山市丹生川文化ホール（丹生川）

交流施設
- 高山マウントエース (新日本プロレスなどプロレス団体・ボクシングや各催し会場として使用されている)
- 飛騨・世界生活文化センター - イベント会場、多目的ホール

#### 運動施設
- 飛騨高山ビッグアリーナ（高山）
- 中山公園（高山）
  - 高山市中山公園野球場
  - 高山市中山公園陸上競技場
- 奥飛騨トレーニングセンタープール（上宝）
- 飛騨高山スキー場（高山）
- 荘川高原スキー場（荘川）
- ひだ舟山スノーリゾートアルコピア（久々野） - 2023年3月12日廃止[18]
- チャオ御岳スノーリゾート（高根）- 閉鎖中
- モンデウス飛騨位山スノーパーク（宮）
- 平湯温泉スキー場（上宝）
- 朴の木平スキー場（丹生川）
- 飛騨御嶽高原高地トレーニングエリア（高根・朝日）

#### その他
- 高山市公設地方卸売市場

## 対外関係

### 姉妹都市・提携都市

#### 国内
姉妹都市
| 都市   | 都道府県 | 地方     | 年月日                    |
| ------ | -------- | -------- | ------------------------- |
| 松本市 | 長野県   | 中部地方 | 1971年（昭和46年）11月1日 |

提携都市
| 都市   | 都道府県 | 地方     | 年月日                                                                    |
| ------ | -------- | -------- | ------------------------------------------------------------------------- |
| 平塚市 | 神奈川県 | 関東地方 | 1982年（昭和57年）10月22日                                                |
| 越前市 | 福井県   | 中部地方 | 1982年（昭和57年）10月22日 - 旧武生市と友好都市提携                       |
| 上山市 | 山形県   | 東北地方 | 1988年（昭和63年）10月13日                                                |
| 鳥取市 | 鳥取県   | 中国地方 | 1993年（平成5年）- 旧国府町 (岐阜県)と旧国府町 (鳥取県)が友好交流都市提携 |
| 金沢市 | 石川県   | 中部地方 | 2008年（平成20年）3月3日 - 観光交流都市提携                               |

その他
- 飛騨の小京都として全国京都会議に過去に加盟していたが脱退した。しかし､観光都市として｢飛騨の小京都｣と称されている。

#### 海外
姉妹都市
| 都市       | 国             | 地域       | 年月日                    | 備考 |
| ---------- | -------------- | ---------- | ------------------------- | ---- |
| デンバー市 | アメリカ合衆国 | コロラド州 | 1960年（昭和35年）6月27日 |      |

デンバーとの交流は各団体にも拡がりを見せている。
近年では社団法人高山青年会議所（高山JC）が2004年にデンバー市のチェリークリーク青年会議所（チェリークリークJC）と姉妹締結を行い、2002年・2003年・2007年に高山JCメンバーがデンバー市へ訪問し、2005年にはチェリークリークJCメンバーが高山市を訪れるなど、姉妹都市間の青年会議所 (JC) 同士が活発に交流し、青年経済人としても経済的・観光的交流の実現に向け交流を進めている事例として注目されている。
提携都市
| 都市       | 国             | 地域                         | 年月日                    |
| ---------- | -------------- | ---------------------------- | ------------------------- |
| 麗江市     | 中華人民共和国 | 雲南省                       | 2002年（平成14年）3月21日 |
| シビウ市   | ルーマニア国   | シビウ県                     | 2009年（平成21年）10月9日 |
| 昆明市     | 中華人民共和国 | 雲南省                       | 2012年（平成24年）4月23日 |
| ウルバンバ | ペルー共和国   | クスコ県                     | 2013年（平成25年）8月25日 |
| コルマール | フランス共和国 | グランテスト地方 オー･ラン県 | 2014年（平成26年）11月7日 |

### 外国公館

#### 名誉領事館
- 在高山ペルー共和国名誉領事館（高山市上岡本町5-189） - 岐阜県を管轄

## 経済
家具生産が盛んである。また、伝統工芸品として一位一刀彫が知られる。

### 第一次産業

#### 農業
高原の気候を利用したトマト、ホウレンソウ、レタス、キャベツの栽培が行なわれている。

この地域の特産野菜としては、宿儺かぼちゃ、あきしまささげ、飛騨一本太ねぎ、飛騨紅かぶ、などがある。

#### 畜産
飛騨牛や飛騨フレッシュポークなど質の高い商品を生産。

### 第二次産業

#### 工業
市内に拠点を置く主な企業
- 飛騨産業
- 濃飛乗合自動車
- 和井田製作所
- 日進木工
- 日医工高山工場 富山県富山市に本社を置くジェネリック医薬品メーカー。かつては武田テバファーマ高山工場だった。

### 第三次産業

#### 商業
主な商業施設
- スーパーセンターシマヤ ラクール飛騨高山店 (国府)
- 国府リバーサイドショップタウン（国府）
- バロー ルビットタウン高山（高山）
- 清水屋 ピュア高山店（高山）
- 駿河屋魚一
- フレスポ 飛騨高山（高山）

### 拠点を置く企業
- 打江精機
- 飛騨農業協同組合
- 飛騨酪農農業協同組合
- 高山信用金庫
- 飛騨運輸
- 飛騨産業
- 濃飛乗合自動車
- 和井田製作所
- 日進木工
- 平和メディク
- 駿河屋魚一
- タイムリー（かつて高山市内に本社を構えていた、コンビニエンスストアを事業とする企業。2008年11月にデイリーヤマザキに事業譲渡し、店舗名もタイムリーから「デイリーヤマザキ」に変更された）

## 情報・生活

### マスメディア

#### 新聞社
- 『岐阜新聞』
- 『高山市民時報』週3回（月・水・金）発行。
- 『ひだニュース』（廃刊）

市内を宅配エリアとする新聞に全国紙の他、『中日新聞』『中日スポーツ』『岐阜新聞』がある。
情報誌
- 『ひだっちマガジン』地元情報に特化した観光客向け季刊フリーペーパー。
- 『さるぼぼ倶楽部』地元情報に特化した月刊フリーペーパー。
- 『月刊ブレス』地元情報に特化したフリーペーパー。
- 『情報誌リンク』地元情報に特化した月刊フリーペーパー。
- 『求人情報誌ベストワーク』地元情報に特化したフリーペーパー。月2回刊。
- 『高山うまいもんMAP』地元情報に特化した観光客向けの季刊フリーペーパー。
- 『ぶらり高山』観光客向け月刊フリーペーパー。

#### 放送局
- 飛騨高山ケーブルネットワーク 愛称「Hit net TV!」
- 飛騨高山テレ・エフエム 愛称「Hits FM」（高山親局の他、6ヶ所に中継局を設置している。）
- コミュファ光テレビ (一部地域)
- 岐阜新聞・岐阜放送 ひだ高山総局（後者は総局内に「高山スタジオ」を置いており、同スタジオにおける独自制作番組も放送している。）
- NHK岐阜放送局高山支局
- CBCテレビ 高山支局
- 名古屋テレビ放送 高山通信部（取材拠点のみ）

ラジオ
ラジオは、中京広域圏（愛知県名古屋市に本局があり、岐阜・愛知・三重の3県をエリアとする）4局（NHKラジオ第1放送、NHKラジオ第2放送、CBCラジオ（JRN系列）、東海ラジオ（NRN系列））と、岐阜県の県域放送の3局（NHK-FM、ぎふチャン岐阜放送ラジオ（独立放送局）、FM GIFU（JFN系列）が高山中継局を設置している。FM愛知（JFN系列）とZIP-FM（JFL系列）は愛知県域放送局のため、中継局を設置出来ず受信は困難であるが、この2局については岐阜県全域においてもradikoでの無料ライブ聴取が可能となった。
NHKラジオ第1放送は高山中継局の他に、FM波での補完局としてNHK奥飛騨温泉郷中継局を、NHK-FMは高山中継局の他に、NHK宮中継局も設置している。
テレビ
テレビは、中京広域圏（愛知県名古屋市に本局があり、岐阜・愛知・三重の3県をエリアとする）5局（NHK名古屋Eテレ、東海テレビ（フジテレビ系列）、中京テレビ（日本テレビ系列）、CBCテレビ（TBS系列）、メ〜テレ（名古屋テレビ・テレビ朝日系列））と、岐阜市に本局のある県域放送の2局（NHK岐阜総合テレビ、ぎふチャン岐阜放送テレビ（テレビ東京系列を主体とするJAITS加盟の独立放送局））が高山中継局を設置している。中継所がフォローするのは市街地周辺だけで、大半の地域ではCATV使用でないと受信困難。なお、テレビ愛知（テレビ東京系列。愛知県のみの県域放送局）は受信不可。
NHK・岐阜放送のみならず、他の一部の放送局でも支局や通信部を設置するほか、特派員を駐在させている。

### ライフライン

#### 電力
- 中部電力パワーグリッド

#### ガス
- 都市ガスはない。

#### 電信
- NTT西日本

市外局番は0576（高山MA）が使われるが、荘川地区（旧荘川村）では05769（荘川MA）が使われる。(フレッツ光は一部地域)
- 飛騨高山ケーブルネットワーク
- 中部テレコミュニケーション (コミュファ) (一部地域)

## 教育・研究機関

### 大学
国立

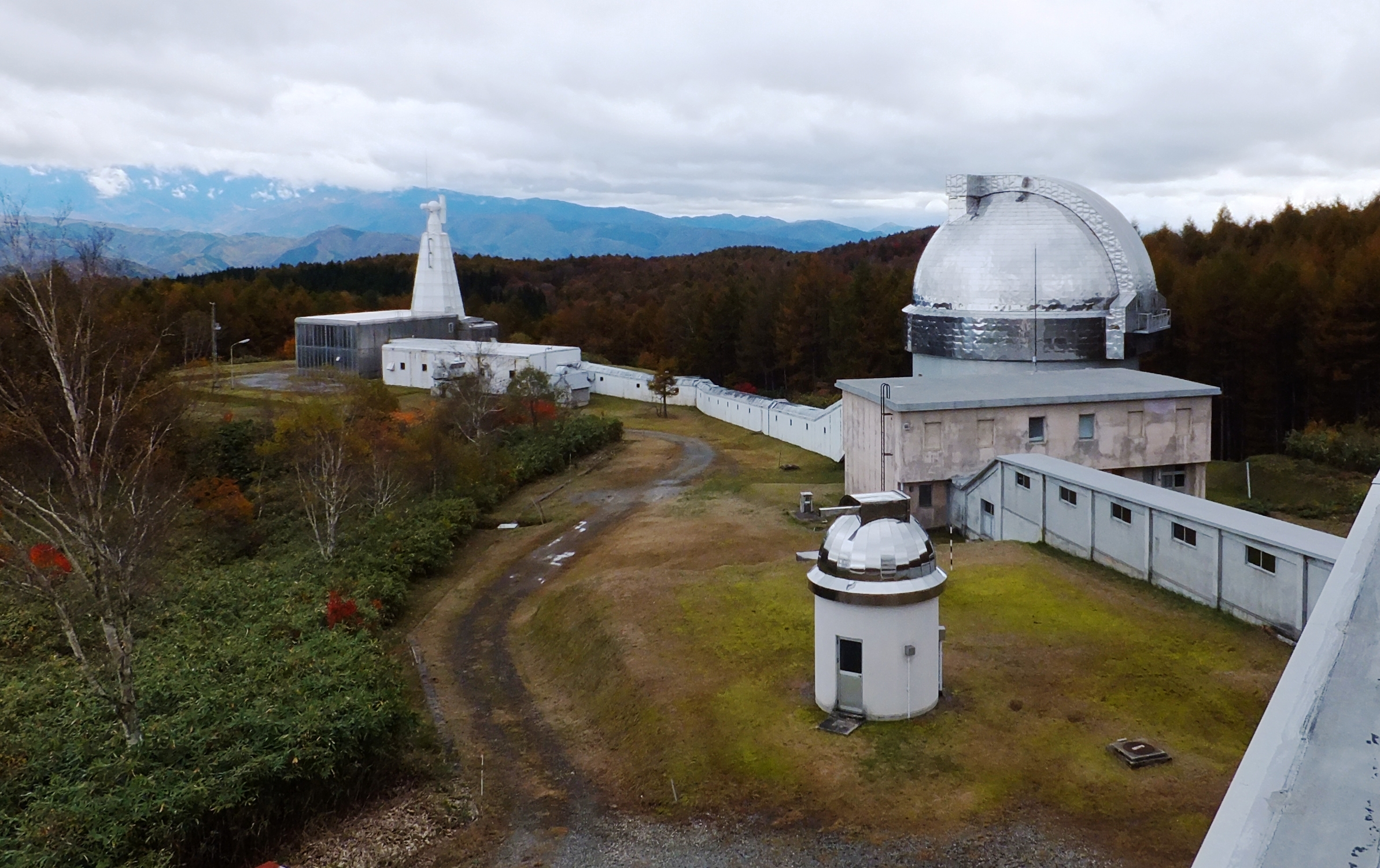
京都大学大学院理学研究科附属飛騨天文台

- 岐阜大学 流域圏科学研究センター 高山試験地
- 京都大学 飛騨天文台
- 名古屋大学 高山地震観測所

私立
- 中部大学 新穂高山荘

#### 短大
私立
- 高山自動車短期大学

### 高等学校
公立
- 岐阜県立斐太高等学校
- 岐阜県立飛騨高山高等学校
- 岐阜県立高山工業高等学校

私立
- 高山西高等学校（学校法人飛騨学園が運営）

### 義務教育学校
市立
- 荘川さくら学園

### 中学校
市立
- 日枝中学校
- 松倉中学校
- 中山中学校
- 東山中学校
- 清見中学校
- 宮中学校
- 久々野中学校
- 丹生川中学校
- 朝日中学校
- 国府中学校
- 北稜中学校

### 小学校
市立
- 東小学校
- 西小学校
- 南小学校
- 北小学校
- 山王小学校
- 江名子小学校
- 新宮小学校
- 岩滝小学校
- 花里小学校
- 丹生川小学校
- 清見小学校
- 宮小学校
- 三枝小学校
- 久々野小学校
- 朝日小学校
- 国府小学校
- 本郷小学校
- 栃尾小学校

### 特別支援学校
県立
- 岐阜県立飛騨特別支援学校
- 岐阜県立飛騨特別支援学校高山日赤分校

### フリースクール
- オルタナティブスクール ねこのひげ

### 自動車学校
指定自動車教習所
- 飛騨自動車学校
- 高山自動車学校

### その他
- 岐阜県立国際たくみアカデミー木工芸術スクール（岐阜県が運営する公共職業能力開発施設）
- Be School

## 交通

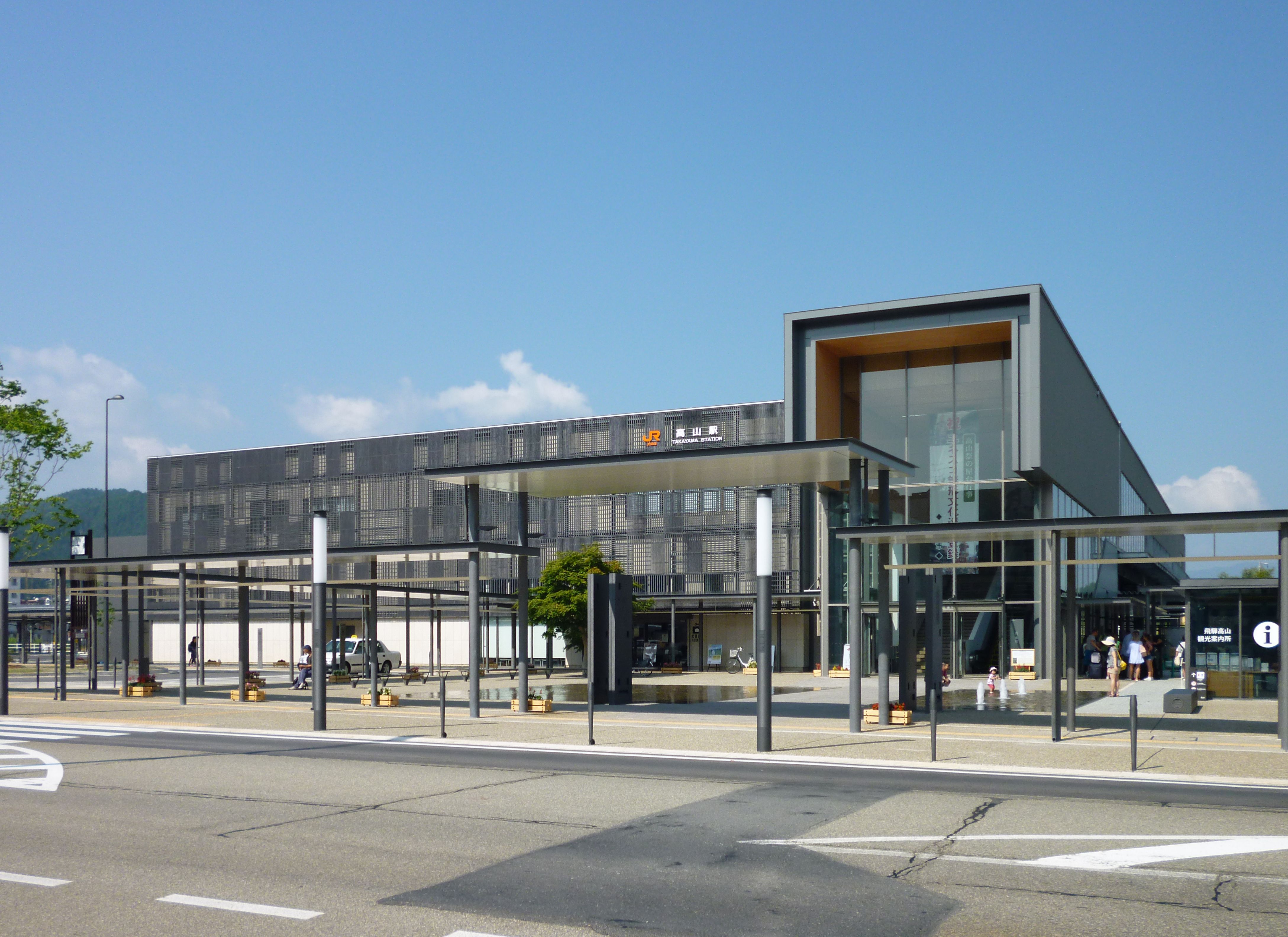
高山駅乗鞍口（東口）

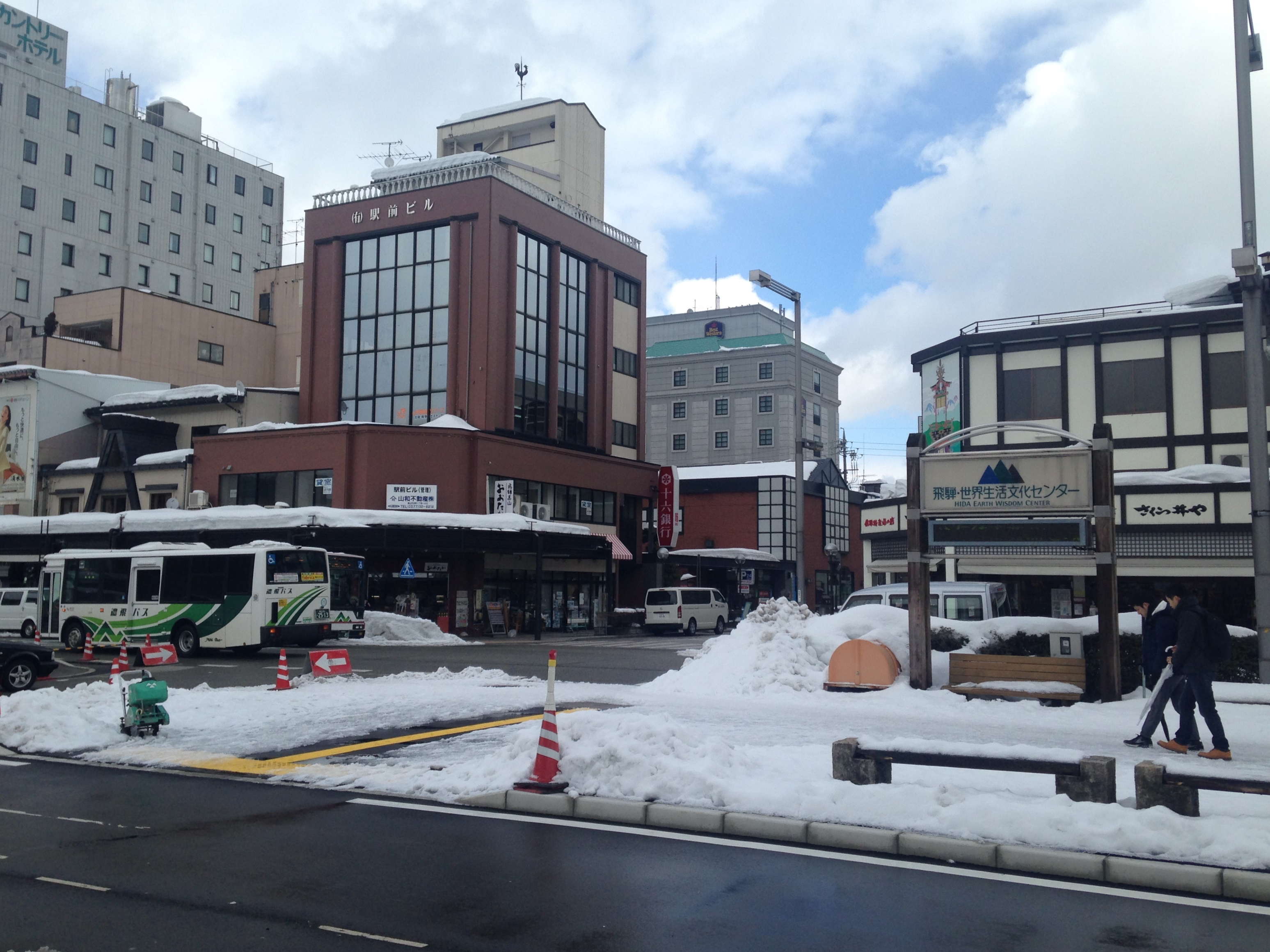
高山駅前・乗鞍口（東口）側

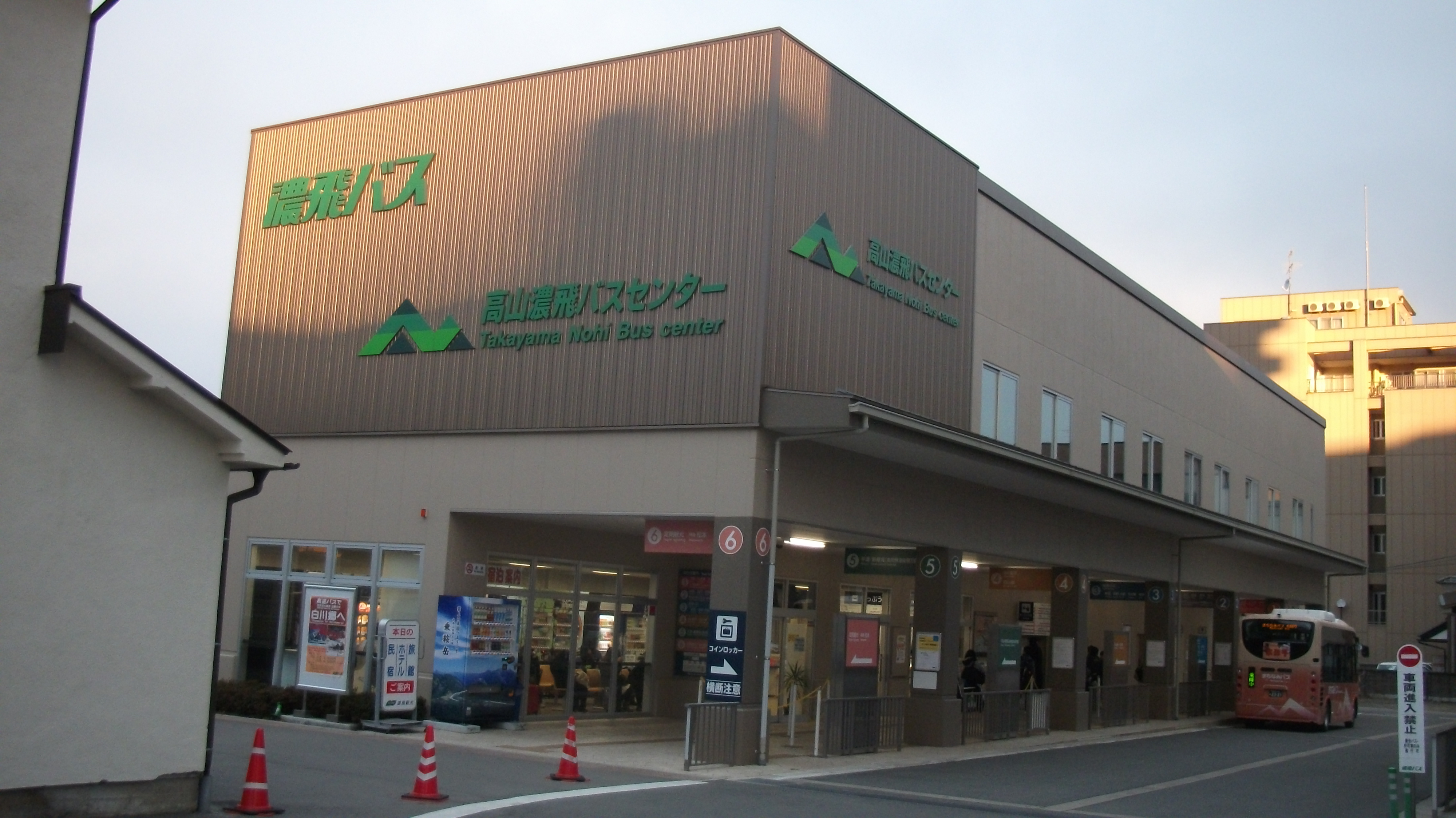
高山濃飛バスセンター

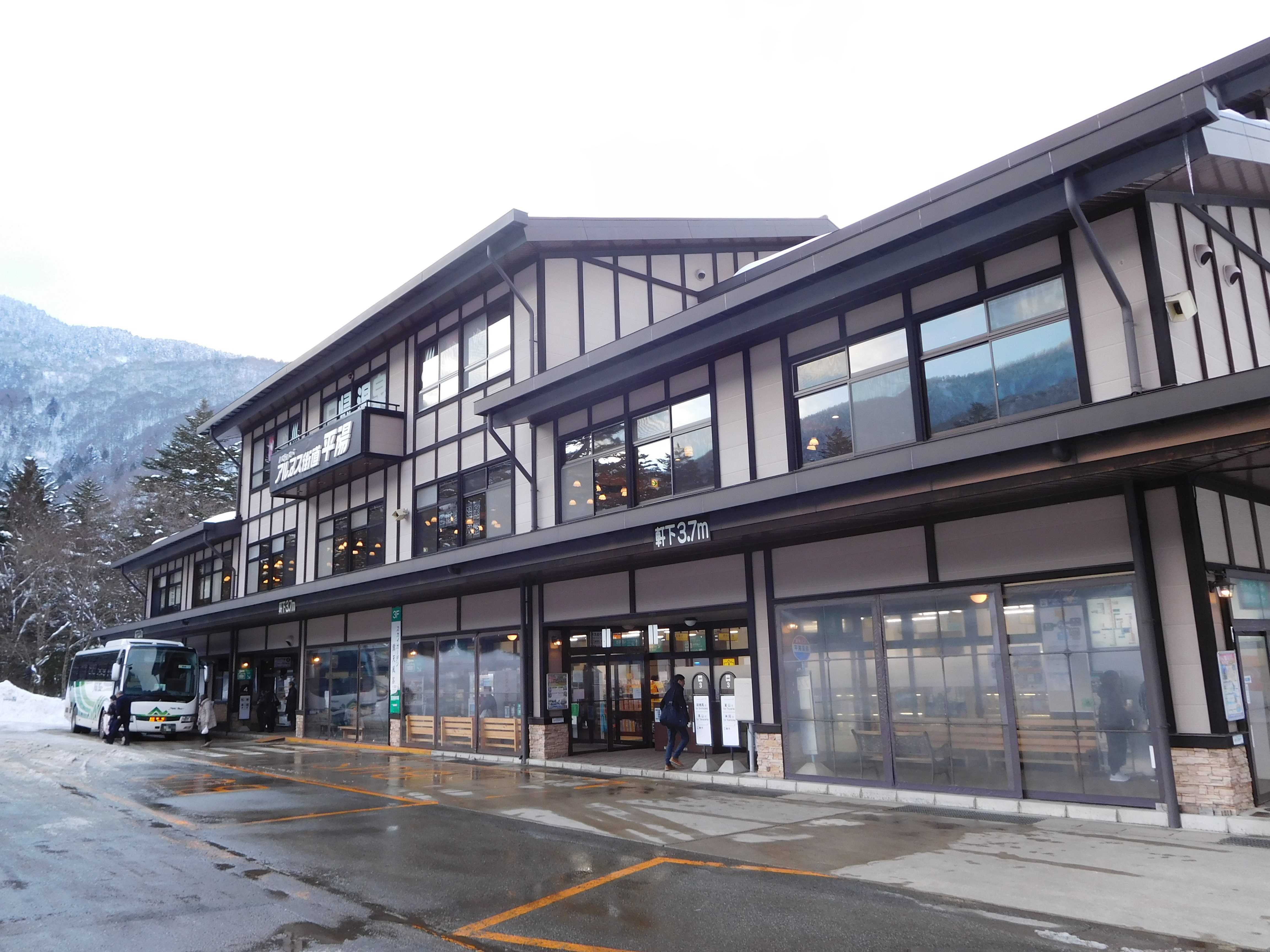
アルプス街道平湯バスターミナル

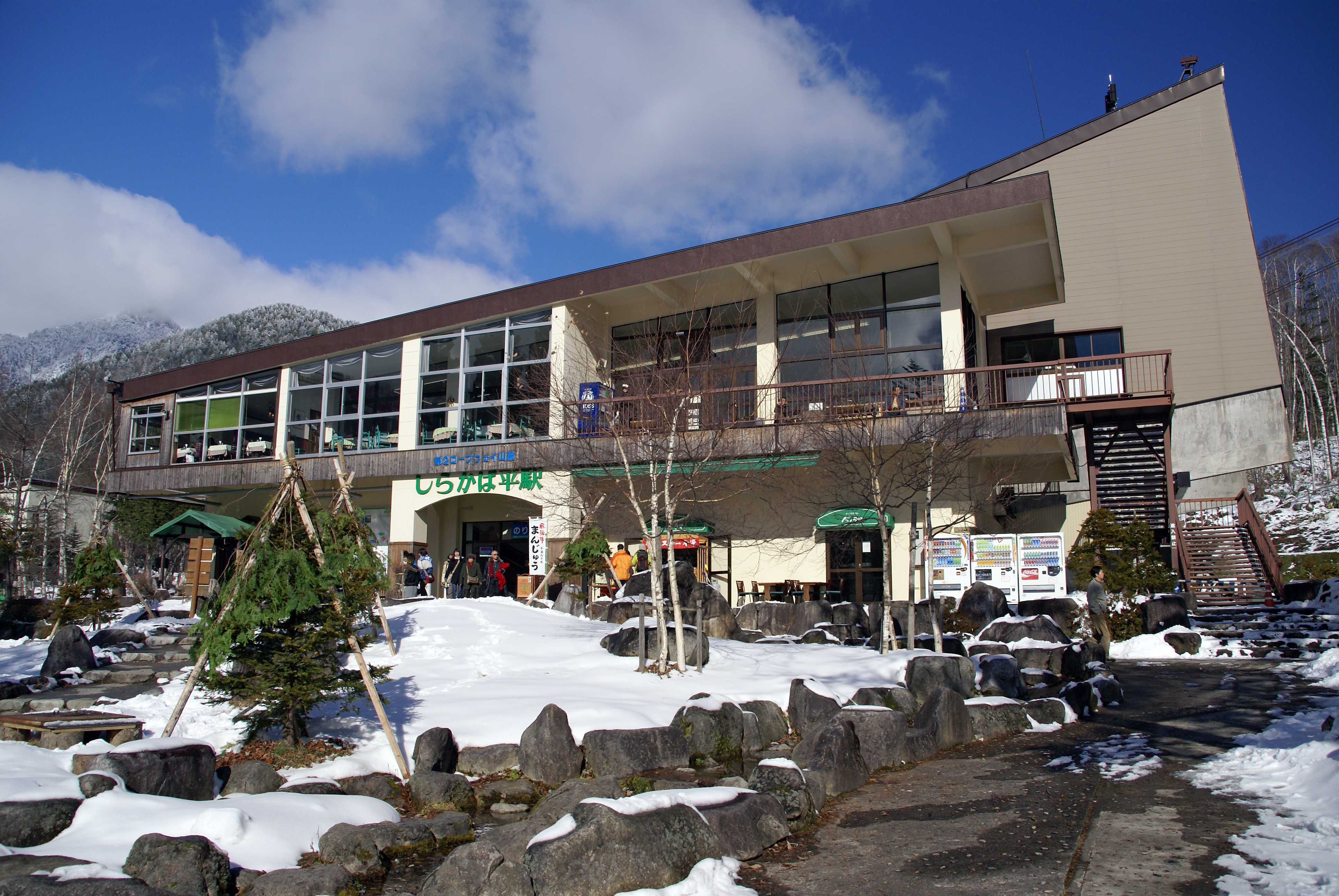
新穂高ロープウェイ

### 鉄道
鉄道は主に旧高山市域をほぼ南北に貫通する高山本線。
- 東京駅まで4時間48分（富山駅経由）、名古屋駅まで3時間6分、岐阜駅まで2時間43分。
- 市の中心となる駅：高山駅

#### 鉄道路線
東海旅客鉄道（JR東海）
- CG高山本線：渚駅 - 久々野駅 - 飛騨一ノ宮駅 - 高山駅 - 上枝駅 - 飛騨国府駅

### 索道
- 新穂高ロープウェイ
  - 第1ロープウェイ：新穂高温泉駅 - 鍋平高原駅
  - 第2ロープウェイ：しらかば平駅 - 西穂高口駅

### バス

#### 路線バス
濃飛バス
- 高山濃飛バスセンター（高山駅前）

新宿、名古屋、富士急ハイランド・河口湖、岐阜、京都・大阪、金沢、富山、白川郷、平湯温泉・新穂高ロープウェイ、松本、扇沢、下呂、飛騨古川、神岡、荘川、秋神温泉などへ路線バス・高速バスが運行されている。
- 平湯バスターミナル

高山、新宿、松本、奥飛騨温泉郷、富山、富士急ハイランド・河口湖などへ路線バス・高速バスが、季節運行で上高地、乗鞍岳、名古屋などへ路線バス・高速バスが運行されている。
アルピコ交通
- 標高２７１６ｍ停留所、乗鞍山頂（畳平）。

### 道路

#### 高速道路
凡例 : IC＝インターチェンジ、PA＝パーキングエリア、JCT＝ジャンクション
中日本高速道路（NEXCO中日本）
- 東海北陸自動車道：（郡上市） - 荘川IC - 松ノ木峠PA - 飛騨清見IC・JCT - （飛騨市）

概ね市の西部を南北に貫通するが、飛騨清見IC付近は東側に迂回している。
- 中部縦貫自動車道：（長野県松本市） - 平湯IC - （丹生川IC※） - 高山IC - 高山西IC - 飛騨清見IC・JCT
- 高山下呂連絡道路（計画）
- 富山高山連絡道路（計画）

#### 国道
- 国道41号
  - 高山国府バイパス
- 国道156号
- 国道158号
- 国道257号
- 国道361号
- 国道471号
- 国道472号
  - 飛騨美濃道路（2011年（平成23年）4月1日より無料化）

#### 県道
主要地方道
- 岐阜県道5号乗鞍公園線
  - 乗鞍スカイライン
- 岐阜県道39号奈川野麦高根線
- 岐阜県道73号高山清見線
- 岐阜県道74号高山停車場線
- 岐阜県道76号国府見座線
- 岐阜県道87号久々野朝日線
- 岐阜県道89号高山上宝線
- 岐阜県道90号古川清見線
- 岐阜県道98号宮萩原線

一般県道
- 岐阜県道435号御岳山朝日線
- 岐阜県道452号惣則高鷲線
- 岐阜県道453号宮清見線
- 岐阜県道455号段久々野線
- 岐阜県道458号町方高山線
- 岐阜県道459号白井北方線
- 岐阜県道460号石浦陣屋下切線
- 岐阜県道462号岩井高山停車場線
- 岐阜県道463号朝日高根線
- 岐阜県道471号谷高山線
- 岐阜県道473号鼠餅古川線
- 岐阜県道475号槍ヶ岳公園線
- 岐阜県道476号古川国府線
- 岐阜県道477号長倉神岡線
- 岐阜県道478号清見河合線
- 岐阜県道479号古川宇津江四十八滝国府線
- 岐阜県道482号新田飛騨国府停車場線
- 岐阜県道485号平湯久手線

#### 市内の道路通称名
- 八軒町通り
- 広小路通り
- さんまち通り
- 駅前中央通り
- 本町通り
- 国分町通り
- 安川通り
- 一番街
- 二番街
- 花里通り
- 朝日町本通り
- やよい通り
- 花の木通り

### 道の駅
8箇所に設置されており、一つの基礎自治体の道の駅数は千葉県南房総市と同じく全国第1位。
- 道の駅ななもり清見
- 道の駅パスカル清見
- 道の駅ひだ朝日村
- 道の駅桜の郷 荘川
- 道の駅モンデウス飛騨位山
- 道の駅飛騨たかね工房
- 道の駅奥飛騨温泉郷上宝
- 道の駅飛騨街道なぎさ

## 観光

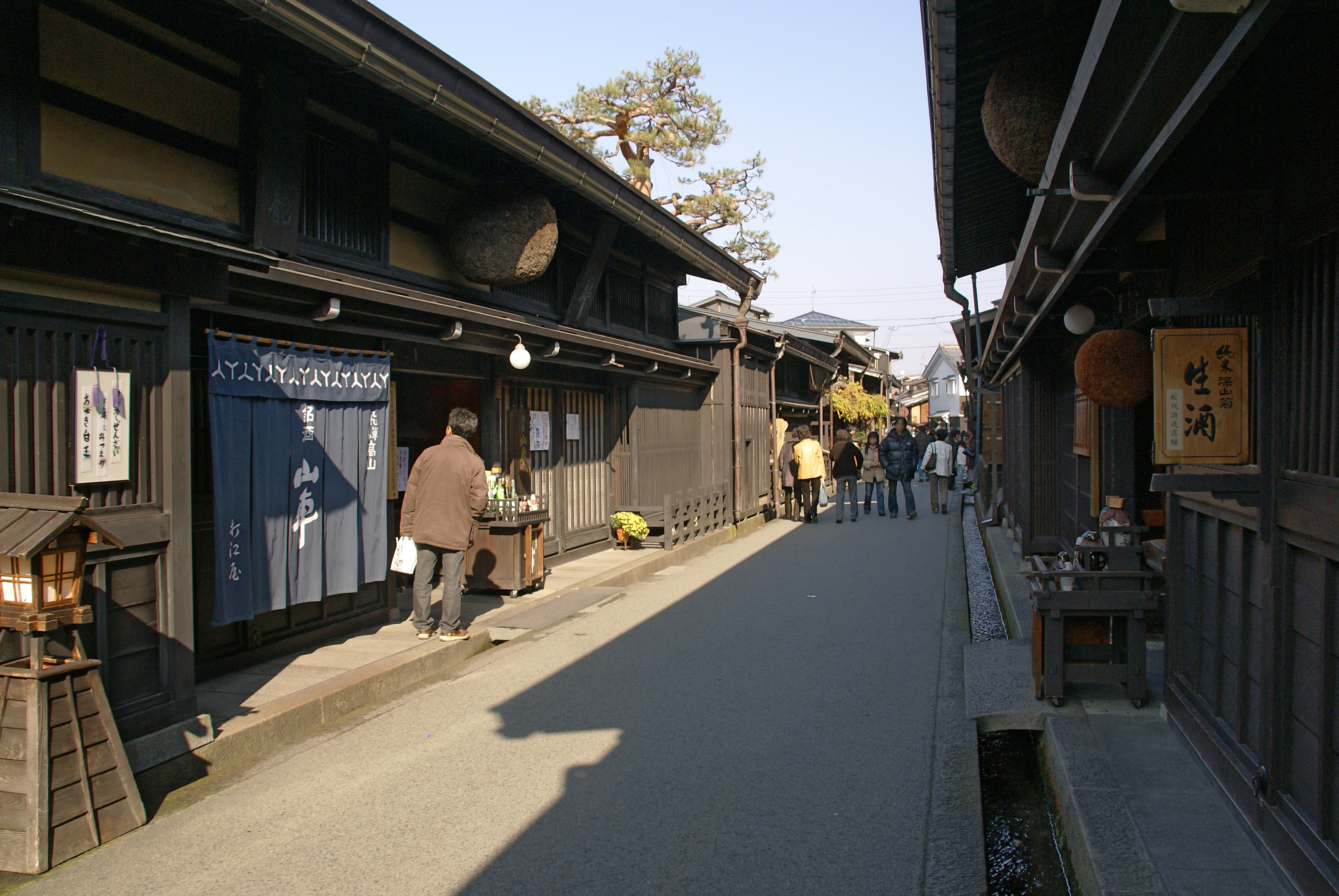
上三之町

下二之町

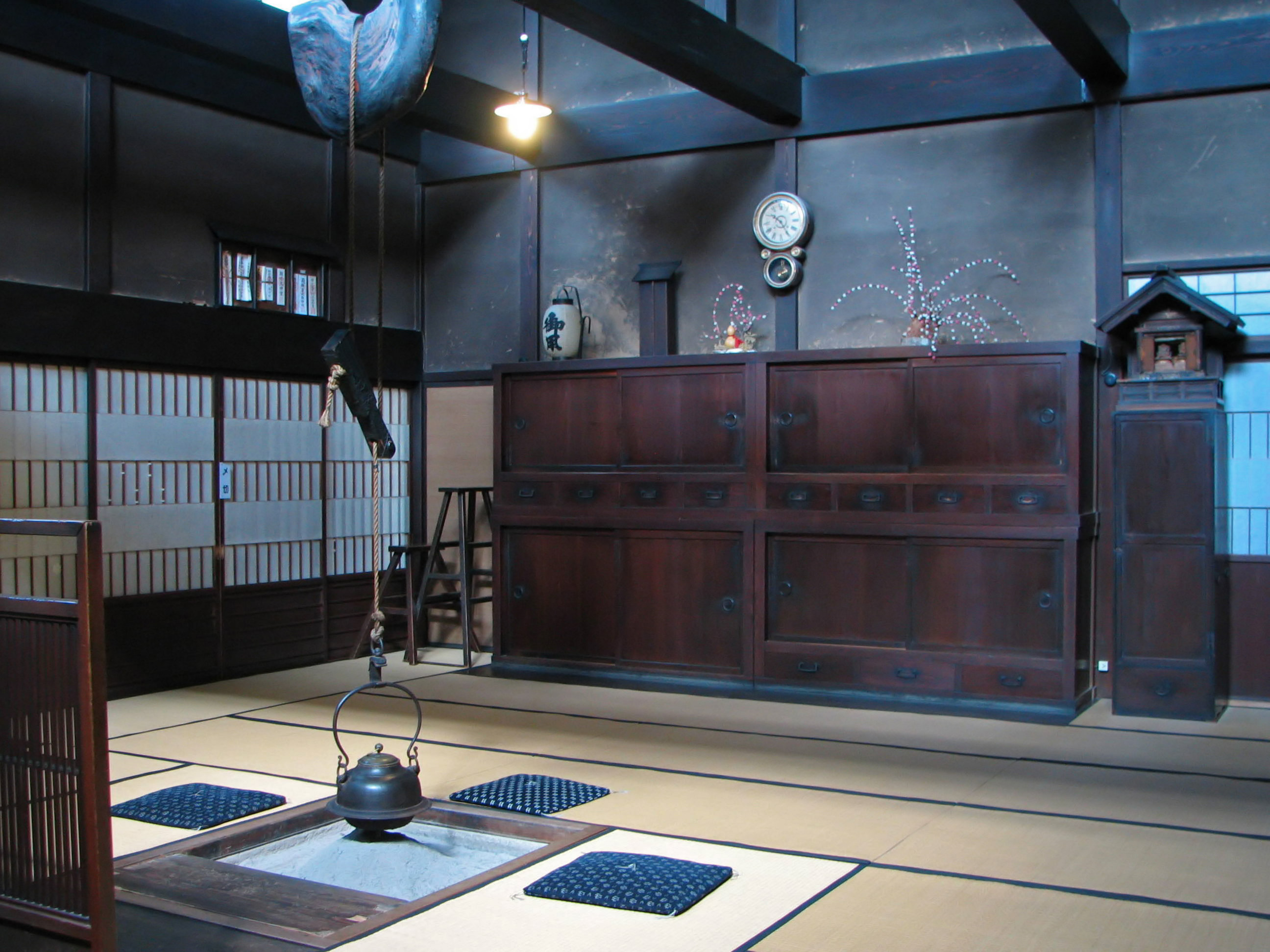
日下部家（日下部民芸館）

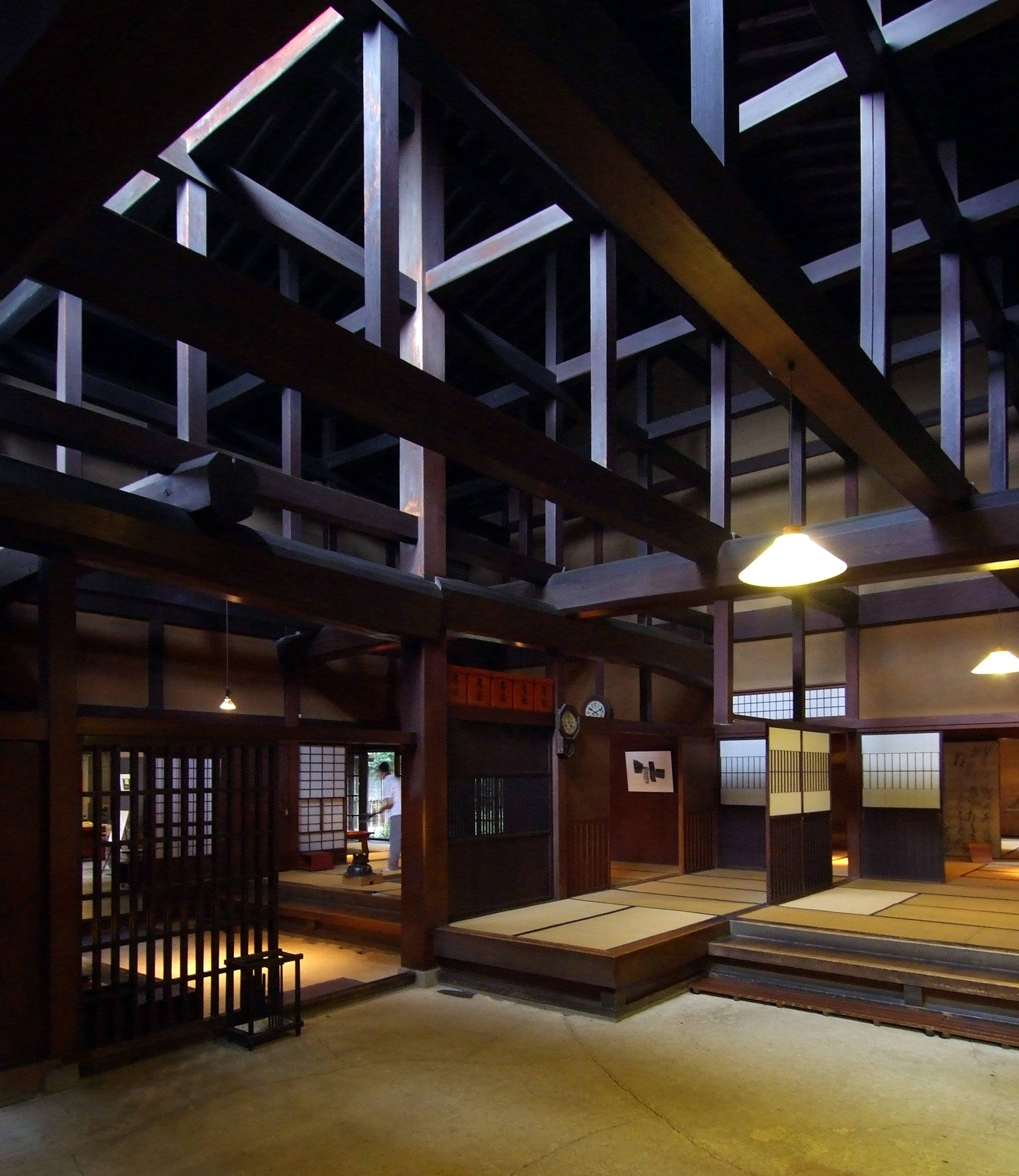
吉島家

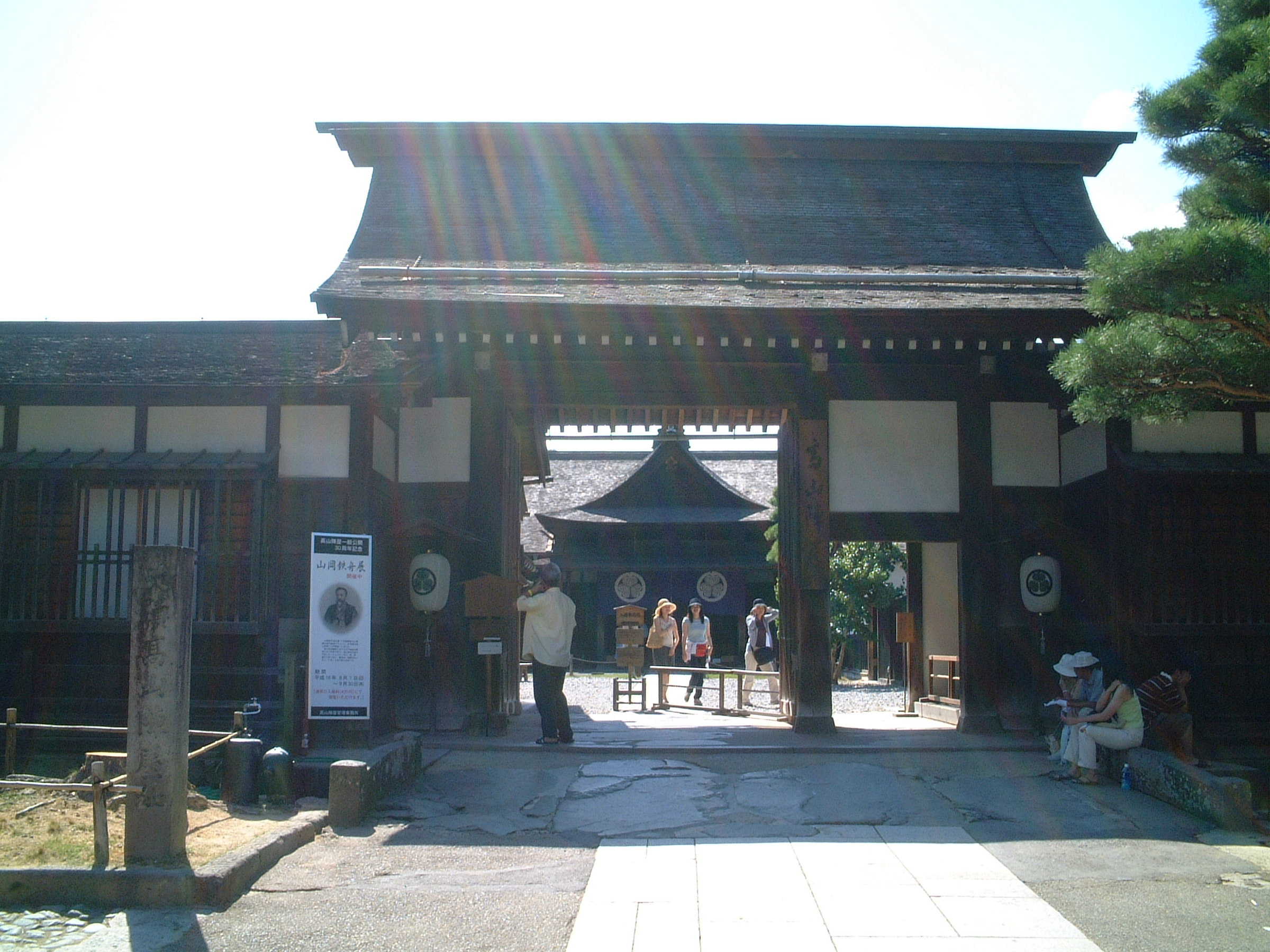
高山陣屋

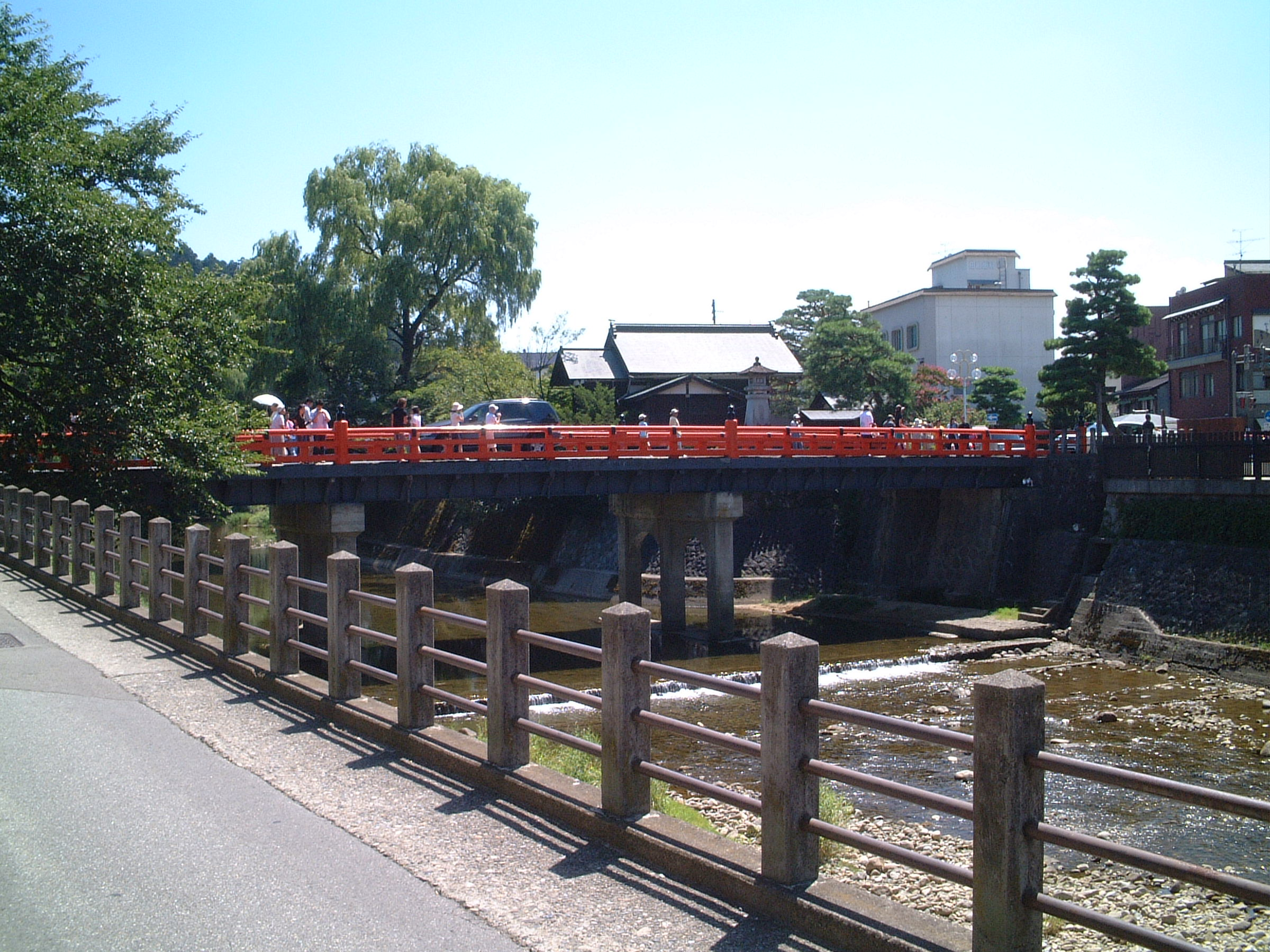
宮川に掛かる中橋

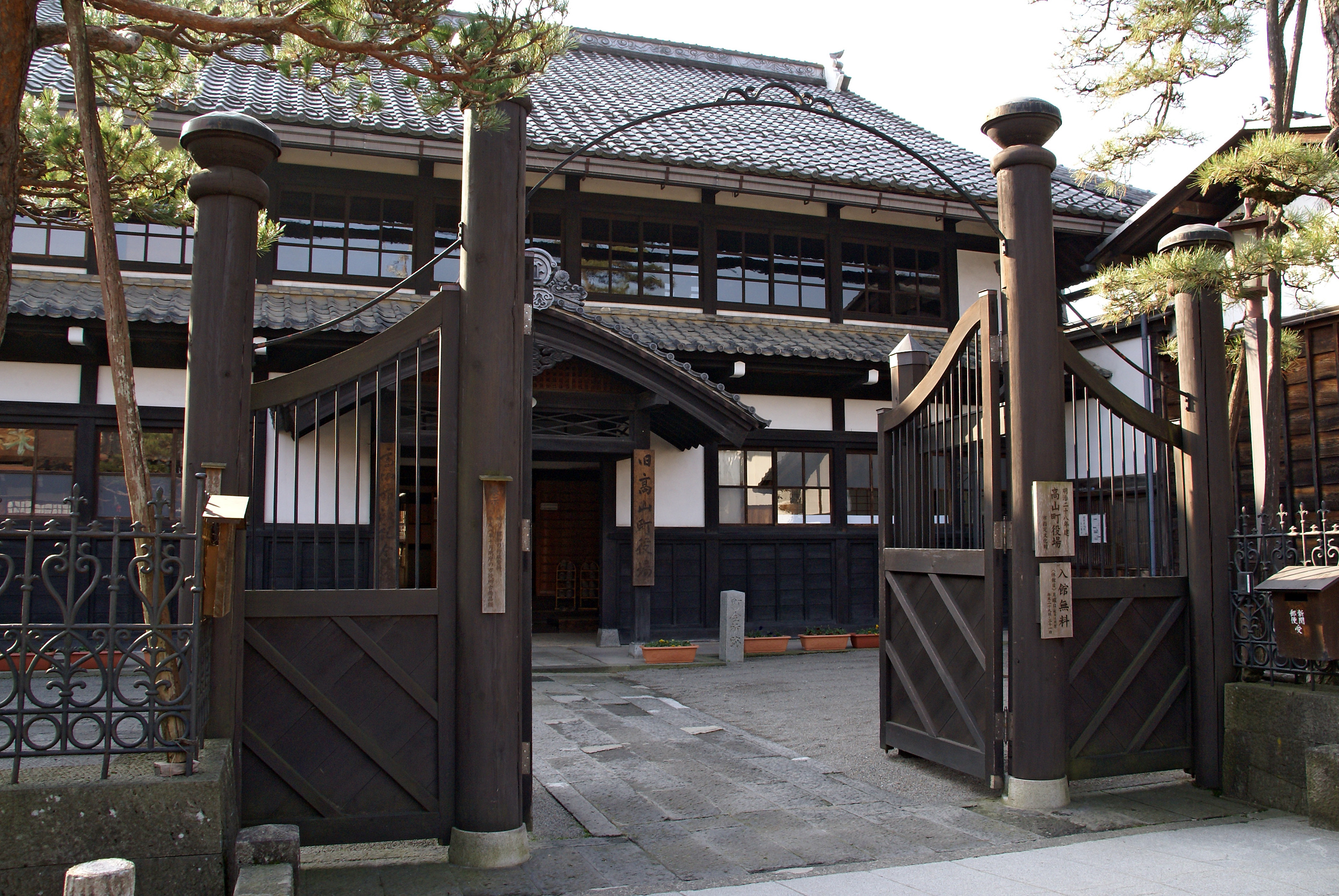
高山市政記念館

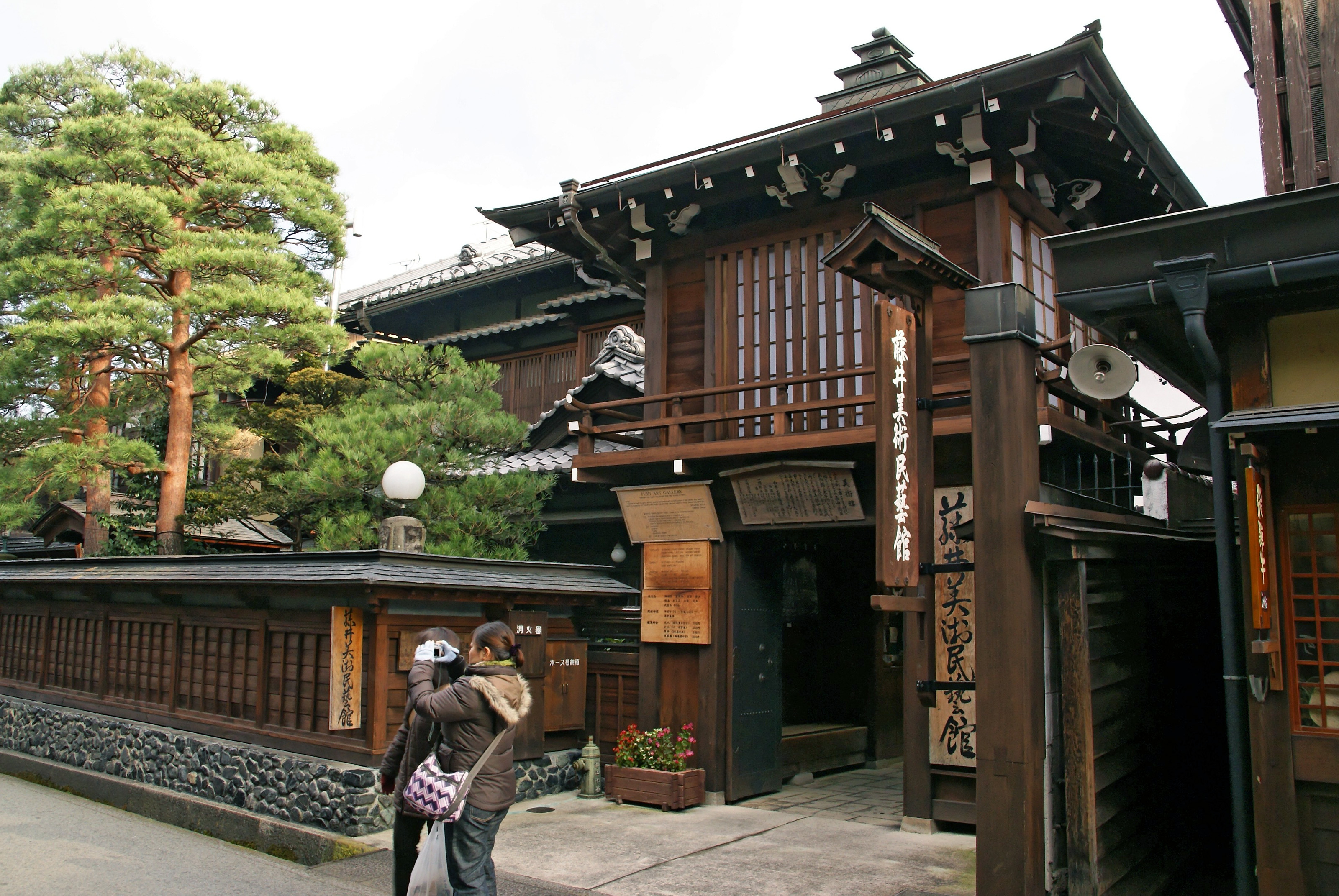
藤井美術民芸館

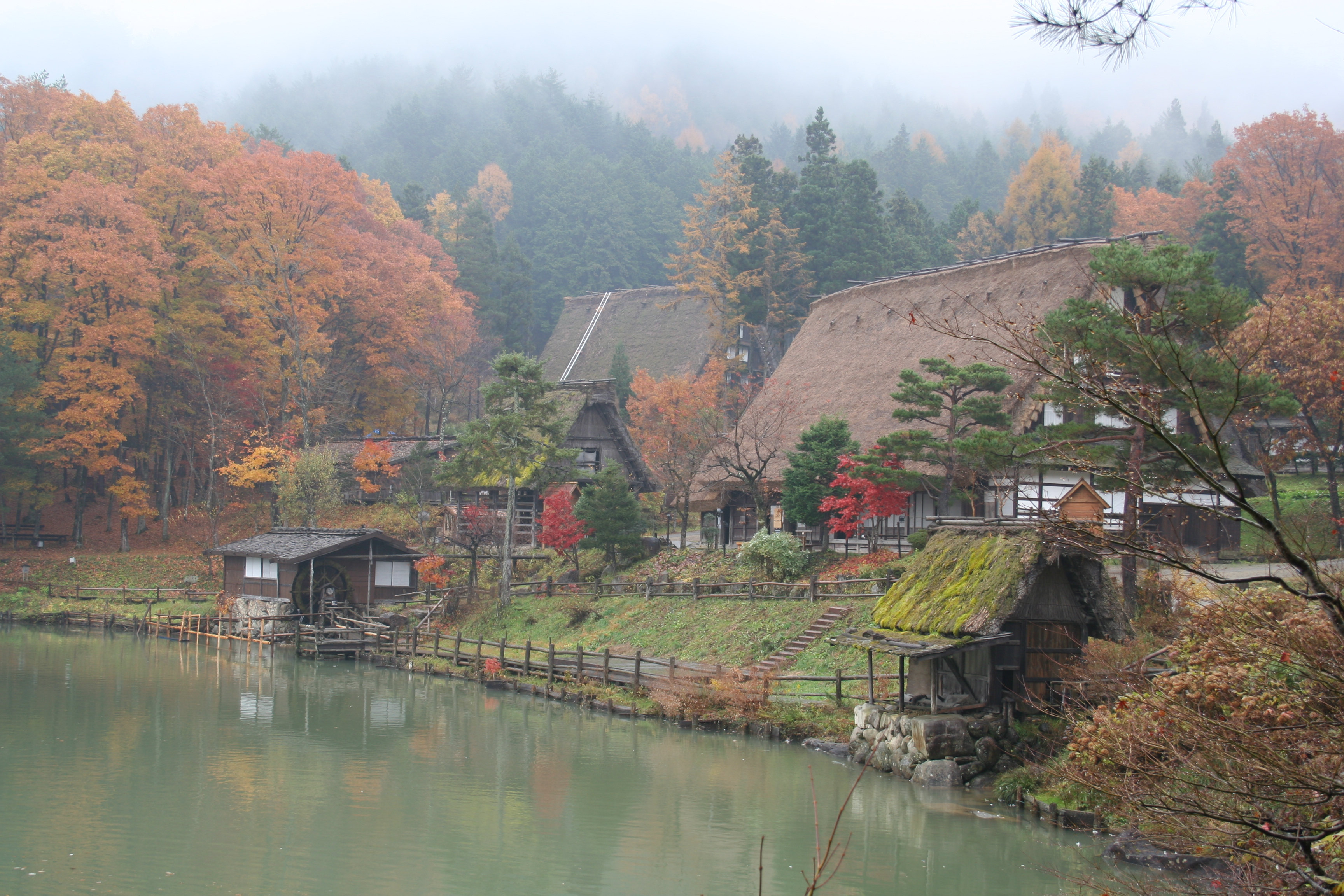
飛騨民俗村・飛騨の里

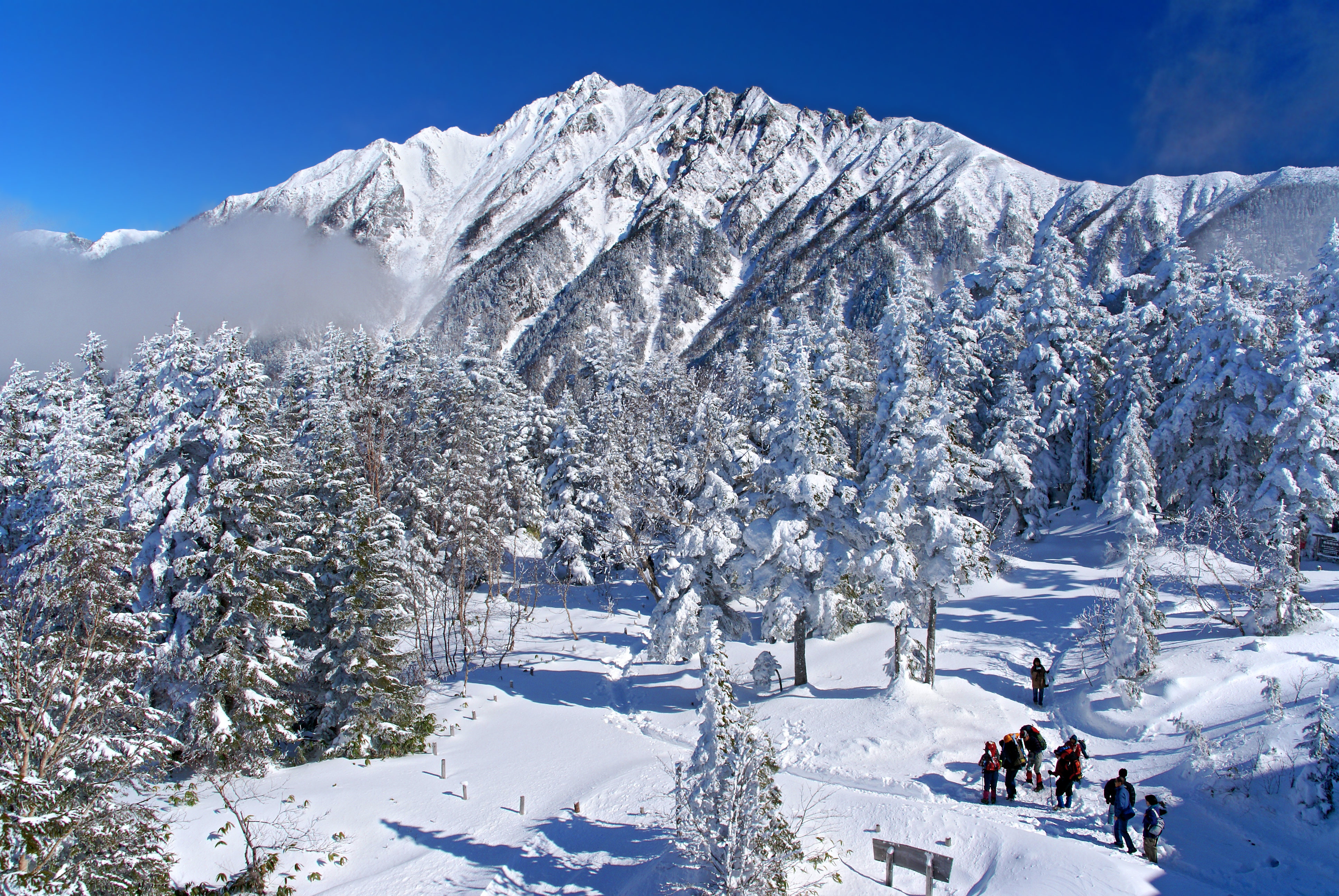
西穂高口から望む穂高連峰

市域が極めて広いため、旧市町村名（高山：大合併前の旧市域）を付記し、大まかな場所を示す。

### 名所・旧跡
名所
- 古い町並み（高山） - 以下の2箇所が重要伝統的建造物群保存地区として選定されている。
  - 高山市三町伝統的建造物群保存地区（上三之町の一部、上二之町の一部、上一之町の一部、片原町の一部、神明町4丁目の一部）
  - 下二之町大新町伝統的建造物群保存地区 - 日下部家住宅、吉島家住宅（共に重要文化財）
- 宮川朝市・陣屋朝市（高山）
- 中橋（高山）
- 平湯大滝（上宝）
- 荘川桜（荘川）
- 臥龍桜（国の天然記念物）（宮）
- 宇津江四十八滝県立自然公園（国府）

遺跡・旧跡
- 高山陣屋（高山）
- 高山城址（高山 現在の城山公園）県の史跡及び天然記念物（野鳥生息地として）[22]
- 飛騨松倉城（高山 県指定史跡）
- 広瀬城（国府 県指定史跡）
- 堂之上遺跡（久々野 国の史跡）

主な神社
- 阿多由太神社（国府）
- 荒城神社（国府）
- 荏名神社（高山 田中大秀・荏野文庫）
- 栗原神社（上宝）
- 荒神社（江名子）
- 賀茂神社（江名子）
- 櫻山八幡宮（高山）
- 槻本神社（丹生川）
- 辻ヶ森三社（高山 飛騨国国分尼寺跡）
- 村山天神（国府）
- 走り乃神社（朝日）
- 日枝神社（高山）
- 東山白山神社（若達）
- 肘神神社（高山）（漫才師の流れ星☆・ちゅうえいが肘神を祀って建立した）
- 飛騨一宮水無神社（宮）
- 飛騨護國神社（堀端）
- 飛騨総社（高山）
- 飛騨天満宮（高山）
- 飛騨東照宮（高山）
- 平湯神社（上宝）
- 山桜神社（高山）
- 一本杉白山神社（高山）
- 桂本神社（上宝）
- 住吉神社（丹生川）
- 若宮八幡神社（高山）
- 桜ヶ丘八幡神社（高山）
- 東山神明神社（高山）
- 二之宮神社（高山）
- 岩井神社（高山）
- 大八賀神社（高山）
- 四天王神社（高山）
- 白山神社（高山）
- 白山神社（清見町）
- 牧ヶ洞神社（清見町）
- 八幡神社（清見町夏厩）
- 錦山神社（高山）
- 三福神社（高山）
- 伊太祁曽神社（丹生川町日面）
- 丹生川神社（丹生川）
- 荒城川神社（丹生川）
- 御崎神社（丹生川）
- 諏訪神社（丹生川新張）
- 日輪神社（丹生川）
- 荘川神社（荘川）
- 度瀬神社（国府）
- 広瀬神社（国府）
- 一之宮神社（国府）
- 八幡神社（久々野町小屋名）
- 八幡神社（久々野町久々野）
- 八幡神社（久々野町無数河）
- 白山神社（山田町）
- 新宮神社（高山）
- 朝日白山神社（朝日）
- 朝日大神宮（朝日）
- 八幡神社（朝日）
- 津島神社（朝日）
- 村上神社（奥飛騨温泉郷）

主な寺院
- 飛騨国分寺（高山）
- 高山別院 照蓮寺（高山）
- 中野照蓮寺（高山 城山公園）
- 安国寺（国府 経蔵は国宝）
- 国府大仏〈建正山国分尼寺〉（国府）
- 千光寺（丹生川）
- 平湯薬師堂仏殿（上宝）

主なキリスト教会
- 高山祝福教会（高山）：日本同盟基督教団
- 飛騨高山教会（高山）：日本基督教団

その他の宗教
- 崇教真光（高山）

主な史跡
- 赤保木瓦窯跡
- こう峠口古墳
- 堂之上遺跡

### 観光スポット
文化施設
- 高山市政記念館（高山）
- 藤井美術民芸館（高山）
- 飛騨民俗村（高山）
- ミュージアム飛騨（高山）
- 飛騨高山獅子会館 からくりミュージアム[23]（高山）
- 飛騨高山まちの博物館（高山）
- 高山市風土記の丘学習センター（高山）
- 大橋コレクション館（丹生川）
- 平湯民俗館（上宝）
- 光ミュージアム  (高山)
- 日下部民藝館  (高山)
- 飛騨高山まちの体験交流館
- 国立乗鞍青少年交流の家（高山） - 青少年用教育・研修施設
- 飛騨プラネタリウム（清見）
- 飛騨高山テディベアエコビレッジ(高山)
- 飛騨高山レトロミュージアム（高山）
- 民芸ミュージアム匠の館（丹生川）
- 荒川家住宅（丹生川）
- 飛騨位山文化交流館（一之宮）
- 久々野歴史民俗資料館（久々野）
- 上宝ふるさと歴史館（上宝）

閉館した施設
- 春慶会館（高山）
- 飛騨高山美術館（高山）

温泉
- 奥飛騨温泉郷（上宝）
  - 平湯温泉
  - 福地温泉
  - 新平湯温泉
  - 栃尾温泉
  - 新穂高温泉
- 秋神温泉（朝日）
- 胡桃島温泉（朝日）
- 飛騨にゅうかわ温泉（丹生川）
- 宇津江四十八滝温泉（宇津江）
- 塩沢温泉（高根）

自然・他
- 飛騨大鍾乳洞（丹生川）
- 奥飛騨クマ牧場（上宝）
- 御母衣ダム（荘川）
- 飛騨せせらぎ街道（清見）
- ピーチロード（国府）
- 乗鞍スカイライン（丹生川）
- あららぎ湖（久々野）キャンプ場は閉鎖。
- すずらん高原（朝日）
- 野麦峠（高根）
- 穂高岳（上宝）
- 無印良品南乗鞍キャンプ場
- 位山（宮）

### 観光統計
| 年＼区分   | 日帰り | 宿泊  | 宿泊 | 計    |
| 年＼区分   | 日帰り | 国内  | 海外 | 計    |
| ---------- | ------ | ----- | ---- | ----- |
| 2005 (H17) | 1,971  | 2,196 | 090  | 4,257 |
| 2006 (H18) | 2,040  | 2,047 | 107  | 4,194 |
| 2007 (H19) | 2,155  | 2,058 | 132  | 4,345 |
| 2008 (H20) | 2,098  | 1,992 | 171  | 4,261 |
| 2009 (H21) | 1,983  | 1,909 | 148  | 4,040 |
| 2010 (H22) | 1,760  | 1,865 | 187  | 3,812 |
| 2011 (H23) | 1,641  | 1,745 | 095  | 3,481 |
| 2012 (H24) | 1,808  | 1,810 | 151  | 3,769 |
| 2013 (H25) | 1,964  | 1,756 | 225  | 3,945 |
| 2014 (H26) | 2,024  | 1,721 | 280  | 4,025 |
| 2015 (H27) | 2,270  | 1,707 | 364  | 4,341 |
| 2016 (H28) | 2,317  | 1,733 | 461  | 4,511 |
| 2017 (H29) | 2,410  | 1,700 | 513  | 4,623 |
| 2018 (H30) | 2,232  | 1,658 | 552  | 4,442 |
| 2019 (R1)  | 2,461  | 1,660 | 612  | 4,733 |
| 2020 (R2)  | 1,234  | 0958  | 109  | 2,301 |
| 2021 (R3)  | 1,090  | 0852  | 003  | 1,948 |
| 2022 (R4)  | 1,666  | 1,380 | 040  | 3,086 |
| 2023 (R5)  | 2,154  | 1,465 | 453  | 4,072 |
| 2024 (R6)  | 2,173  | 1,479 | 770  | 4,422 |

## 文化・名物

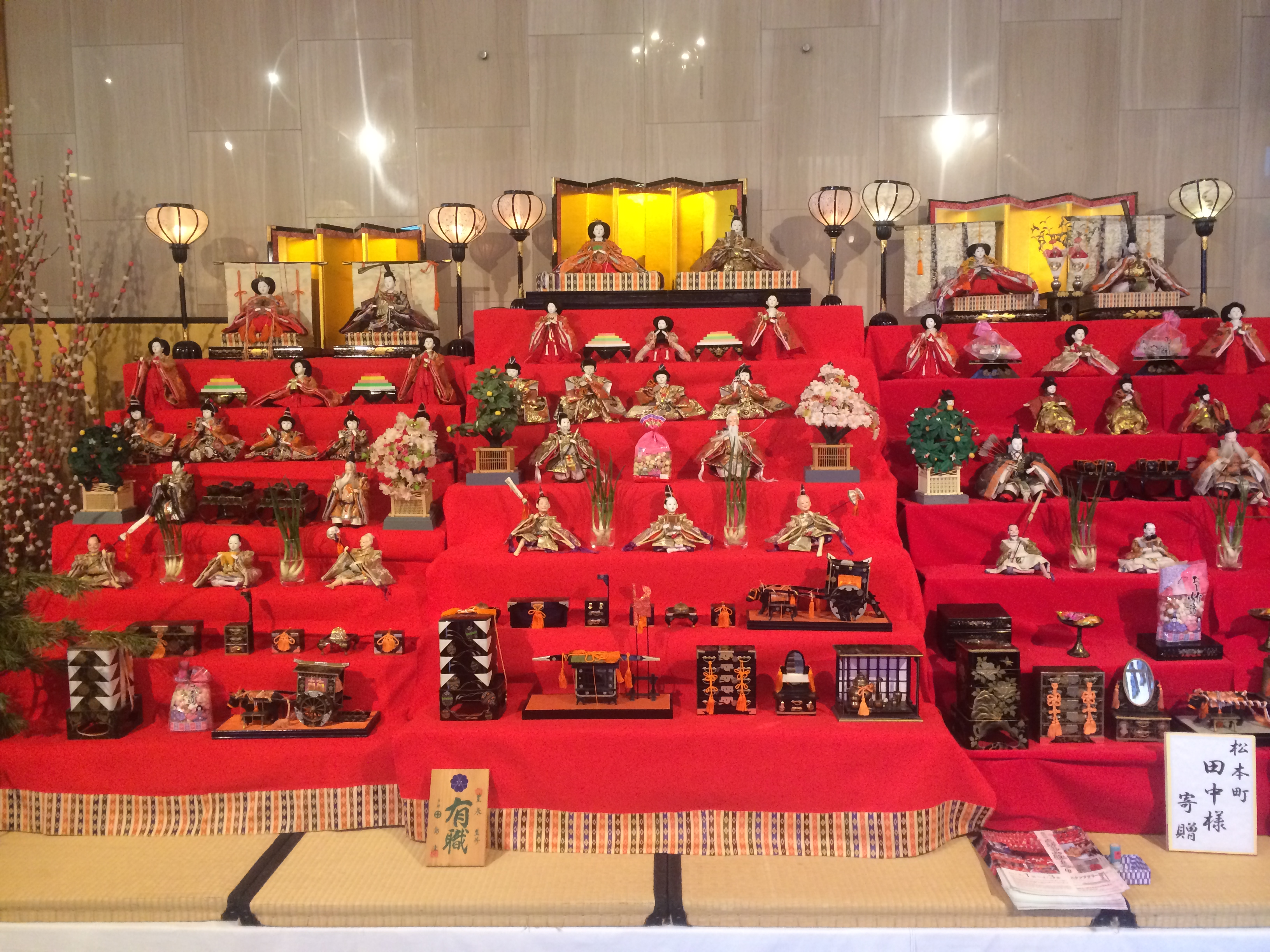
ひな祭り

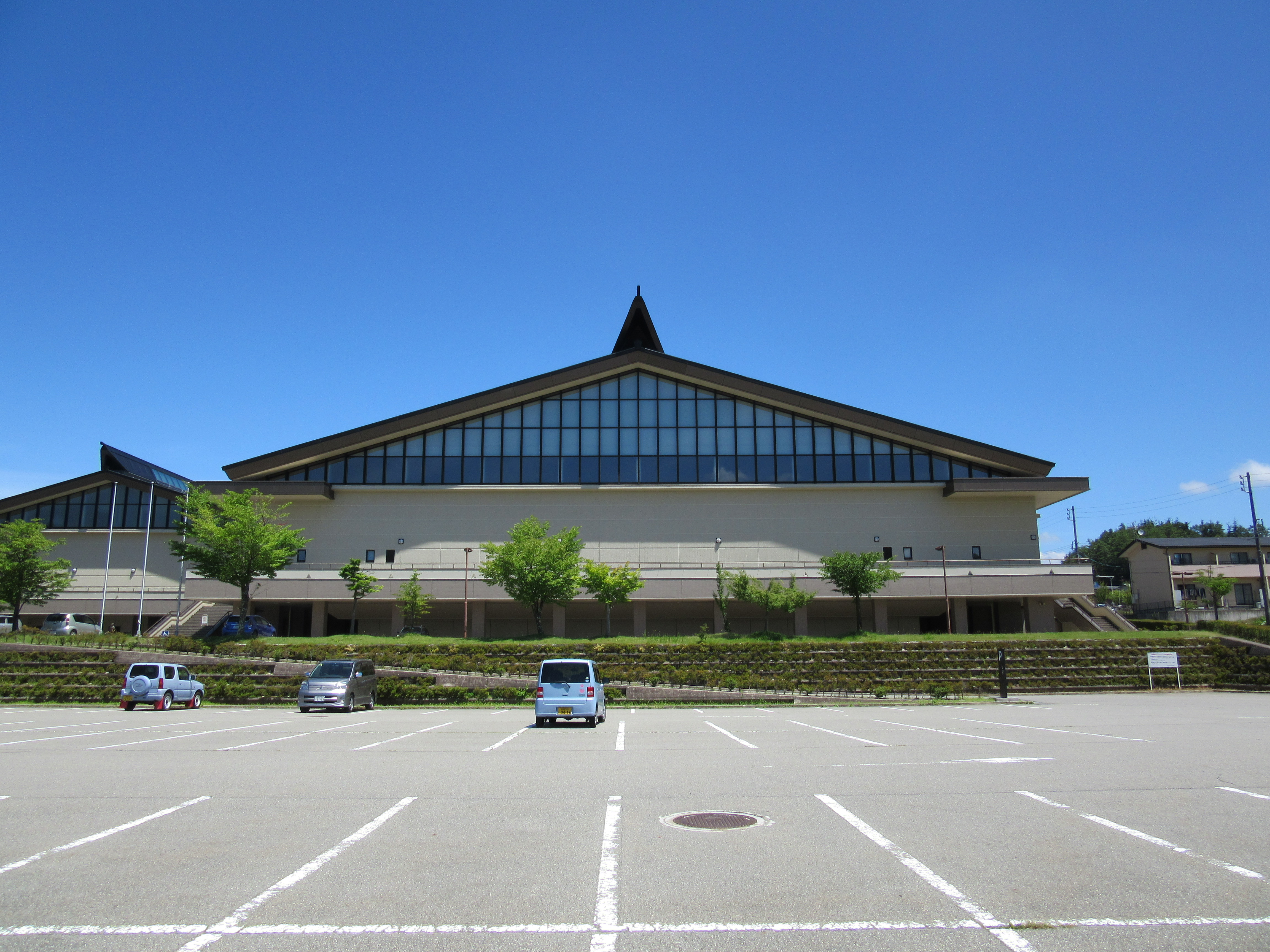
飛騨高山ビッグアリーナ

### 祭事・催事
- 高山祭（春:4月14 - 15日、秋:10月9 - 10日）

春と秋に行われる。普段は各町内の屋台蔵で保管されている絢爛豪華な春12台、秋11台の屋台が高山の町内にお披露目され、江戸時代の装束を纏った行列が太鼓・鉦を打ち鳴らしながら町内をゆっくりと回る。
- 桜山風鈴まつり（7月下旬～8月下旬 櫻山八幡宮）
- 馬頭の絵馬市（8月1日～15日 山桜神社）
- いで湯まつり・夏（8月）
- 飛騨高山手筒花火打上げ（8月）
- 飛騨高山市民花火大会（8月）
- 雫宮祭（11月5日）
- ふるさと祭り
- 飛騨にゅうかわ宿儺まつり（11月3日）
- 飛騨高山文化芸術祭

3年に一度、市内全域で通年開催される文化芸術祭。
- 高山市中パレード

崇教真光が毎年11月に秋季大祭を行うにあたり大祭を記念し、大祭1日または2日前に市街地北側の商店街を、真光隊や海外信者らが行進する。

### 名産・特産
- 飛騨牛
- 赤かぶら
  - 煮たくもじ（赤かぶらの葉の塩漬けなどが発酵進んで酸っぱくなると、煮たうえで塩抜きして、炒めるなどして食べる。「くもじ」は京言葉で「漬物」を意味するといわれる）[24]
- 鶏ちゃん
- 朴葉味噌
- 五平餅
- 宿儺かぼちゃ
- みだらしだんご
- さるぼぼ
- 一位一刀彫
- 飛騨春慶
- 渋草焼
- あげづけ
- 高山ラーメン
- 漬物ステーキ

### スポーツ

#### ハンドボール
- 飛騨高山ブラックブルズ岐阜 - 日本ハンドボールリーグ（JHL）加盟の女子ハンドボールチーム。

## 出身関連著名人

### 出身著名人
- 櫟文峰（日本画家、京都東福寺毘沙門堂の襖絵制作）
- 青木克徳 (葛飾区長)
- 稲越功一（写真家）
- 江馬修（小説家）
- 遠藤龍希（俳優）
- 岡田浩樹（文化人類学者）
- 尾崎健一（陸上自衛隊事務官、著作家、出生地は愛知県半田市）
- 垣内松三（国語学者、教科書編集）
- 金森宗和（茶人、金閣寺の夕佳亭は宗和好み、野々村仁清に影響）
- 金子一平（第83代大蔵大臣）
- 金子一義（第11代国土交通大臣・衆議院議員）
- 小坂知子（女子競輪選手）
- 小池潜（山岳写真家）
- 小林史和（陸上選手）
- 清水ミチコ（タレント）
- 篠原みなみ（アイドル、グラビアアイドル）
- SHO（ラッパー、元アルペンスキー日本代表）
- ¥ellow bucks（ラッパー）
- 鈴木智草（元山梨放送アナウンサー）
- 鈴木尚之（脚本家）
- 高木養根（日本航空元社長）
- 高瀬清（社会主義運動家）
- 瀧井孝作（小説家、俳人、芥川賞初回からの選考委員）
- 瀧上伸一郎（お笑い芸人、流れ星☆）
- 田中大秀（国学者）
- たむらぱん（シンガーソングライター）
- 冨田佳輔（俳優）
- トミタ栞（タレント）
- 都竹悦子（ディスクジョッキー）
- 中ノ瀬幸泰（元プロ野球選手）中山中-高山工高
- 中村久子（興行芸人）
- 早船ちよ（小説家、吉永小百合の映画『キューポラのある街』原作）
- 飛騨乃花成栄（1980年代に活躍した大相撲力士、後、年寄・尾上）
- 広重玲子（元TBSアナウンサー）
- 藤村知可（女優、タレント、声優）
- 二村権二郎（実業家）
- 前ヶ潮春夫（1950年代に活躍した大相撲力士、旧上枝村出身）
- 牧野英一（刑法学者）
- 牧野良三（政治家）
- 松田まどか（女優）
- 松山智一（画家・現代美術家）
- 水口聡（テノール歌手）
- 村尾信尚（大学教授・ニュースキャスター）
- 森本優子（スポーツライター）
- 安江貴哉（水泳選手）
- 山前五十洋（実業家、映画監督、俳優、出生地は京都市下京区）
- 山前実治（詩人、実業家、京都育ち）
- 山下まゆみ（シドニー五輪女子柔道銅メダリスト）
- 山本健造（哲学博士）
- 吉田絢香（ミュージカル俳優）
- 米澤穂信（小説家、推理作家）
- 寄本哲平（キックボクサー）

### 関連著名人
ゆかりのある著名人
- 竜鉄也（歌手、自身が作詞・作曲し、高山市を唄った『奥飛騨慕情』が大ヒット）
- 荒垣秀雄（『朝日新聞』「天声人語」、斐太中学出身）
- 江夏美好（小説家、高山高女出身）
- 高橋尚子（ランナー、母親の出身地）
- 山岡鉄舟（幕臣、明治天皇侍従、幼少時に高山で育ち父母を高山で亡くす）
- 広瀬武夫（大日本帝国海軍軍人、「広瀬中佐」として有名、軍神、幼少時に高山で育つ、高山の出身校で教員に）
- 白川英樹（科学者、ノーベル化学賞受賞者、3歳から高山市で育つ）
- 菅原文太（俳優、旧・清見村在住）
- 尾崎豊（歌手、シンガーソングライター、1歳から暫くの間、祖母の家で過ごす）
- 藤井孝男（白川町出身、岐阜4区選出の参議院議員）
- 高野人母美（プロボクサー、モデル、父親の出身地）
- 篠原無然（教育者、大正期に飛騨の教育に尽力）
- 上田正樹（シンガーソングライター、幼少期を高山市で過ごす）
- 山前五十洋（映画監督、幼少期に父親の故郷、大野郡荘川村へ疎開し過ごす）
- 倉木麻衣（歌手、作詞家、父方の先祖の出身地）
- 中田清秀（オウム真理教幹部、高山市在住）

### 名誉市民
- 牧野良三
- 牧野英一
- 瀧井孝作
- 高田弥一郎 - 元高山市議会議員、元高山市議会議長、元高山商工会議所会頭
- 古池信三
- 日下部禮一 - 元高山市長
- 平田吉郎 - 元高山市長（松本市名誉市民）
- 加藤専一 - 医師。高山市医師会終身名誉会長
- 新谷泰助 - 実業家
- 殿地昇 - 元岐阜県議会議員
- 大池裕 - 元全国農業協同組合連合会会長
- 金子一義
- 蓑谷穆
- 松岡法泉 - 元清見村村長

## 作品

### 高山市を舞台とした作品
- 遠い雲（映画）
- 星空へ架かる橋（TVアニメ、ゲーム）

作中に登場した町は当市宮村をモデルとしている。
- あなたへ（実写映画、小説）

高倉健と大滝秀治の遺作となった作品。劇中、高山市内のドライブインで、高倉健とビートたけしが、26年ぶりに共演した。
- 氷菓／〈古典部〉シリーズ（TVアニメ、小説）

主人公の通う神山高校は、高山市にある斐太高校がモデルとなっている。
作中では架空の都市名が使用されていたが、TVアニメ版の作品に登場した街並みが当市と京都府をモデルとしている。
- ガッタン ガッタン それでもゴー（テレビドラマ）

岐阜発地域ドラマで本市は作中の舞台の一つ。
- 君の名は。（アニメ映画）

作品に登場したのは架空の町だが、高山市に所在していることが判明している。隣の飛騨市周辺も登場している。
作品の監督である新海誠は、「飛騨地方をイメージに据えた」と公言している。

## ギャラリー

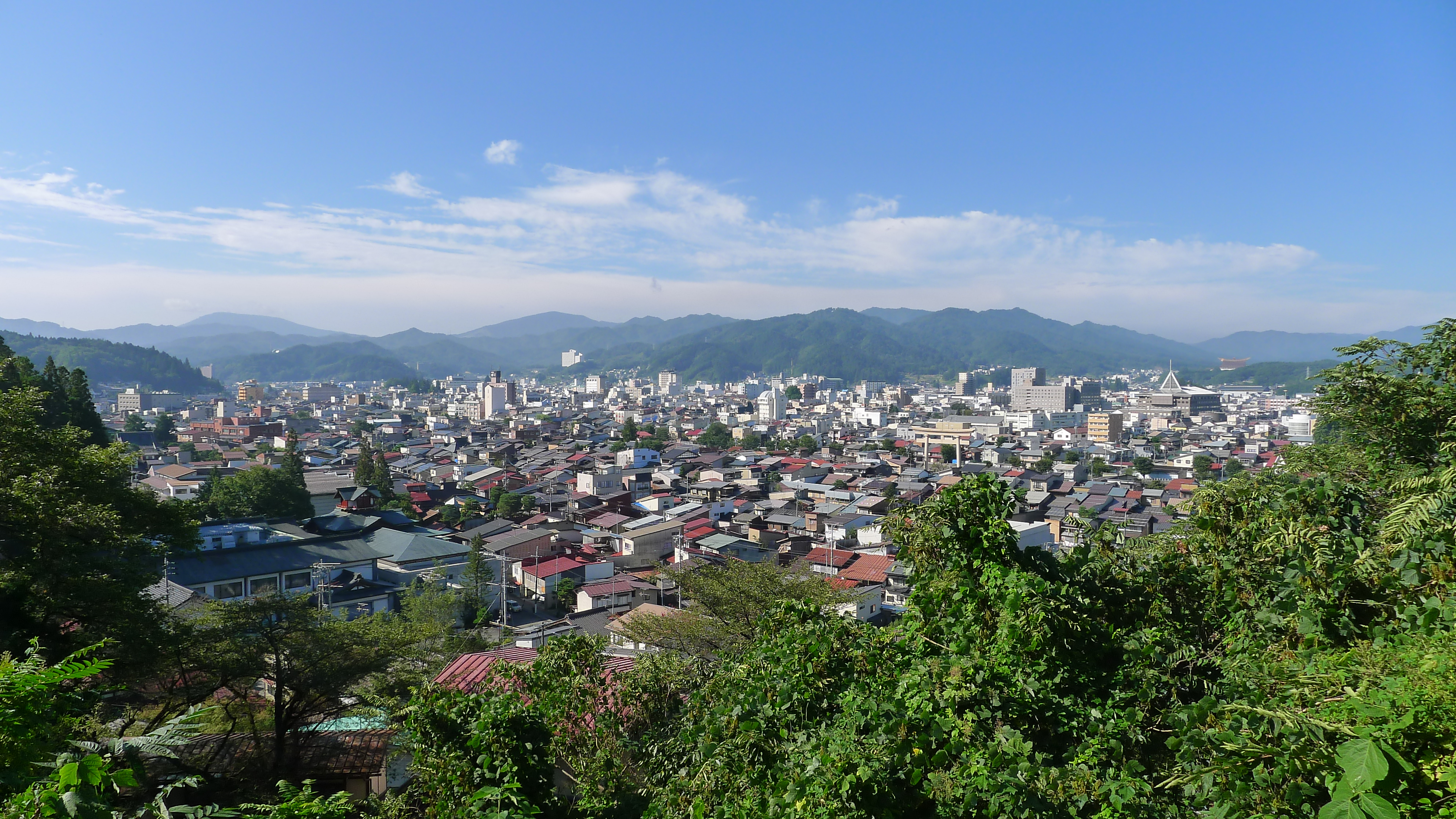
高山のスカイライン
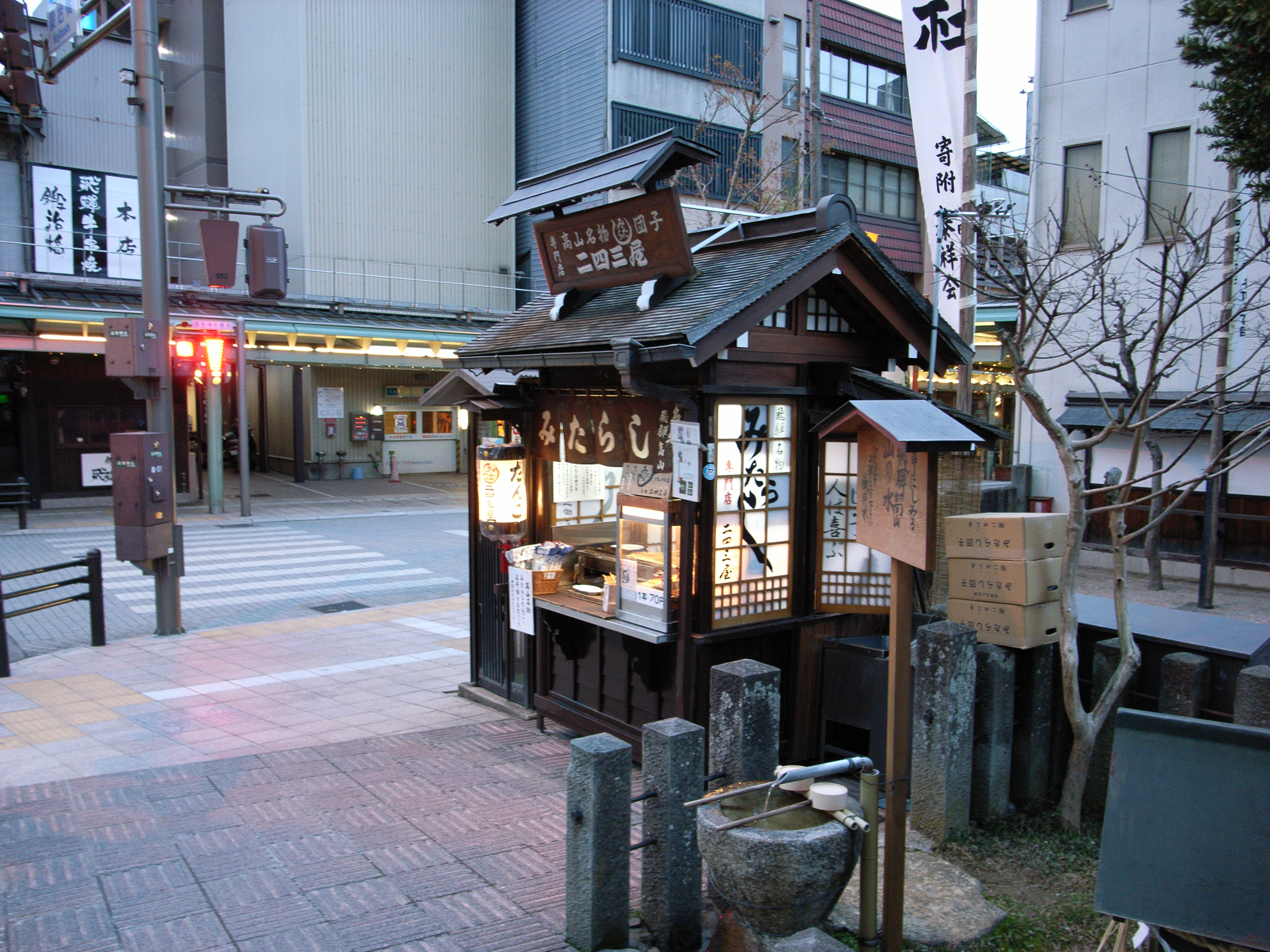
みたらし団子
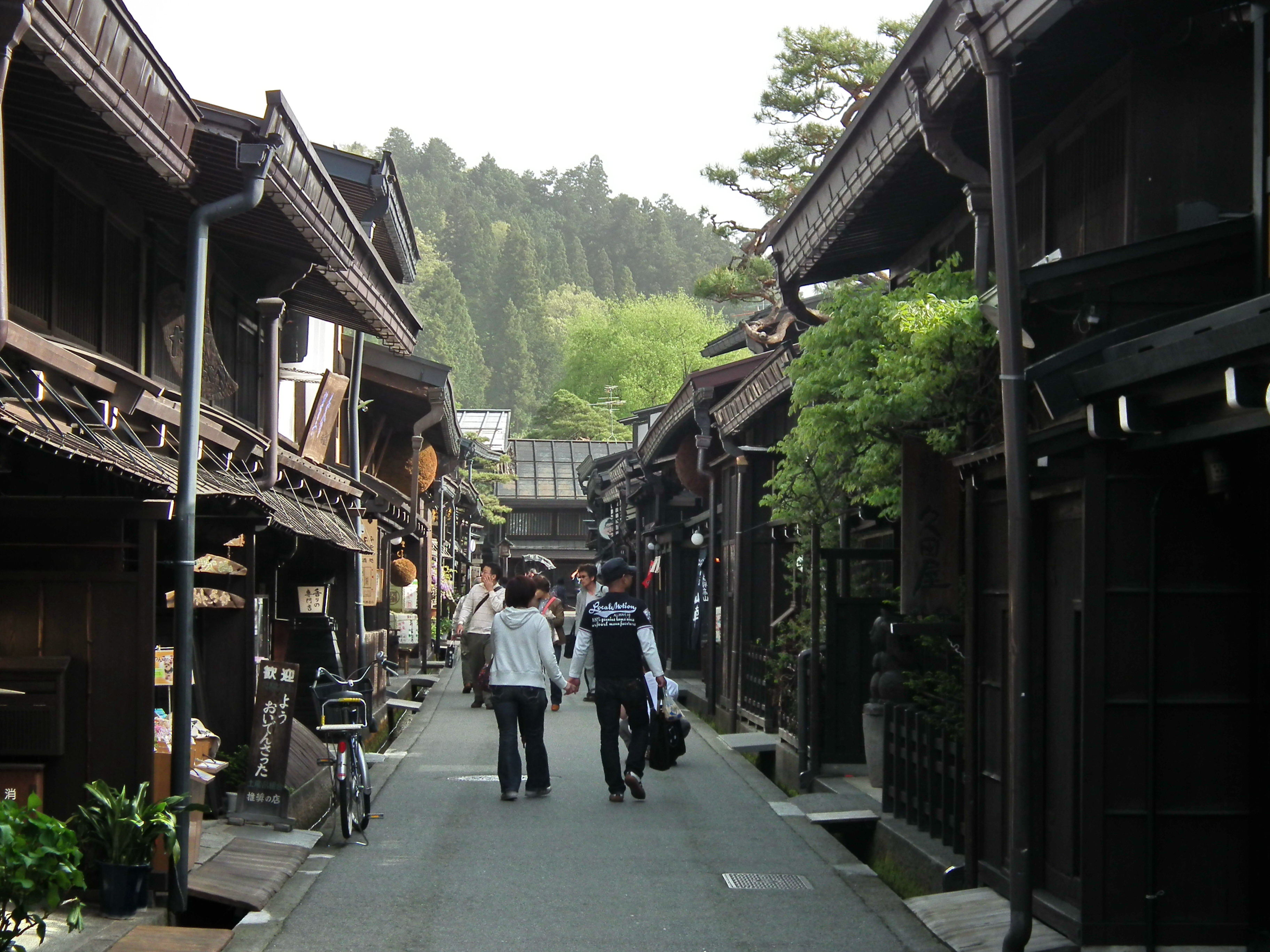
三町（上三之町）
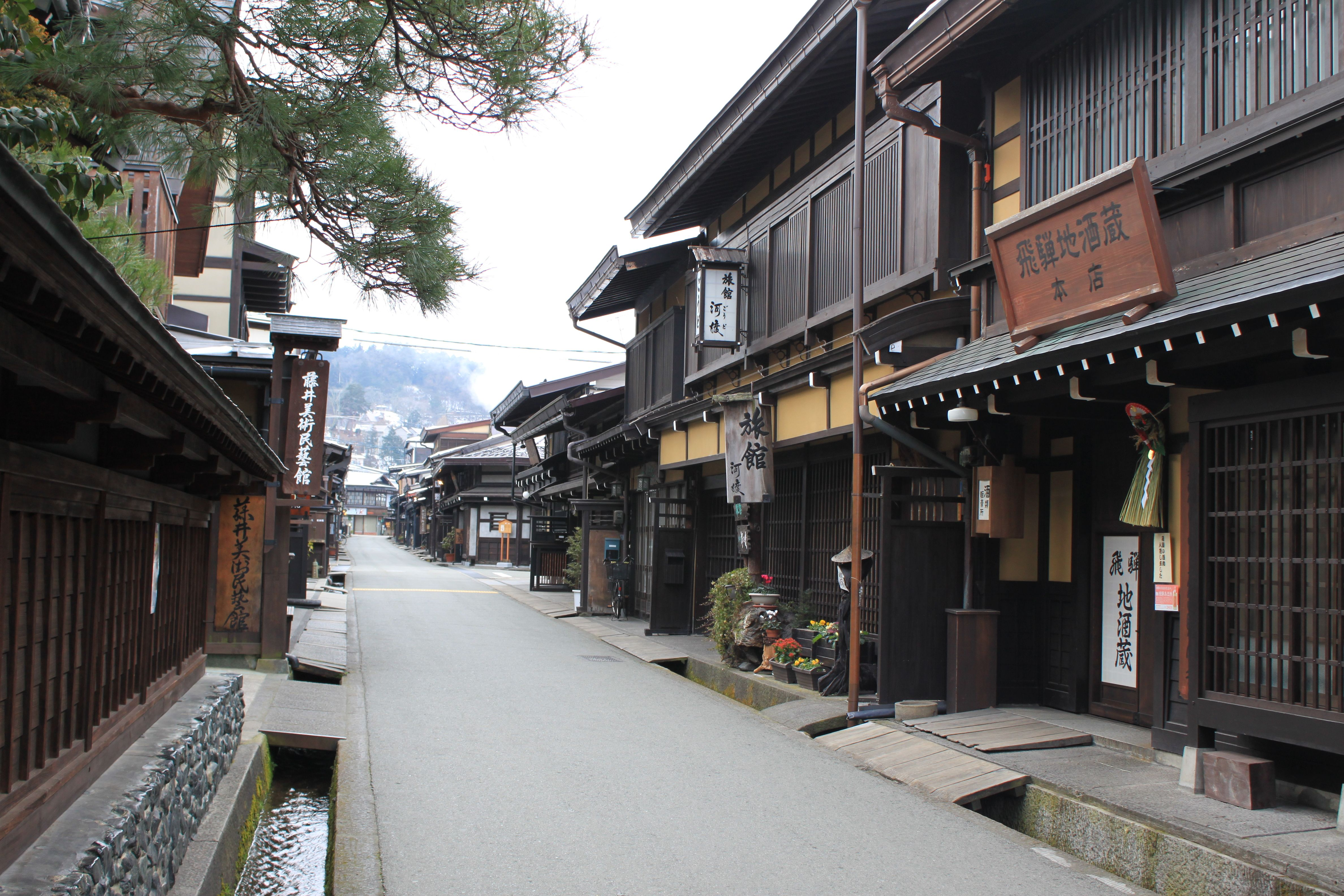
三町
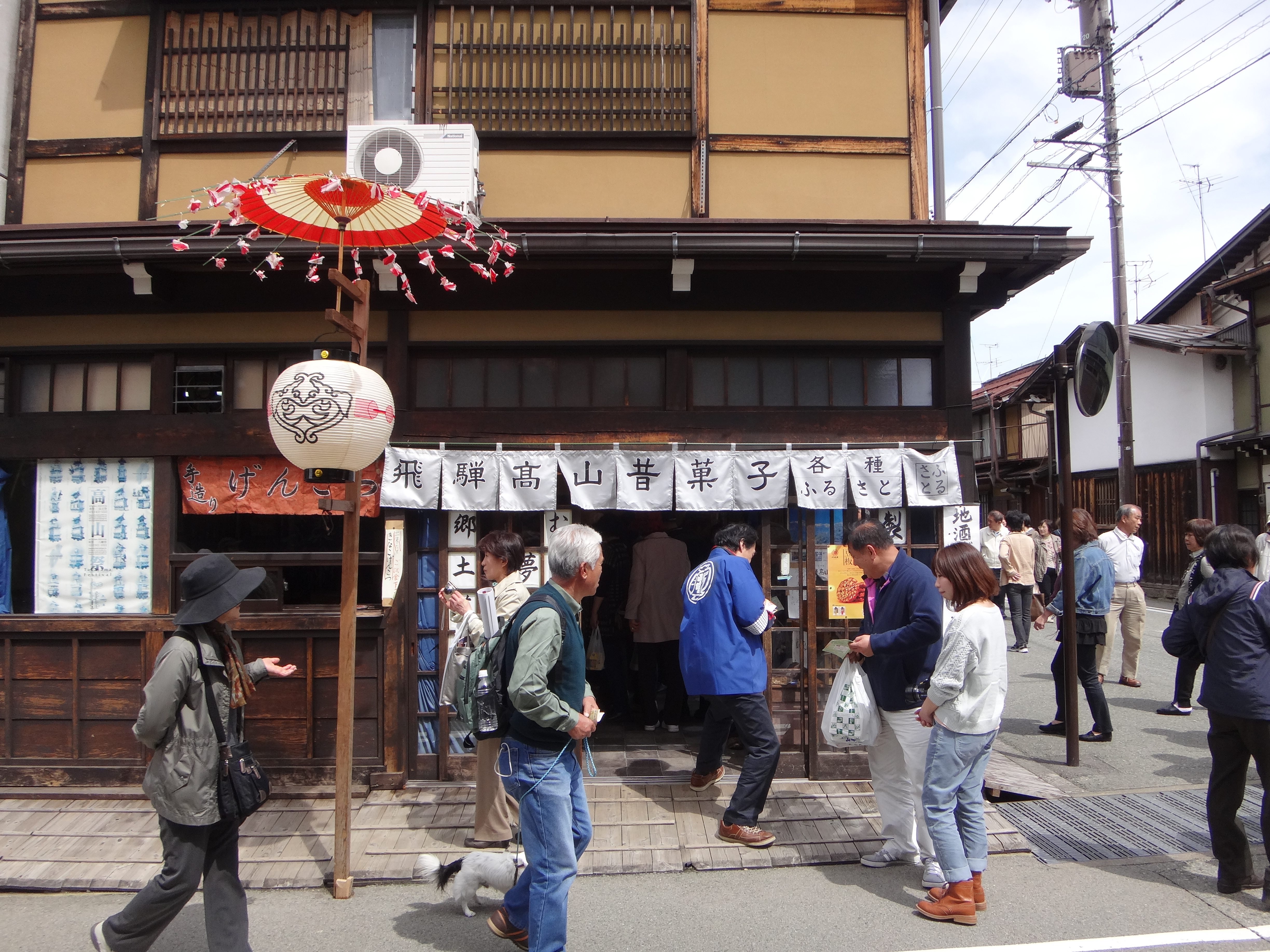
昔菓子屋
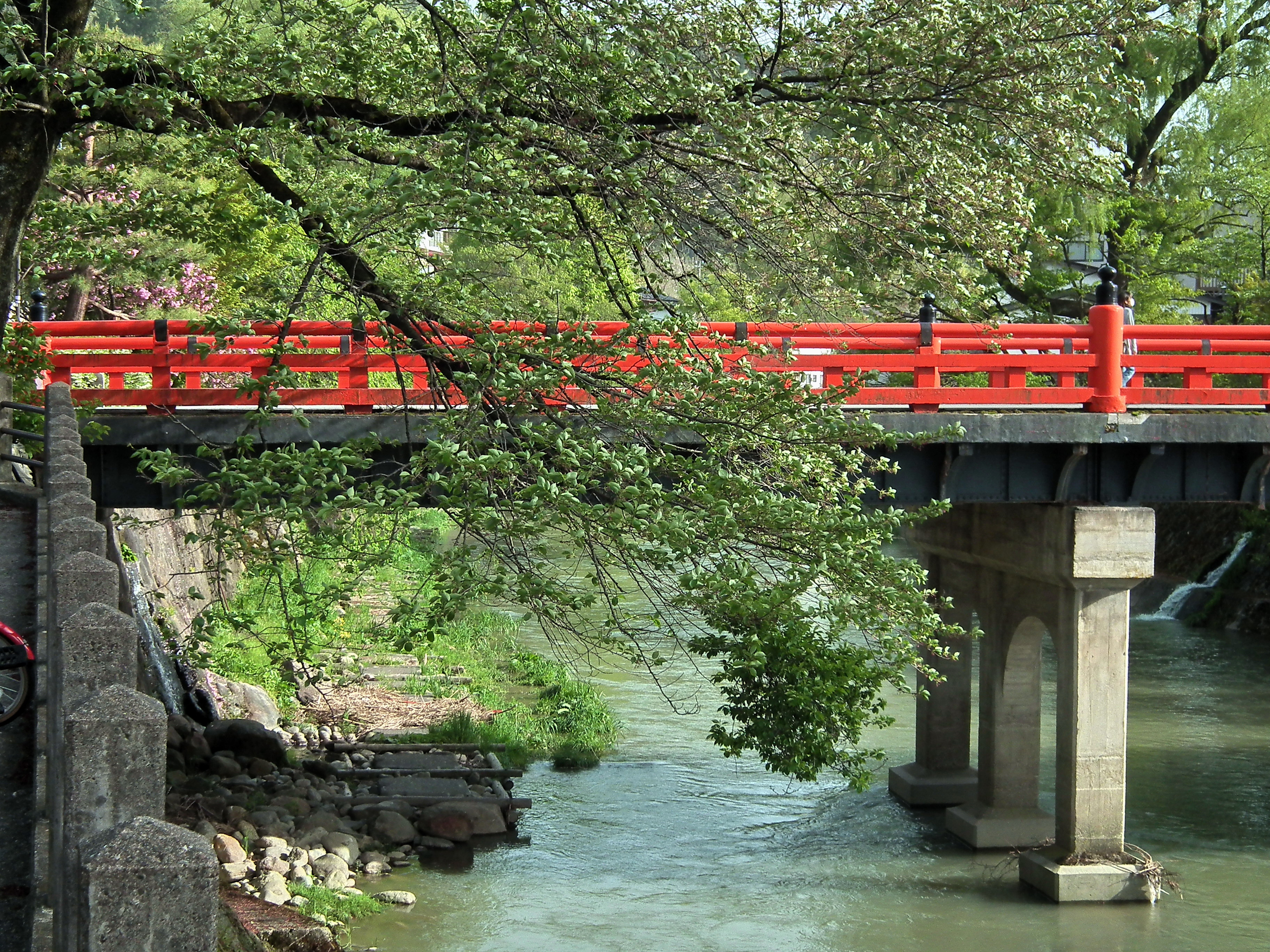
中橋
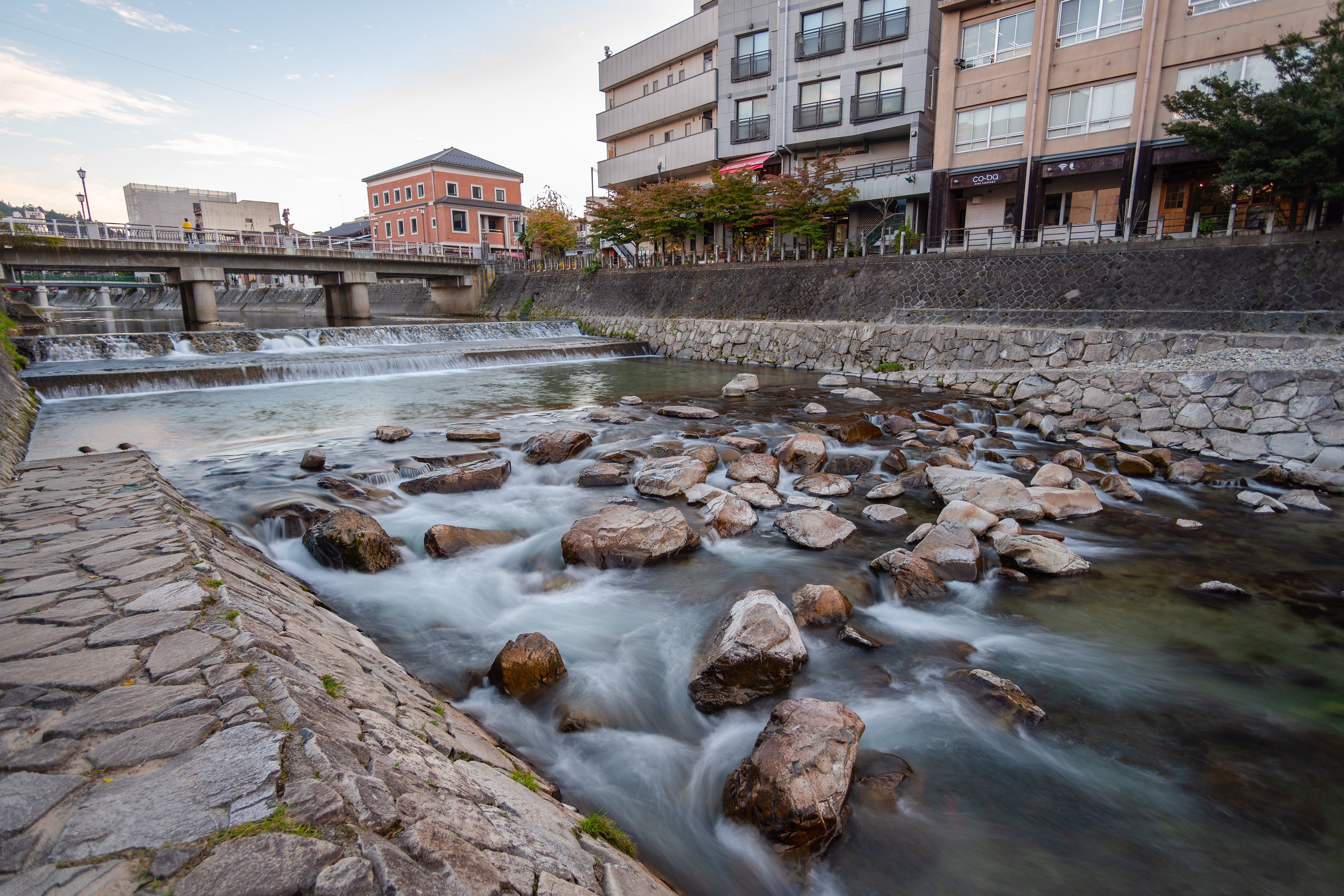
宮川
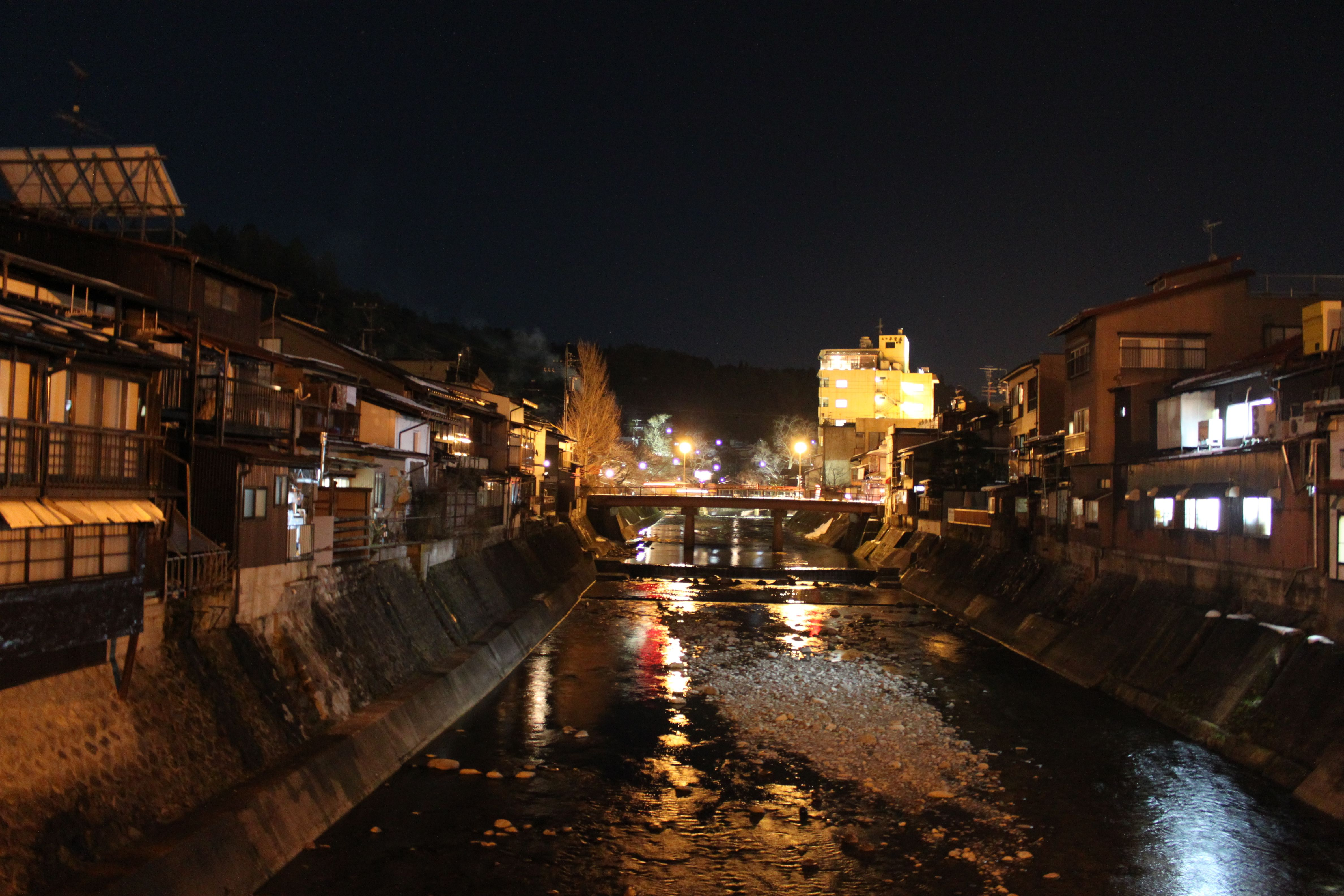
宮川の夜景
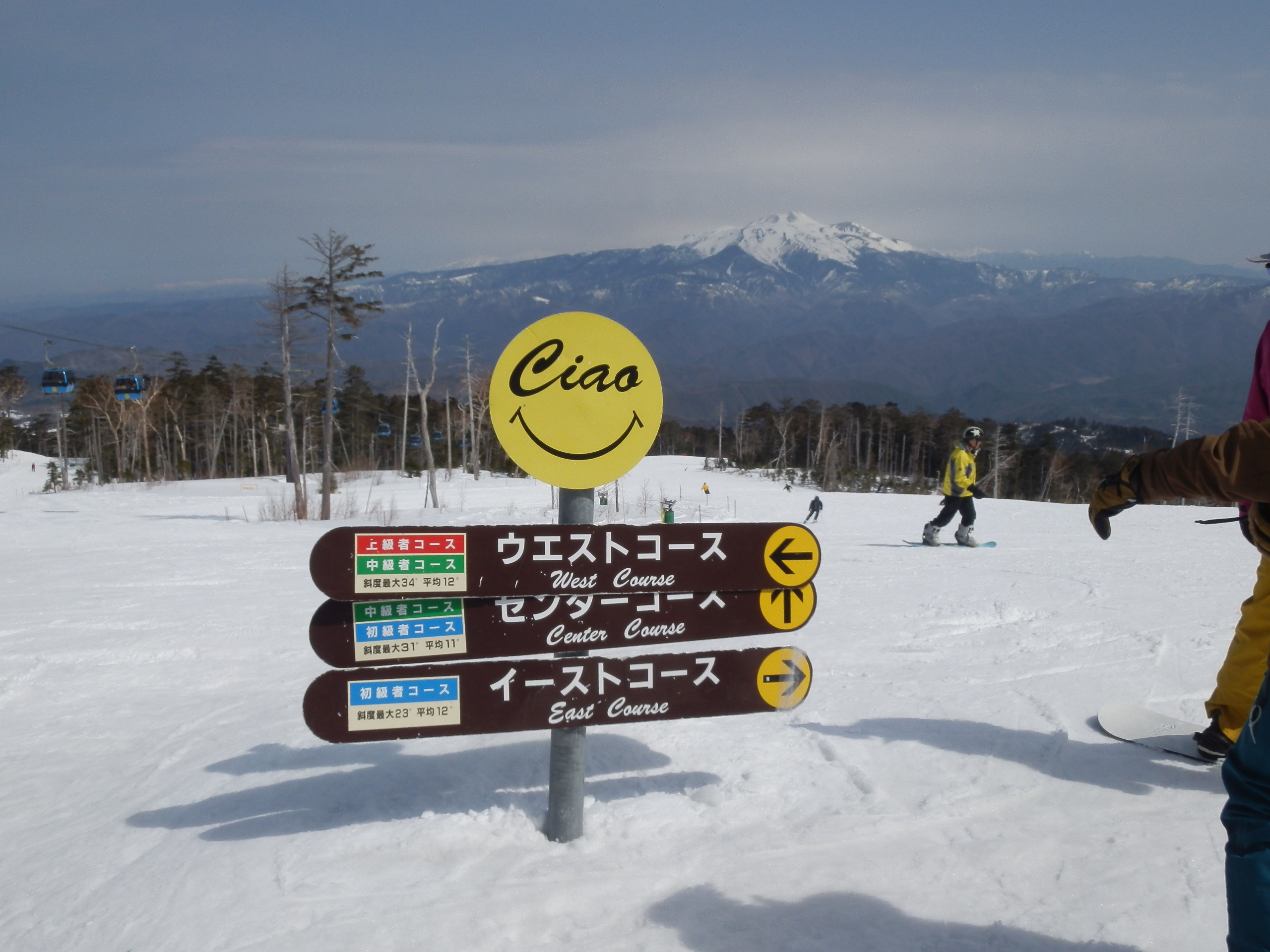
チャオ御岳スノーリゾート
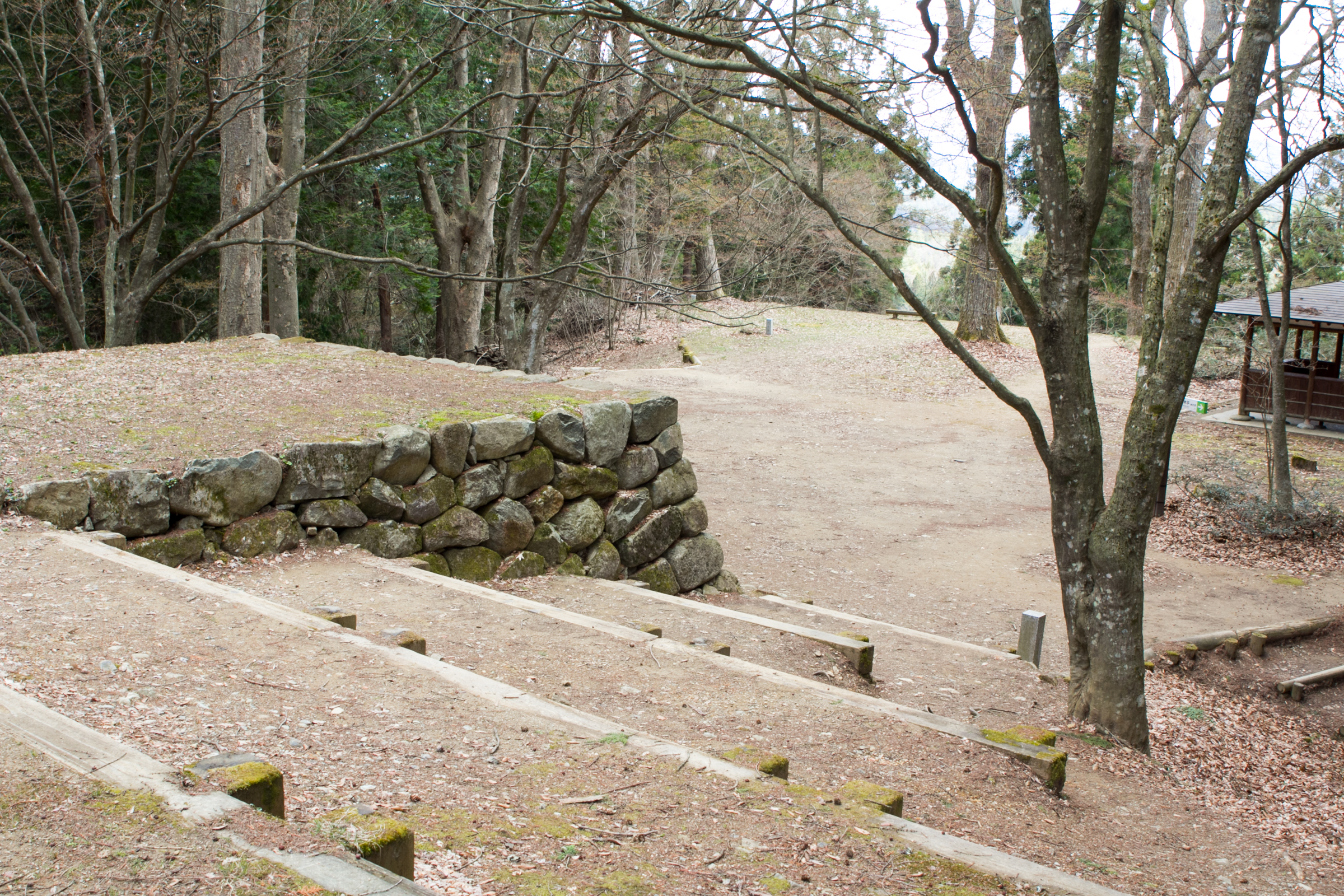
高山城（城山公園）